# Ульяновск
Улья́новск (в 1648—1780 годах — Синби́рск, в 1780—1924 годах — Симби́рск) — город в России, административный центр Ульяновской области. Является городом областного значения, образует муниципальное образование город Ульяновск со статусом городского округа. С 2015 года является единственным городом литературы ЮНЕСКО в России.
Расположен на Приволжской возвышенности, на берегах рек Волги (Куйбышевское водохранилище) и Свияги, в месте сближения их русел. Находится в 710 км к востоку / юго-востоку от Москвы.
Население: 612 516 чел. (2025) (24-е место в РФ).
Основан Богданом Хитрово (окольничим) по указу царя Алексея Михайловича в 1648 году как крепость Синбирск для защиты восточных границ Русского государства от набега кочевых племён. В ходе административной реформы Екатерины II в 1780 году стал главным городом Симбирского наместничества, которое в 1796 году указом Павла I преобразовано в Симбирскую губернию.
Указом Президента Российской Федерации от 2 июля 2020 года, городу было присвоено звание «Город трудовой доблести».

## Этимология
Первоначальное название города — Синбирск. С 1780 года официально — Симбирск, однако старое название употреблялось в народе вплоть до конца XIX века.
Назван так Богданом Хитрово по названию находившегося на левом берегу Волги между сёлами Крестово-Городище и Кайбелы Синбирского городища, построенного булгарским князем Синбиром времён Золотой Орды и Казанского Царства.
Ульяновский специалист по топонимике профессор В. Ф. Барашков в своей работе «По следам географических названий Ульяновской области» писал:

О происхождении топонима Симбир высказывалось много предположений. Так, были попытки связать его с чувашским «син бирен» — «белая гора», с мордовским «сююн бир» — «зелёная гора», с тюркским «сын бер» — «одинокая гробница».
Но уже во второй половине прошлого века подобные объяснения были отвергнуты, как несостоятельные, не подтверждённые материалом указанных языков.
Тогда же получила распространение мысль о том, что городище Симбир обязано своим названием личному имени одного из булгарских ханов. Однако в дошедших до нас довольно обширных перечнях личных монгольских и тюркских имён XIII—XIV веков имя Симбир тоже не обнаружено. Не встречается оно и среди упоминающихся в исторических работах личных имён булгарского периода в истории Среднего Поволжья (VIII—XIII века).
Вместе с тем материалы монгольской топонимики и монгольских языков дают основание усматривать в названии «Симбир» монгольскую основу. В Монголии: Симбир — город в Восточно-Гобийском аймаке (области); Симбир — селение на юго-востоке Центрального аймака; Симбир — гора и т. д. И в монгольском, и в близкородственном ему бурят-монгольском языках нарицательное слово «сюмбюр» (> симбир) и сейчас употребляется в значении «священная гора».
Известно, что монголы с древнейших времён на многих возвышенных местах ставили кумирни, храмы, которые по-монгольски назывались словом «сюм» (> сим). Некоторые из гор с такими кумирнями именуются словом «сюмбур» (> симбир). Не исключено, что в золотоордынскую эпоху, в XIII—XIV веках, такой «сюм» (сим) мог быть и на высоком волжском берегу. По нему, как можно полагать, были поименованы горы, а по ним — возникшие позднее селения.
С момента возникновения и до конца XVIII века город официально именовали Синбирск, что было связано с особенностями произношения слова местным русско-татарским населением (замена звукосочетания «мб» звукосочетанием «нб»). В 1780 году был восстановлен более древний фонетический вариант топонима.

9 мая 1924 года постановлением ЦИК СССР в память об уроженце города Владимире Ленине (настоящая фамилия Ульянов) Симбирск был переименован в Улья́новск.
С 2008 года высказывались предложения о возвращении городу первоначального названия. Названия Ульяновска на других распространённых в нём языках: тат. Сембер, чув. Чĕмпĕр, эрз. Ульянонь ош.

## Физико-географическая характеристика

### Географическое положение
Географические координаты центра Ульяновска (Соборная площадь перед зданием Администрации области): 54°18’51" северной широты и 48°24’12" восточной долготы. На этой же широте находятся города: Тула (Россия); Гданьск (Польша); Киль (Германия), а на той же долготе — города Волжск, Сызрань, Ершов, Дербент (Россия), Ардебиль, Хамадан, Дизфуль (Иран).
Ульяновск расположен на холмистой равнине на высоте 80—160 метров над уровнем моря. Перепады высот в черте города составляют до 60 метров. Причём, в правобережной части (в том числе и центре) Ульяновска, лёгкие спуски и подъёмы встречаются чаще, чем в левобережной (Заволжский район). Протяжённость города в меридиональном направлении 20 км, в широтном 30 км. Площадь 316,90 км². Город расположен в лесостепной полосе.
Ульяновск — крупный транспортный пункт, лежащий между центральной Россией и Уралом. Соседние региональные центры находятся в трёх-пяти часах езды на автомобиле.
Город располагается на обоих берегах реки Волга. Помимо этой реки, на территории города протекает несколько других рек, наиболее крупные из которых Свияга, Сельдь, Грязнушка и Карасёвка. В центральной части города протекает подземная река Симбирка, впадающая в Свиягу. Кроме рек в городе есть множество водоёмов. В городе имеется два родника, которые имеют статус ООПТ: Белый Ключ и Маришка, а также родник Сахарный, который располагается на ООПТ регионального значения «Винновская роща».
Продолжительность дня: 21 декабря — 7 часов 19 минут, 21 июня — 17 часов 13 минут.

### Климат
Климат умеренно континентальный, несколько суше, чем в Москве. В последние годы климат стал мягче, а среднегодовая температура повысилась (до 1991 года составляла +3,5 °C, с начала 2000-х годов — около +5 °C). Также количество пасмурных и облачных дней в году увеличивается. Доминируют слабые и умеренные ветры западного направления. Наименее облачные месяцы в году — апрель и июль, а самый пасмурный — ноябрь.
Весна приходит в середине марта, лето порой жаркое, но непродолжительное (обычно с середины мая по конец августа, примерно 3,5 месяца). В мае возможен снег и заморозки. Осень наступает в конце августа, а зима в середине ноября-начале декабря.
Среднегодовые параметры:
- Среднегодовая температура — +5,0 °C;
- Среднегодовая скорость ветра — 3,9 м/с;
- Среднегодовая влажность воздуха — 74 %.

| Показатель                                     | Янв.  | Фев.  | Март  | Апр. | Май  | Июнь | Июль | Авг. | Сен. | Окт.  | Нояб. | Дек.  | Год  |
| ---------------------------------------------- | ----- | ----- | ----- | ---- | ---- | ---- | ---- | ---- | ---- | ----- | ----- | ----- | ---- |
| Абсолютный максимум, °C                        | 5,6   | 4,5   | 17,4  | 30   | 36,2 | 37,5 | 38,9 | 39,3 | 33,9 | 26,0  | 15,8  | 7,8   | 39,3 |
| Средний суточный максимум, °C                  | −6,5  | −6,3  | 0,6   | 12,0 | 20,2 | 24,5 | 26,3 | 24,3 | 18,1 | 9,6   | 0,4   | −5,3  | 9,8  |
| Средняя температура, °C                        | −9,8  | −10,4 | −3,9  | 6,1  | 13,6 | 18,3 | 20,2 | 18,0 | 12,4 | 5,3   | −2,4  | −8,4  | 4,9  |
| Средний суточный минимум, °C                   | −13,3 | −14,1 | −7,9  | 1,1  | 7,4  | 12,4 | 14,5 | 12,5 | 7,7  | 1,9   | −4,9  | −11,4 | 0,5  |
| Абсолютный минимум, °C                         | −38   | −40   | −32,8 | −20  | −6,5 | −2,2 | 3,8  | −1   | −4,9 | −18,9 | −29,2 | −38   | −40  |
| Норма осадков, мм                              | 31    | 24    | 24    | 30   | 39   | 63   | 60   | 48   | 49   | 40    | 32    | 30    | 470  |
| Источник: Погода и климат. Норма 1981—2010 гг. |       |       |       |      |      |      |      |      |      |       |       |       |      |

### Геологическое строение
Город находится в области распространения траппов девонского возраста.

### Часовой пояс
До 27 марта 2016 года город Ульяновск находился в часовой зоне МСК (московское время), пока не было принято решение её сменить. На данный момент Ульяновск находится в часовой зоне МСК+1. Смещение применяемого времени относительно UTC составляет +4:00. В соответствии с применяемым временем и географической долготой средний солнечный полдень в Ульяновске наступает в 12:46.

### Экология
Экологический мониторинг в Ульяновске осуществляют несколько автоматических стационарных пунктов, контролирующих содержание в воздухе загрязняющих веществ и его общий уровень загрязнения. Для решения экологических проблем города созданы экологическая палата и экологическое правительство.

### Картография Ульяновска (Симбирска)

Окрестности города, XIX век
Начало XX века
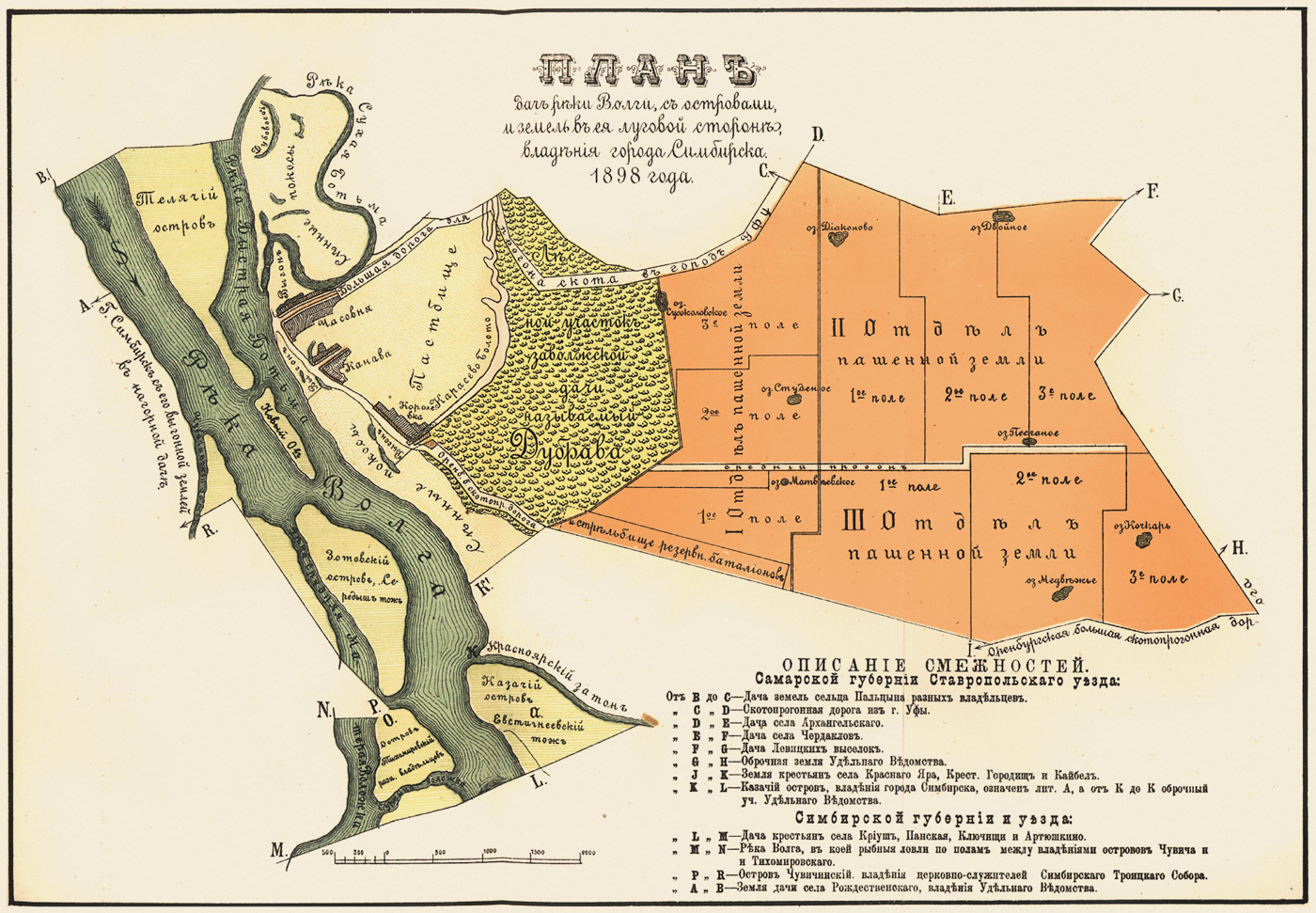
План дач реки Волги, с островами и земель в её луговой стороне, владения г. Симбирска 1898 год.

## История

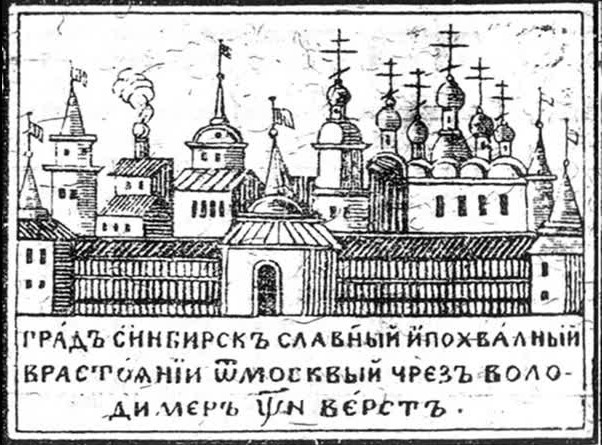
Лубочное изображение Синбирска (XVIII в.)

Памятник основателю города Богдану Хитрово в Ульяновске (2008)

### Основание города
Основан в 1648 году (лета 7156) «по Государеву Цареву и Великаго Князя Алексея Михайловича, всея Великия и Малыя и Белыя Росии и Самодержавца, указу», окольничим и воеводой Богданом Матвеевичем Хитрово и дьяком Григорием Кунаковым, как крепость Синбирск (позже — Симбирск), с целью защиты восточных границ Русского царства от набега кочевых племён, а также с целью колонизации богатого природными ресурсами Поволжья.
Деревянный Симбирский кремль был построен весной-летом 1648 года на «Венце» Синбирской горы. Он представлял собой правильный четырёхугольник, по углам и сторонам которой возвышались восемь башен с тремя воротами, вокруг выкопан глубокий ров. В середине крепости стоял Троицкий собор, к западной стене примыкал Спасский женский монастырь. В кремле жили воевода, дворяне, боярские дети и служилые люди. С севера, юга и востока примыкали слободы: Стрелецкая, Успенская (с Успенским монастырём), Туть и Московская, с населением «попроще».
К 1652 году город-крепость Синбирск был отстроен и вошёл в подчинение Приказа Казанского дворца. К 1654 году была построена Синбирская засечная черта, ставшая продолжением Корсунского участка Белгородской черты, и образован Синбирский уезд.
В 1666 году в Синбирске полгода жила грузинская царица Елена Леонтьевна с сыном и митрополитом Епифанием.

### XVII—XIX века
Осенью 1670 года город Синбирск безуспешно осаждало повстанческое войско под предводительством донского казачьего атамана Степана Тимофеевича Разина, гарнизон засел в Синбирском кремле и отбил 4 штурма восставших. Степан Разин не смог успешно завершить осаду кремля. 4 октября он был дважды ранен в бою против воеводы Барятинского, товарищи вынесли его к реке, погрузили в лодку и отплыли вниз по Волге.

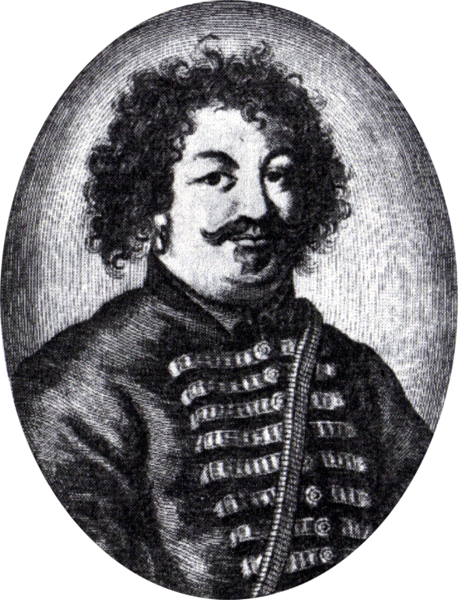
Степан Разин

В июне 1671 года Симбирскую крепость безуспешно осаждал ещё один разбойник — соратник С. Т. Разина Фёдор Шелудяк.
В 1672 году, за «двукратную храбрую оборону от разбойника Стеньки Разина: в первуй раз при воеводе Ивана Милославского от самого Стеньки Разина, а во второй раз через год от есаула разинской шайки Федьки Шелудяка», городу Синбирску, царём Алексеем Михайловичем Тишайшим, был пожалован первый герб.
В 1678 году в Синбирске (в кремле, остроге, посаде), в 605 дворах жило 1579 человек.
Указом Пётра I от 18 (29) декабря 1708 года в ходе административно-территориального деления Русского царства на губернии Синбирск с уездом вошёл в состав Казанской губернии.
22 ноября (3 декабря) 1717 году Синбирский уезд был передан в состав вновь образованной Астраханской губернии.
В 1719 году из Синбирского уезда образована Синбирская провинция.
В 1722 году проездом по Волге в Астрахань в Синбирске из-за шторма остановился император Пётр I и подарил городу икону «Богоматерь умягчение злых сердец», которая впоследствии хранилась в Троицком соборе.
В 1728 году Синбирская провинция снова была передана в Казанскую губернию.
В 1729 году утверждён новый герб Синбирска — в лазуревом поле белый столб, увенчанный золотой короной.
Так как город был деревянным, его периодически уничтожали пожары. Сильнейший пожар вспыхнул в 1671 году. После него пришлось заново отстраивать кремль. Город выгорал также в 1687, 1694, 1696, 1730, 1740 годах.
4 (15) июля 1763 года родился Святой Блаженный Андрей Симбирский — небесный покровитель Симбирска.
В 1766 году Манифестом Екатерины II вводилась должность городского головы (см. статью: Симбирские городские головы).
С 5 по 8 (19) июня 1767 году Синбирск посетила императрица Екатерина II. «Город самый скаредный, — писала она Никите Панину, — и все дома, кроме того, в котором я стою (дом купца И. С. Мясникова), в конфискации за недоимки».
1 (12) октября 1774 году из Яицкого городка в Синбирск, в железной клетке, доставил пленного Емельяна Пугачёва лично Суворов Александр Васильевич. На допрос самозванца, которого допрашивали со 2 по 6 октября, из Москвы прибыли П. И. Панин и П. С. Потёмкин. 26 октября Пугачёв был отправлен из Синбирска в Москву.

### Губернский город

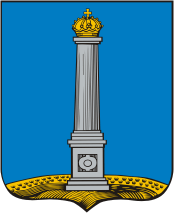
Герб Симбирска (1780)

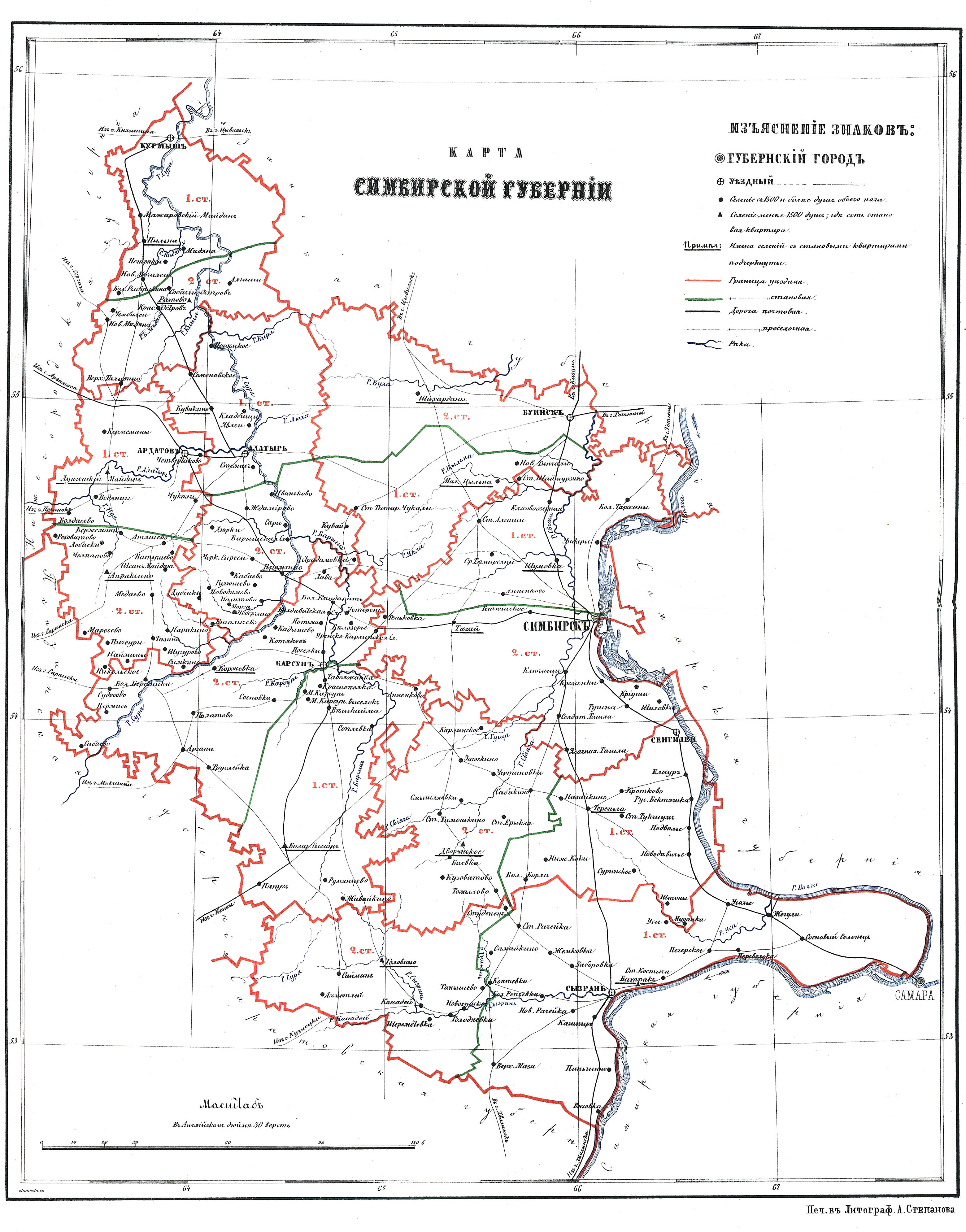
Симбирская губерния 1859 года

В 1775 году была учреждена Синбирская губерния, но город Синбирск ещё остаётся «провинциальным».
11 (22) сентября 1780 года Синбирск переименован в Симбирск.
15 (26) сентября 1780 года Указом Екатерины II «Об учреждении Симбирскаго Наместничества», Симбирск стал губернским городом вновь учреждённого Симбирского наместничества, в составе 13 уездов. А 22 декабря 1780 (2 января 1781) года, впервые в истории Симбирска, Екатериной II был учреждён генеральный план застройки, установлен и утверждён новый герб: «въ голубомъ полѣ, на бѣломъ 4-хъ-гранномъ пьедесталѣ, бѣлая колонна съ золотой короной наверху».
22 сентября (3 октября) 1786 года было открыто Главное народное училище, в 1809 году преобразованное в Симбирскую классическую гимназию.
В Симбирске в 1789 году в доме помещика Дурасова был открыт первый в городе и один из первых в России крепостных театров — крепостной театр Дурасова. В подготовке актёров для него принимал участие замечательный мастер сцены П. А. Плавильщиков. Театр Дурасова просуществовал пять лет. Позднее, в 1790-е годы, в Симбирске сложились две театральные труппы крепостных актёров: Татищевская и Ермоловская.
Указом Павла I от 31 декабря 1796 (11 января 1797) года Симбирское наместничество переименована в Симбирскую губернию.
В 1812 году, для Отечественной войны, было создано Симбирское ополчение — четыре пеших и один конный полк. Начальником был избран Д. В. Тенишев.
В 1820 году открылось первое училище для девочек «Дом трудолюбия», а вторая в 1859 году — Мариинская женская гимназия, а к 1913 году в городе было уже две мужских: 1-я Симбирская классическая гимназия, 2-я Симбирская мужская гимназия и три женских гимназии: Мариинская женская гимназия, Гимназия Т. Н. Якубович и Гимназия В. В. Кашкадамовой.
7 (19) сентября 1824 года, в память об Отечественной войне 1812 года, в присутствии императора Александра I, была произведена закладка Троицкого собора. Государь собственноручно положил в его основание первый камень. Храм уничтожен в 1936 году.
В Симбирске около 10 лет прожила царевна Тамара, бывшая фрейлина императрицы Александры Фёдоровны (супруги Николая I), сосланная из Грузии в 1829 году.
22-23 августа (4 сентября) 1836 года Симбирск посетил император Николай I, который сделал много указаний по возведению новых строений города, особенно в центральной его части.
18 (30) апреля 1848 году открыта одна из первых библиотек в Поволжье — Карамзинская общественная библиотека, а в 1893 году — Гончаровская библиотека.
С 1 (13) января 1851 года, при создании Самарской губернии, к Симбирску отошли деревни: Корольчиха (переименована в слободу Королёвка), Канава и Часовня, получив статус слобод. В декабре 1866 года к городу была причислена слобода Туть.
Из простого города-крепости Симбирск превратился в провинциальный город с развитой инфраструктурой (театры, больницы, гимназии). Самая лучшая и богатая его часть была расположена на Венце, где находились соборы, губернские административные учреждения, учебные заведения, частные особняки, ремесленные мастерские, общественные сады и бульвары. Рядом располагалась оживлённая торговая часть города с центром в гостином дворе. На городских окраинах жили в основном бедняки. Основным занятием горожан было ремесло, сельское хозяйство и рыболовство.

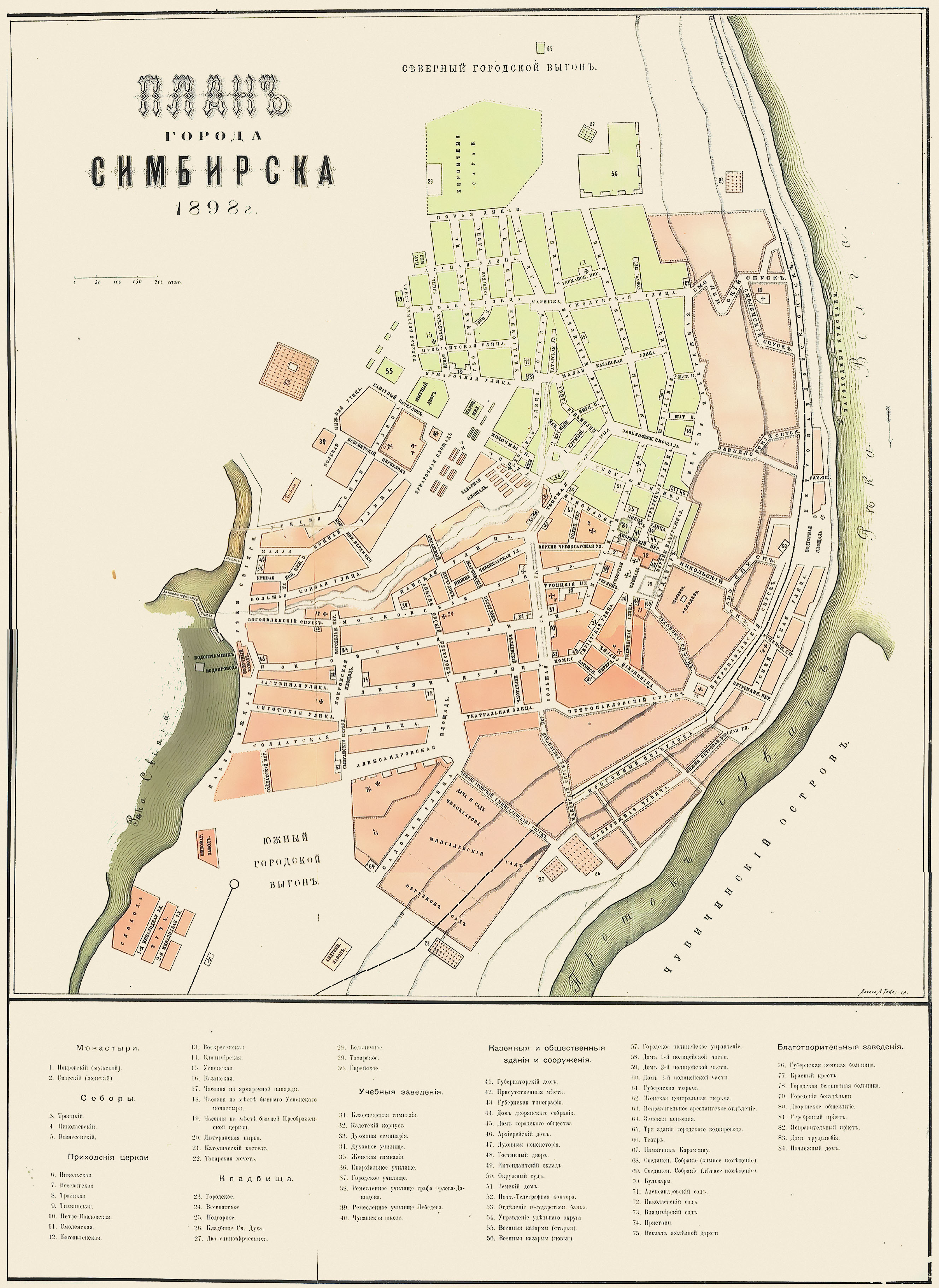
План Симбирска 1898 года. Мартынов, Павел Любимович «Город Симбирск за 250 лет его существования: систематический сборник исторических сведений о г. Симбирске»

На протяжении всего XIX века и до революции в городе действовала ежегодная Сборная ярмарка, одна из крупнейших в Поволжье, её оборот в некоторые годы достигал 10 миллионов. Привозили купцы в Симбирск мануфактурные товары, кожи, шерсть, лошадей, а вывозили хлеб и фрукты.
13 августа 1864 года произошёл страшный пожар в Симбирске, который продолжался 9 дней. От города уцелела его четвёртая часть. Здание дворянского собрания и Карамзинская библиотека в нём, Спасский монастырь, 12 церквей, почтамт, все лучшие частные строения сгорели.
В 1891—1892 годах Симбирскую губернию, как и многие другие губернии Российской империи, охватил голод, вызванный неурожаем и, как следствие, болезни — тиф и холера. См. статью: Голод в России (1891—1892)
По переписи 1897 года в Симбирске жило 43,3 тысяч человек.
3-5 (17) октября 1898 года Симбирск широко отметил 250-летие своего существования. К этой дате Санкт-Петербургский монетный двор выпустил золотой и серебряный жетон. А Симбирская типо-литография выпустила книгу Павла Любимовича Мартынова «Город Симбирск за 250 лет его существования». 4 октября 1898 года в зале Дворянского собрания состоялся Торжественный обед.

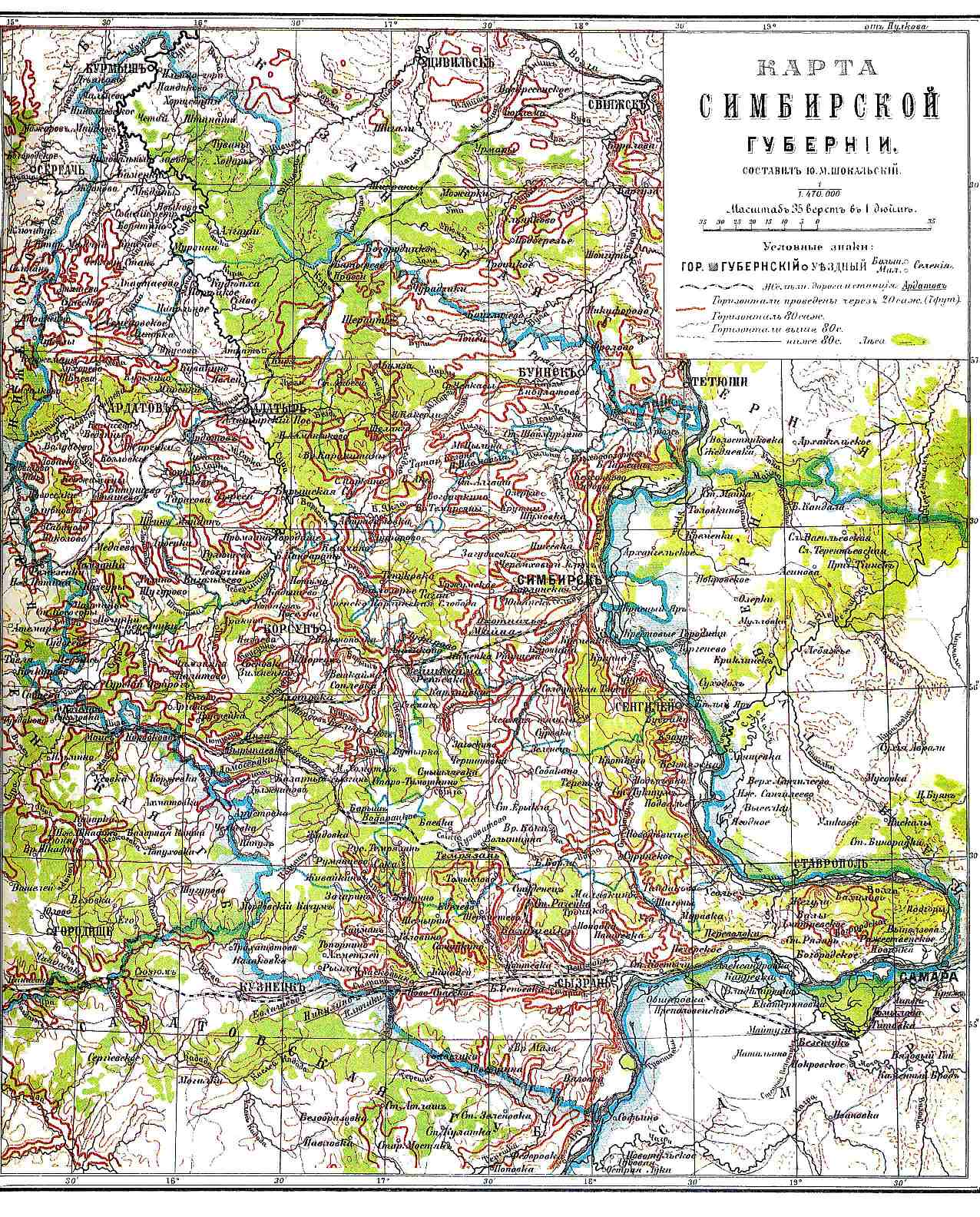
Симбирская губерния

28 декабря 1898 (9 января 1899) года открылась ветка Симбирской железной дороги Инза — Симбирск I, а торжественное открытие состоялось 17 (29) января 1899 года, когда был построен, в районе слободы Туть, одноэтажное каменное здание вокзала Симбирск-1

### Начало XX века
1 (14) ноября 1900 году Симбирск (ст. Часовня-Пристань, у слободы Канава) был соединён железной дорогой с Мелекессом, а затем с Бугульмой.
В 1910 году в городе и губернии побывал автор аграрной реформы, Председатель Совета министров Российской империи П. А. Столыпин.
В июне 1912 году в городе прошли торжественные мероприятия по случаю столетнего юбилея великого писателя Ивана Александровича Гончарова: 6 июня, на бульваре Новый Венец, был заложен краеугольный камень будущего Дома-памятника Гончарову, улица Большая Саратовская была переименована в Гончаровскую, 18 июня, в Винновке, была установлена Мемориальная беседка Гончарова, а в зале Дворянского собрания прошло публичное заседание архивной комиссии.
В 1916 году в Симбирске завершено строительство Императорского моста, протяжённостью 2089 метров, самого длинного на тот момент в России. В июне 1917 года в городе прошёл Общечувашский национальный съезд по результатам которого было организовано Чувашское национальное общество.

### Советская власть
10 (23) декабря 1917 года в Симбирске была установлена Советская власть. 11 июля 1918 года в Симбирске левые эсеры под руководством командующего Восточным фронтом РККА Муравьёва М. А. выступили за создание Поволжской республики и предприняли неудачную попытку поднять мятеж. 21 июля 1918 года Симбирск был захвачен русско-чешским отрядом белогвардейцев под командованием Каппеля — войсками КОМУЧа. По версии Народной Армии КОМУЧа — «освобожден от власти большевиков». 12 сентября 1918 года вновь освобождён Симбирской Железной дивизией под командованием Гая в ходе Симбирской операции. В честь этого события в городе названы улицы 12-го Сентября и Железной дивизии.

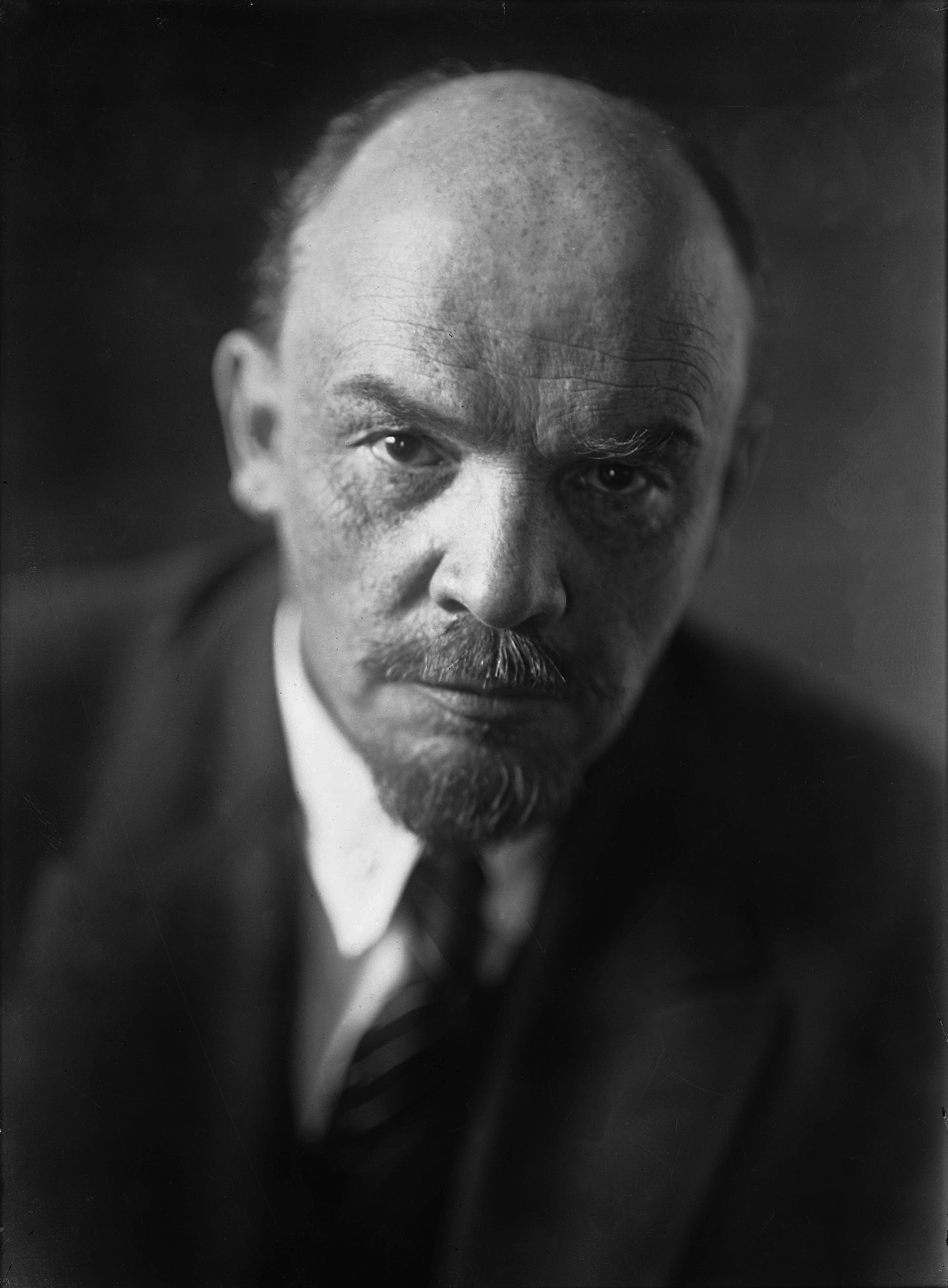
В. И. Ленин (Ульянов), 1920 год

После гражданской войны промышленность города пребывала в состоянии разрухи. Здания фабрик, заводов пришли в ветхость, оборудование устарело, не хватало топлива, сырья, инструментов. Предприятия либо сворачивали производство и закрывались, либо работали с большими перебоями. На симбирском металлическом заводе неоднократно производилось сокращение рабочих и простаивали целые цеха. За годы войны в Симбирске не было построено ни одного здания, исчезло уличное освещение, бульвары и парки пришли в запустение, было разрушено до сотни жилых домов, пустовали базар и ярмарочная площадь.
9 мая 1924 года, в связи со смертью Владимира Ильича Ленина (Ульянова), постановлением ЦИК СССР, Симбирск переименован в Ульяновск, Симбирская волость — в Ульяновскую волость, Симбирский уезд — в Ульяновский уезд, а Симбирская губерния — в Ульяновскую губернию. Как только жители губернии и Симбирска не предлагали переименовать город — и «Ленин», и «Ленинск», и «Ильич», но эти топонимы не нашли поддержки в Москве. И лишь предложенное крестьянами Карсунского уезда название «Ульяновск» понравилось в столице и было одобрено.

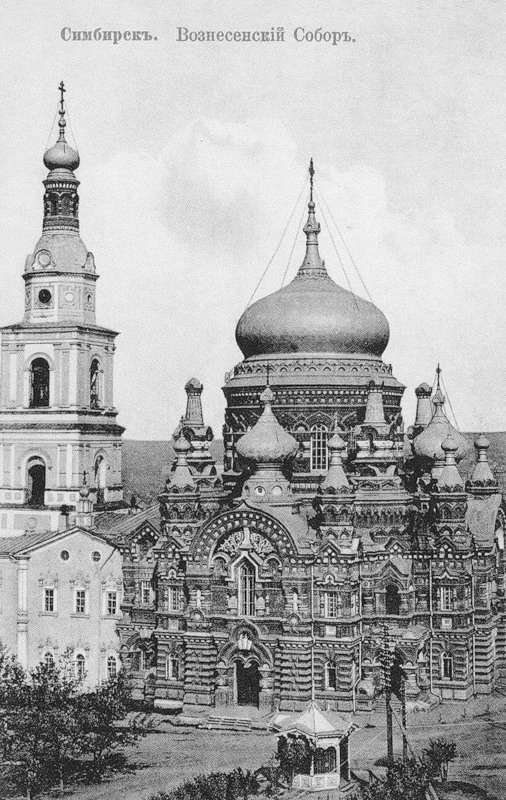
Разрушенный Спасо-Вознесенский собор в Симбирске

14 мая 1928 года были упразднены Ульяновский уезд и Ульяновская губерния, а город Ульяновск стал центром Ульяновского округа Средне-Волжской области (с 20 октября 1929 года — Средне-Волжского края, с 27 января 1935 года — Куйбышевского края, с 5 декабря 1936 года — Куйбышевской области). А с 16 июля 1928 года Ульяновск стал и административным центром Ульяновского района.
30 июля 1930 года Ульяновский округ упразднён, а его районы отошли в прямое подчинение Средне-Волжского края, а Ульяновск остался административным центром Ульяновского района и Ульяновского городского района, с населением в 68030 человек.
В 1930-е годы почти все храмы и церкви в Ульяновске были разрушены или использовались по другим назначениям, работали только две церкви: Неопалимовская и Воскресенская.
Накануне Великой Отечественной войны Ульяновск представлял собой небольшой провинциальный город с населением 110 тысяч человек. В городе не было крупных промышленных предприятий, исключение составлял 3-й Госзавод имени Володарского. Кроме этого работало чуть более 10 предприятий лёгкой и пищевой промышленности.
В 1939—1940 годах в Ульяновске началось строительство трёх заводов Наркомата авиационной промышленности, завода токарных станков. К началу войны ни один из цехов сооружаемых заводов не был завершён.

### Великая Отечественная война

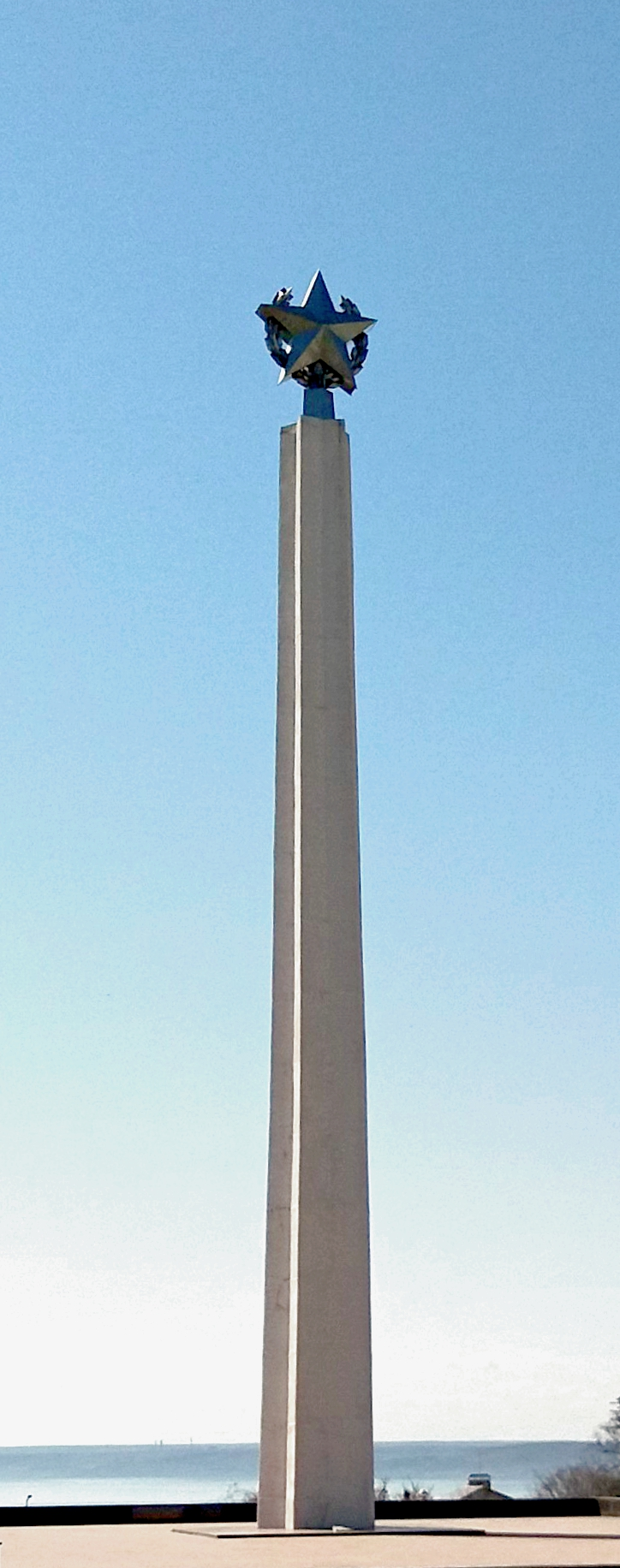
Обелиск «30 лет Победы».

В первые месяцы войны из Ульяновска на фронт ушли добровольцами более 10000 человек, а всего за годы войны — 39301 человек.
В годы войны Ульяновск стал местом эвакуации 17 промышленных предприятий из оккупированных районов и прифронтовой полосы. Из Москвы эвакуирован ряд промышленных предприятий, в том числе ЗиС, разместившийся на территории чугунного завода «Металлист» и давший начало заводам УАЗ, УМЗ и МРЗ. Из Витебска прибыла чулочно-трикотажная фабрика имени КИМ, ставшая в дальнейшем трикотажной фабрикой «Русь», из Киева — швейная фабрика имени М. Горького, ставшая швейной фабрикой «Элегант». Московский НИИ-12, Ленинградский приборостроительный завод № 278 и Вяземский приборостроительный завод № 149 были объединены в Ульяновский приборостроительный завод № 280, ныне завод «УКПБ», бывший «Утёс». Из электроаппаратного цеха Харьковского электромеханического завода был создан Государственный союзный завод № 650, ныне «Контактор». Из Минска передислоцировано Минское танковое училище, переименованное во 2-е Ульяновское танковое училище, а 15 июля 1941 г. в городе начало формироваться Ульяновское военное пехотное училище.
С 25 июня 1941 года в городе стали разворачиваться четыре госпиталя. В 1942 году в Ульяновске стал работать эвакуированный из Воронежа медицинский институт, профессора которого работали во всех госпиталях и больницах города.
С октября 1941 года по август 1943 год в Ульяновске в эвакуации находилась Московская патриархия, во главе с митрополитом Сергием, с 8 сентября 1943 года ставший Патриархом.
С марта 1942 года по июнь 1944 год в Ульяновске базировалась Волжская военная флотилия. В 1942 году от станции Свияжск до станции Ульяновск III и далее до станции Сызрань I, была построена Волжская рокада, для обеспечения материальными и людскими ресурсами Сталинградский фронт.
Население Ульяновска за вторую половину 1941 года и начала 1942 года, за счёт эвакуированных, удвоилось и составило более 200 тысяч человек, но, к 1945 году, в результате реэвакуации сократилось на 50 тысяч и составило 152 тысячи человек.
В 1943 году Ульяновск становится центром вновь образованной Ульяновской области.
За годы войны более 60 тысяч ульяновцев за отвагу и мужество были награждены боевыми орденами и медалями. 121 человек был удостоен звания Героя Советского Союза. 28 человек стали полными кавалерами орденов Славы.
За четыре года войны, из четырёх военных училищ и одной военной школы города: 1-е УТУ, 2-е УТУ, УВВИУС, УВАШП и УВПУ, по сокращённой программе было подготовлено около 27 тысяч офицеров и за городом по праву закрепилось название «Кузница офицерских кадров».

### Послевоенный и советский период
19 сентября 1946 года Советом Министров РСФСР был утверждён генеральный план Ульяновска, разработанный специалистами ЛЕНГИПРОГОРа (Ленинградского государственного института по проектированию городов) архитекторами В. А. Гайковичем и Н. В. Кашкадамовой. Чуть позже были приняты два важнейших для судьбы Ульяновска постановления: «О мерах по развитию г. Ульяновска 1949-50-х гг.» и о включении Ульяновска в число 43 важнейших городов Советского Союза.
В послевоенный советский период из города с выраженной сельскохозяйственной и ремесленной занятостью населения стал промышленным городом; в нём были сооружены предприятия машиностроения, в том числе оборонной и авиационной промышленности (Ульяновская ТЭЦ-1, Ульяновский радиоламповый завод (УРЛЗ), другие предприятия).
В 1953 году, во время создания волжского каскада ГЭС, Ульяновск попал в зону влияния Куйбышевского водохранилища. Также в зону затопления попал Машзавод имени Володарского (Завод п/я № 19) и близлежащий жилой район — Нижняя Терраса, однако по решению правительства СССР этот район города был обнесён защитной дамбой и не подвергся затоплению, а на месте затопления, близ лежащих деревень, образовался остров Пальцинский (ныне входит в Городской округ Ульяновск).
Начиная с 1960-х годов благодаря высоким темпам жилищного и промышленного строительства Ульяновск увеличился как по площади, так и по численности населения. На месте прежних сёл, прилегавших к городу, были построены современные жилые кварталы, образовавшие 23 мая 1962 года Засвияжский и Заволжский районы, из Старого города и прилегающей к нему северной части образован Ленинский район, а в 1966 году — Железнодорожный район.
В преддверии празднования 100-летнего юбилея со дня рождения В. И. Ленина, в 1969—1970-х годах, исторический центр города был застроен современными зданиями, появилась гостиница «Советская», Дом художника, Ленинский мемориал, гостиница «Венец», здание школы № 1, новый железнодорожный вокзал Ульяновск-Центральный, новый речной вокзал, центральный аэропорт Ульяновск-Центральный, Центральный универмаг, Центральный автовокзал, Дворец пионеров, Областная библиотека для детей и юношества, парк «Дружбы народов», жилые дома по улице Минаева и др. Но при этом потерял ряд исторических зданий: «Губернаторский дворец (Дом губернатора)», в котором останавливались многие российские императоры, Спасский монастырь (ныне восстанавливается), Гостиный двор и другие. В 1970 году город награждён орденом Ленина за выдающиеся трудовые достижения его жителей и прекрасной организации подготовки к столетию со дня рождения Владимира Ленина.
С постройкой объектов Ленинской Мемориальной зоны Ульяновск становится одним из главных туристических центров СССР, после Москвы и Ленинграда. Город, в отличие от некоторых других областных центров, не был закрытым, однако иностранным гостям от туристического маршрута отклоняться не разрешалось.
В 1976 году на левом берегу Волги началось строительство Ульяновского авиационно-промышленного комплекса, а рядом с ним начал строиться большой жилой район — Новый город.
В 1983 году в Ульяновске произошла страшная трагедия — 5 июня в железнодорожный мост через Волгу врезался теплоход «Александр Суворов». В результате погибло более 170 человек. Катастрофа произошла по вине рулевого и вахтенного штурмана, направивших лайнер под несудоходный пролёт моста.

### Постсоветское время

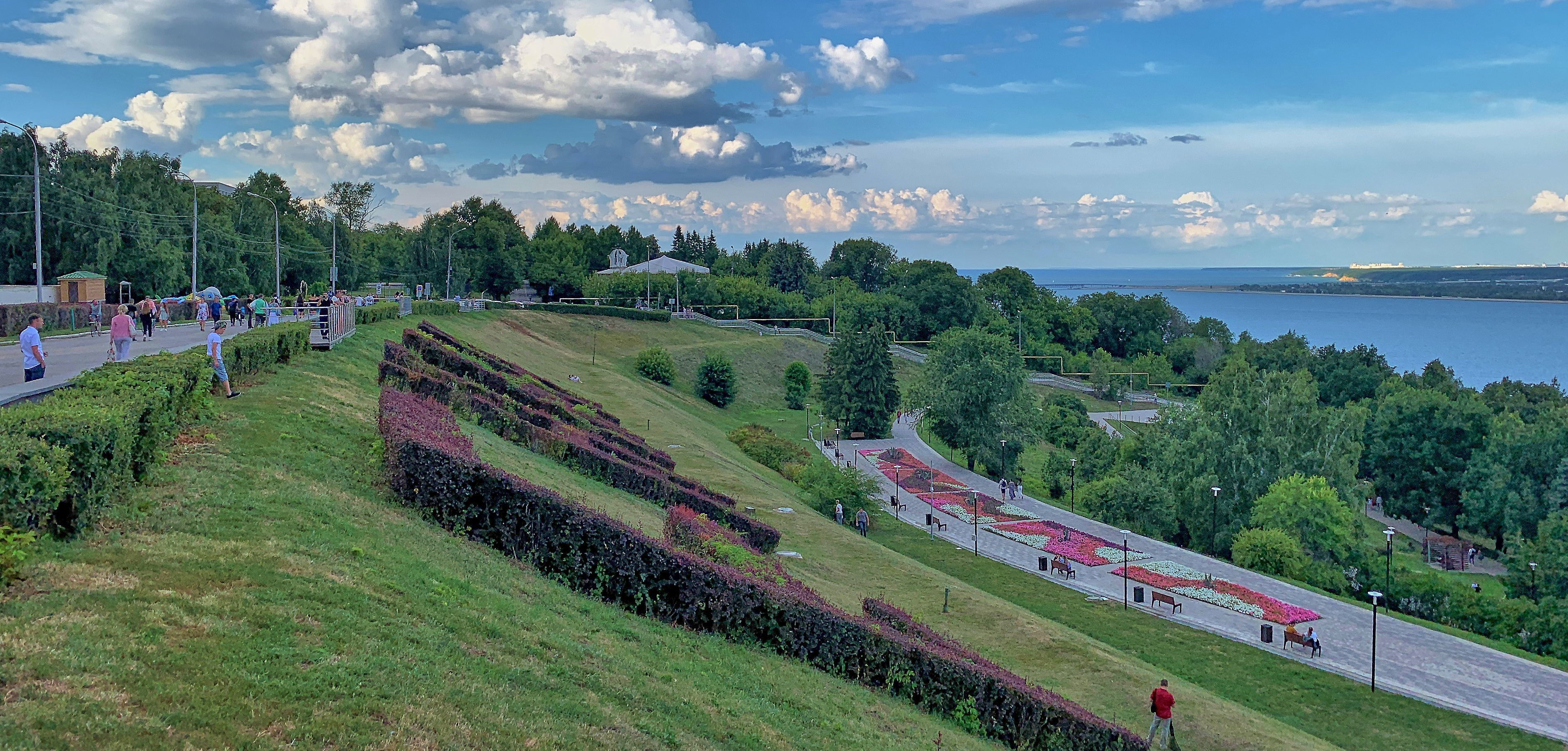
Восстановленный верхний участок парка Дружбы Народов

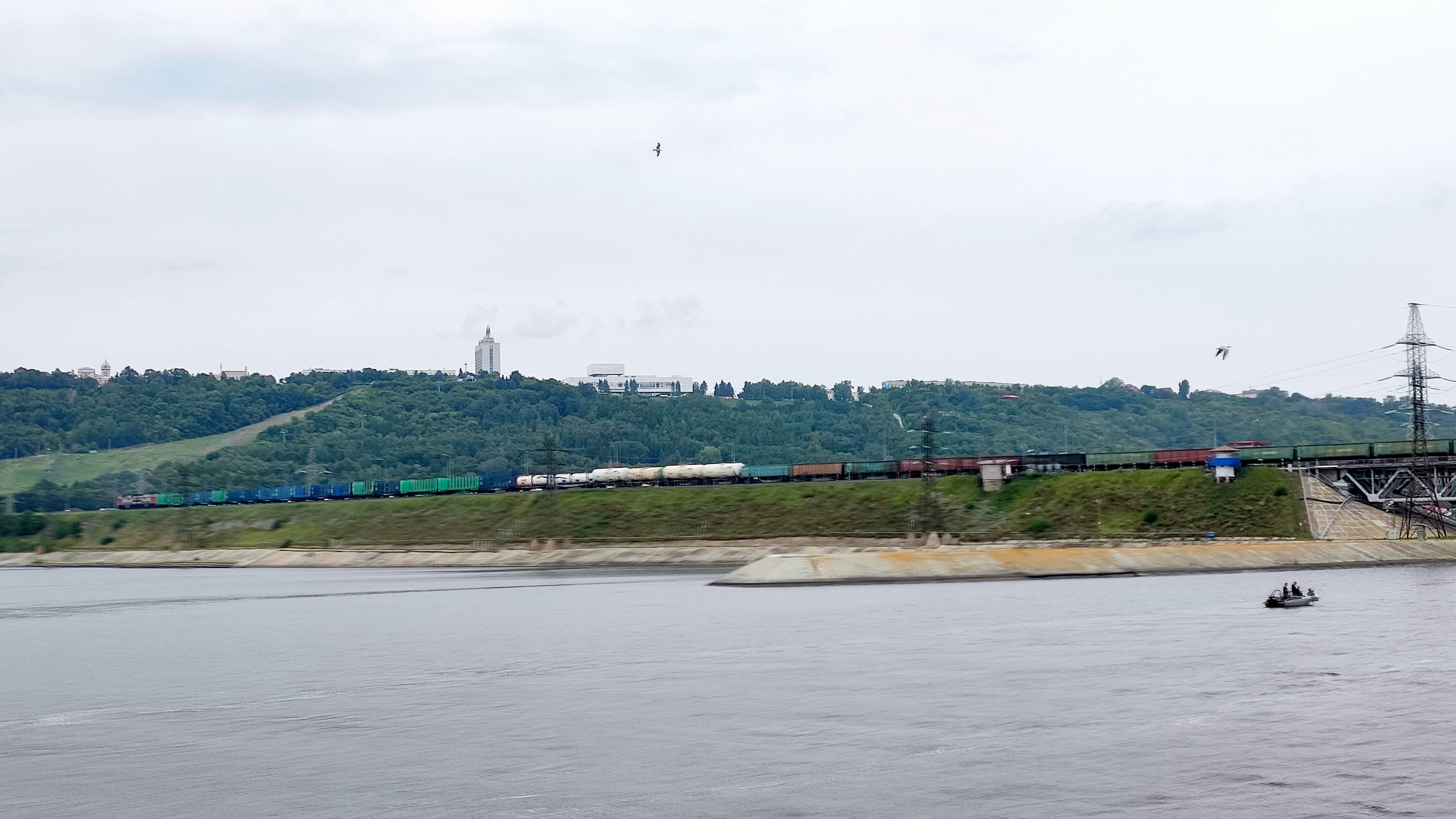
Вид на Ульяновск с р. Волги в августе 2024 года (на холме Ленинский мемориал и бывшая гостиница Венец, ныне Азимут, справа видна часть Императорского моста)

В 1990-е город переживает тяжелейшие времена — спад производства по всем отраслям, массовая безработица и обеднение населения. Такие градообразующие предприятия, как УАПК со вспомогательными заводами, Машзавод имени Володарского, «Комета», «Электробытприбор», радиоламповый завод, УЗТС, завод «Искра», кожевенно-обувной комбинат, пивзавод и другие предприятия города стали банкротами, а УЦМ, завод «Ротор» и многие другие вообще не были достроены. В 1990-е годы Ульяновск подвергся социально-экономической деградации, были утрачены знаменитый парк Дружбы народов, канатная дорога, кинотеатр «Рассвет» и многие другие объекты культуры.
05.12.2001 года решением Ульяновской Городской Думы № 188 "О звании «Почётный гражданин города Ульяновска», которое является высшей наградой муниципального образования «Город Ульяновск». Звание «Почётный гражданин города Ульяновска» присваивается Ульяновской Городской Думой персонально, как пожизненно, так и посмертно.

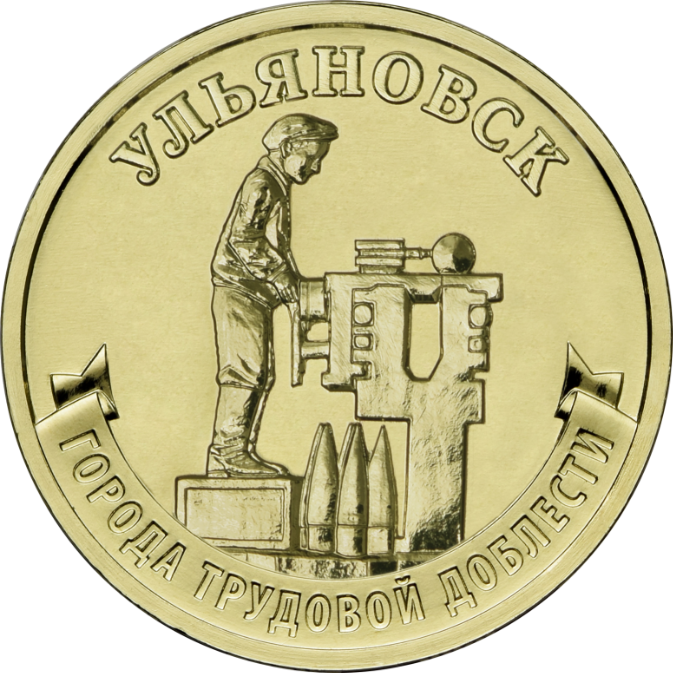
Монета Банка России, 2025. 10 рублей. Города трудовой доблести — Ульяновск.

Только в начале XXI века экономика города стала оживать. В 2009 году по итогам конкурса на право создания портовой особой экономической зоны на базе международного аэропорта «Ульяновск-Восточный» была образована ОЭЗ. В этом же году был достроен и открыт Президентский мост, второй по длине в России, протяжённостью около 6 километров. В город стали заходить международные компании: в 2009 году в промышленной зоне «Заволжье» открылся пивоваренный завод SABMiller, в 2015 открылось станкостроительное производство компании DMG Mori, в 2016 состоялась торжественная церемония завершения строительства завода Bridgestone.
В городе стали строиться спортивные сооружения: в 2014 году открылся дворец спорт Волга-Спорт-Арена, ставший пятым в России крытым стадионом. В 2016 году дворец принял Чемпионат мира по хоккею с мячом, это первое крупное международное соревнование прошедшее в городе. В 2021 году открылся Центр художественной гимнастики «Татьяна Арена».
14 апреля 2025 г. Банк России выпустил памятную монету, посвящённую Ульяновску — Городу трудовой доблести.

### Награды
- 11 декабря 1970 году Указом Президиума Верховного Совета СССР «За большие успехи, достигнутые трудящимися города в хозяйственном и культурном строительстве, в выполнении задания пятилетнего плана по развитию промышленного производства, наградить ГОРОД УЛЬЯНОВСК орденом ЛЕНИНА»[87].
- Звание «Город трудовой доблести» (2 июля 2020)[88][89][90] — за значительный вклад жителей городов в достижение Победы в Великой Отечественной войне 1941—1945 годов, обеспечение бесперебойного производства военной и гражданской продукции на промышленных предприятиях, проявленные при этом массовый трудовой героизм и самоотверженность.

## Органы власти
Высшим должностным лицом в Ульяновске является Глава города, полномочия представительного органа местного самоуправления осуществляет Ульяновская городская дума, состоящая из 40 депутатов. Принципы функционирования органов местного самоуправления в Ульяновске определяются Уставом города. С 2011 по 2018 года, согласно Уставу города, действовала схема городского управления: административными делами руководит — Глава города, выбирается депутатами Городской Думы, а хозяйственными вопросами — Городской управляющий — Глава администрации города (сити-менеджер), назначаемый городским парламентом по результатам конкурса. В марте 2018 года в городской Устав было внесено изменение. Теперь город должен управляться одним руководителем — Главой города.
Администрация города Ульяновска, как и Городская Дума, располагаются в одном здании на улице Кузнецова в центре Ульяновска.

## Административно-территориальное деление
Площадь города в границах городской черты составляет около 300 км² (по другим данным — 316,9 км²), однако территория городского округа г. Ульяновска, в состав которой помимо города входят обширные межселенные территории и акватории, а также 30 сельских населённых пунктов, составляет 628,96 км².
На протяжении истории город прирастал соседними населёнными пунктами. Так, в XX веке указом Президиума Верховного Совета РСФСР в состав Ульяновска были включены следующие территории Ульяновского района:
1961 г. — село Конно-Подгородная Слобода (1961 г.), 17 октября 1966 г. — сёла Винновка и Вырыпаевка (до линии железной дороги), 8 февраля 1971 г. — посёлок Опытное поле,
10 сентября 1974 г. — село Мостовая, 28 апреля 1976 г. — сёла Вырыпаевка и Сельдь, 5 апреля 1978 г. — посёлки станции Студенческая и Посёлок Лесничества Белый Ключ. С сентября 1997 года — посёлок Индовое.
Город и весь городской округ официально разделён на 4 внутригородских района:
|  | Район           | Население в городе, чел. |
|  | --------------- | ------------------------ |
|  | Железнодорожный | ↗85 043                  |
|  | Заволжский      | ↘215 800                 |
|  | Засвияжский     | ↘222 297                 |
|  | Ленинский       | ↘115 950                 |

## Официальная символика
См. статьи: Герб Ульяновска и Флаг Ульяновска
В соответствии с Уставом города Ульяновска (принят решением Ульяновской городской думы от 14.12.2005 № 202): "Муниципальное образование «город Ульяновск» имеет официальные символы: герб, флаг и гимн.
Современный герб города Ульяновска представляет собой «изображение геральдического щита прямоугольной формы, вытянутый по вертикали, в лазоревом поле которого серебряный столб, стоящий на золотой с чёрным земле в оконечности. На столбе — золотая закрытая корона». Столб на гербе Ульяновска является символом незыблемости народовластия. Венчающая столб корона (венец) символизирует городское самоуправление как проявление власти жителей города. Герб города внесён в Государственный геральдический регистр Российской Федерации — № 231.
Флаг города Ульяновска — опозновательно-правовой знак, составленный и употребляемый в соответствии с геральдичесмкими правилами вексиллологии, служащий символом местного самоуправления. Флагом является прямоугольное полотнище с отношением высоты к длине 2:3, состоящее из трёх равновеликих вертикальных полос: двух голубого цвета (по краям) и одной белого цвета (в центре). В центре белой полосы — жёлтая императорская корона, высота которой по крайним точкам составляет 3/11 от высоты полотнища, а ширина по крайним точкам — 1/5 от длины полотнища. Синие полосы на флаге обозначают реки Волгу и Свиягу. Золотистая корона связывает флаг и герб города. Флаг города внесён в Государственный геральдический регистр Российской Федерации — № 232.
Гимн города Ульяновска принят в 2008 году на внеочередном заседании Ульяновской Городской Думы. Авторами гимна стали поэт Николай Марянин и композитор Сергей Лямин.
|      |  |      |  |
| Герб |  | Флаг |  |

## Население

### Численность
| 1780     | 1811     | 1820     | 1830     | 1838     | 1840     | 1850     | 1856     | 1863     | 1876     | 1897     | 1900     |
| -------- | -------- | -------- | -------- | -------- | -------- | -------- | -------- | -------- | -------- | -------- | -------- |
| 10 500   | ↗13 300  | ↗14 000  | ↗15 000  | ↗17 400  | ↗17 700  | ↗21 000  | ↗26 500  | ↘24 900  | ↗32 000  | ↗41 700  | ↗44 000  |
| 1913     | 1914     | 1917     | 1923     | 1926     | 1931     | 1933     | 1937     | 1939     | 1941     | 1956     | 1959     |
| ↗54 700  | ↗55 200  | ↗63 700  | ↗68 700  | ↗70 562  | ↘68 800  | ↗73 700  | ↗90 598  | ↗103 779 | ↗105 000 | ↗183 000 | ↗205 942 |
| 1961     | 1962     | 1967     | 1970     | 1973     | 1975     | 1979     | 1982     | 1985     | 1986     | 1987     | 1989     |
| ↗220 000 | ↗239 000 | ↗294 000 | ↗351 085 | ↗395 000 | ↗429 000 | ↗463 964 | ↗497 000 | ↗556 000 | ↗557 000 | ↗589 000 | ↗625 155 |
| 1990     | 1991     | 1992     | 1993     | 1994     | 1995     | 1996     | 1997     | 1998     | 1999     | 2000     | 2001     |
| ↗637 000 | ↗648 000 | ↗656 000 | ↗661 000 | ↗670 000 | ↗676 000 | ↗679 000 | →679 000 | ↘674 000 | ↘671 700 | ↘667 400 | ↘662 100 |
| 2002     | 2003     | 2004     | 2005     | 2006     | 2007     | 2008     | 2009     | 2010     | 2011     | 2012     | 2013     |
| ↘635 947 | ↘635 900 | ↘628 200 | ↘623 100 | ↘617 200 | ↘611 700 | ↘606 900 | ↘603 782 | ↗614 786 | ↘614 356 | ↗614 444 | ↗615 306 |
| 2014     | 2015     | 2016     | 2017     | 2018     | 2019     | 2020     | 2021     | 2023     | 2024     | 2025     |          |
| ↗616 672 | ↗619 492 | ↗621 514 | ↗624 518 | ↗626 540 | ↗627 870 | ↘627 705 | ↘617 352 | ↘613 334 | ↘611 683 | ↗612 516 |          |

На 1 января 2025 года по численности населения город находился на 24-м месте из 1124 городов Российской Федерации.

### Национальный состав

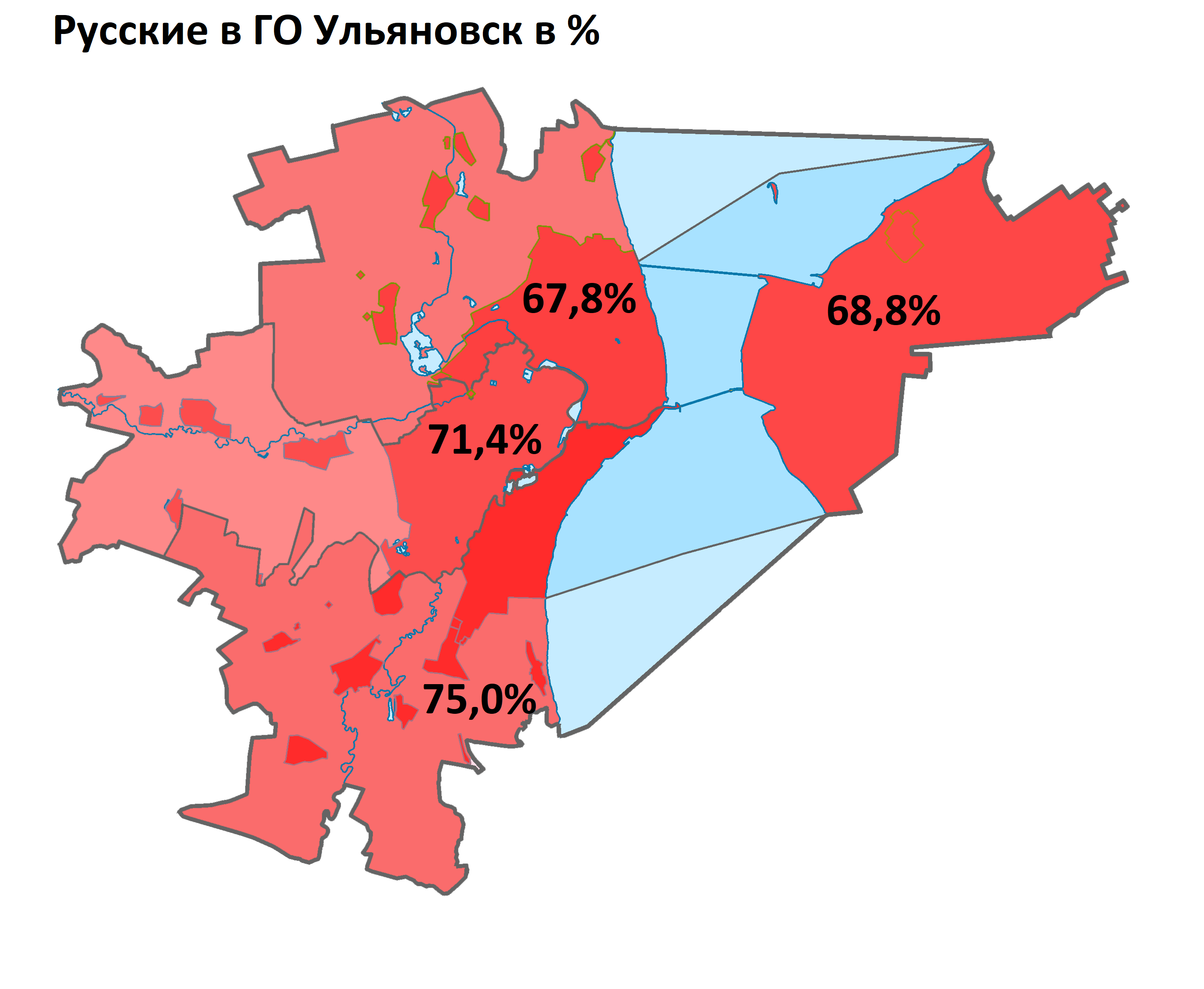
Русские в Ульяновске в %, перепись 2010 г.

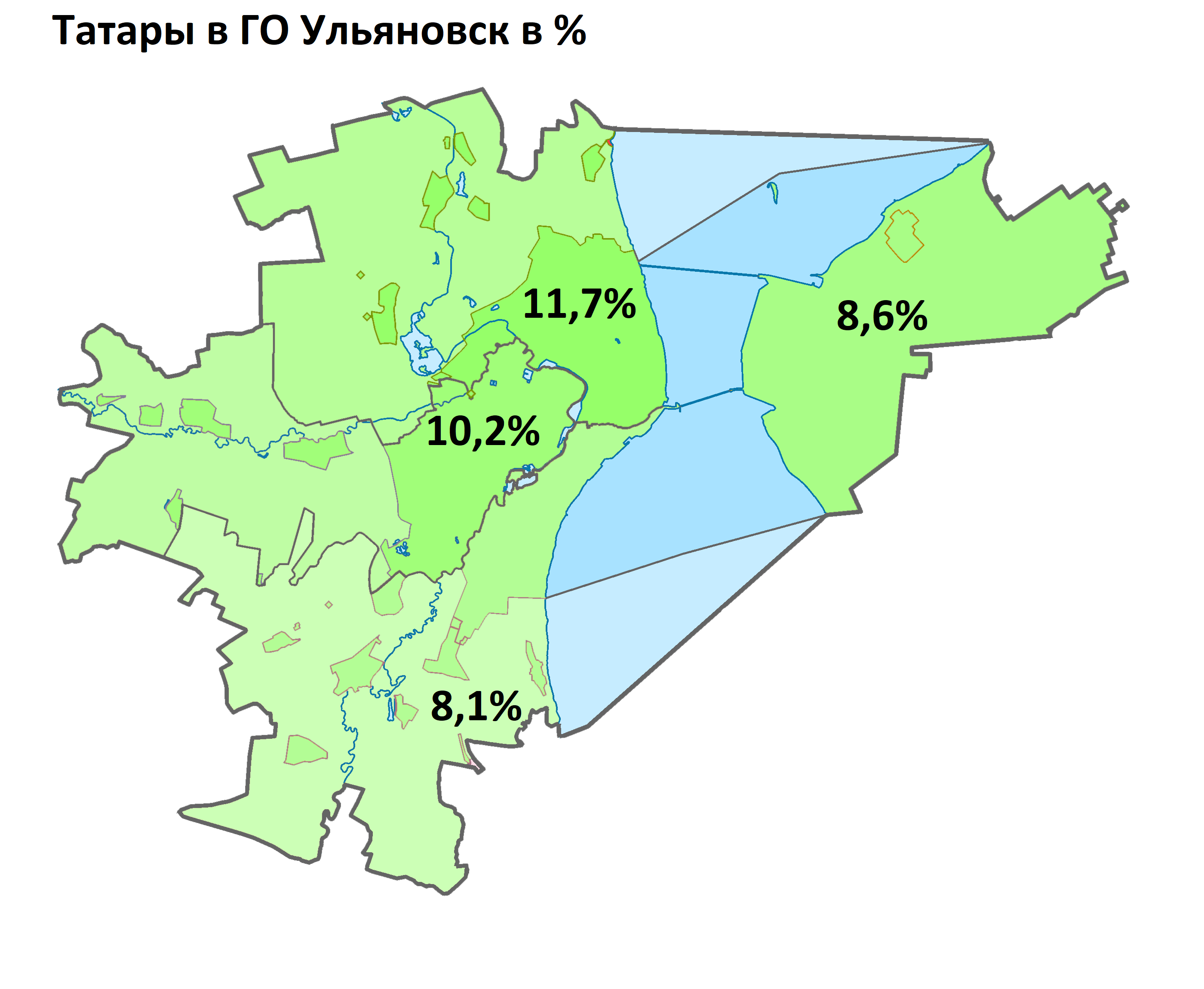
Татары в Ульяновске в %, перепись 2010 г.

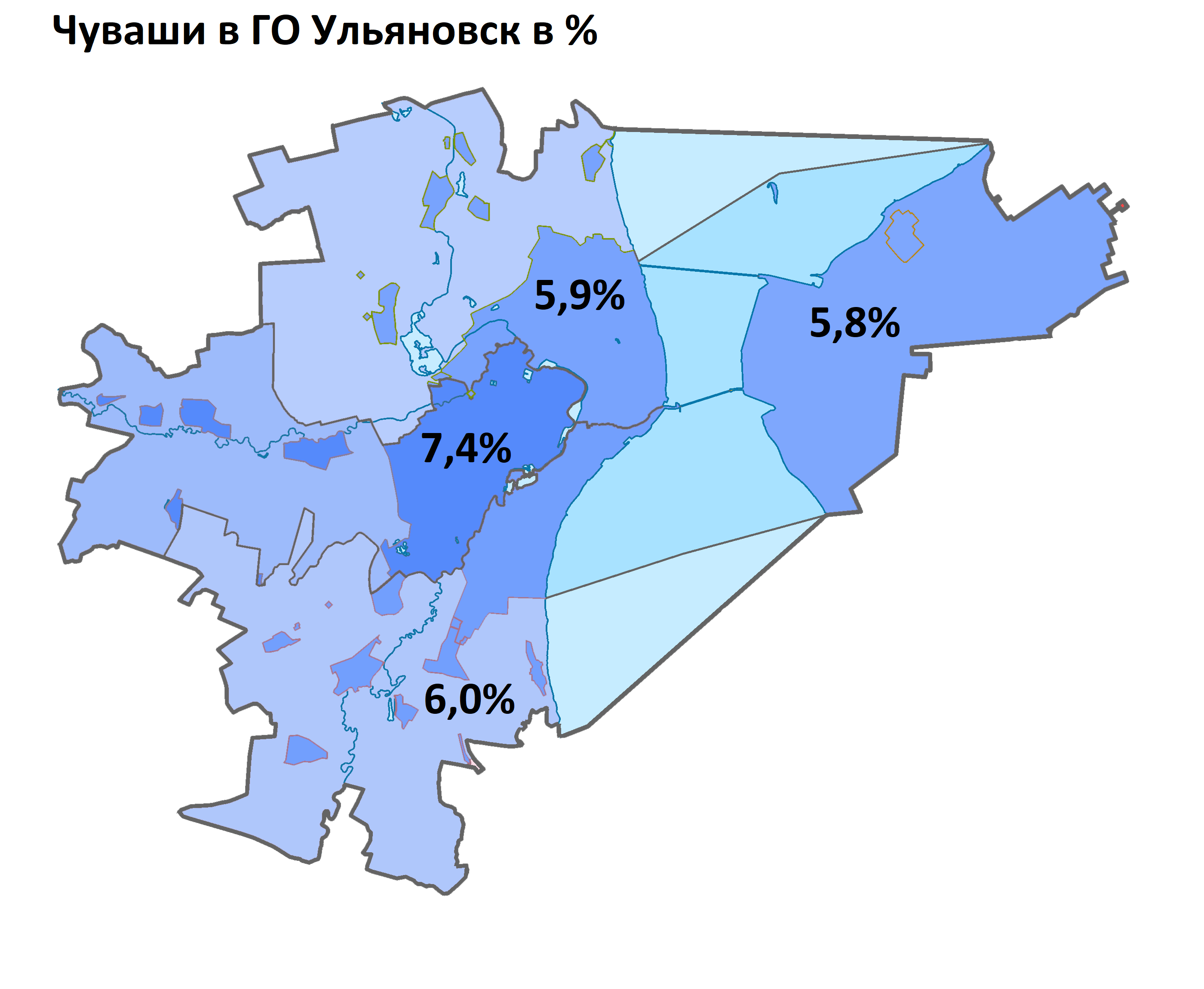
Чуваши в Ульяновске в %, перепись 2010 г.

Ульяновск — полиэтнический город. Бо́льшую часть населения составляют русские (81,9 %). Также проживают татары (9,3 %), чуваши (4,5 %), мордва (0,8 %), украинцы (0,6 %) и другие национальности.
| Национальность            | численность | доля от указавших национальность |
| ------------------------- | ----------- | -------------------------------- |
| Русские                   | 456 415     | 77,65 %                          |
| Татары                    | 64 510      | 10,98 %                          |
| Чуваши                    | 38 270      | 6,51 %                           |
| Мордва                    | 7641        | 1,30 %                           |
| Украинцы                  | 6005        | 1,02 %                           |
| Азербайджанцы             | 2562        | 0,44 %                           |
| Армяне                    | 1648        | 0,28 %                           |
| Белорусы                  | 1597        | 0,27 %                           |
| Цыгане                    | 906         | 0,15 %                           |
| Таджики                   | 655         | 0,11 %                           |
| Немцы                     | 632         | 0,11 %                           |
| Молдаване                 | 568         | 0,10 %                           |
| Башкиры                   | 558         | 0,09 %                           |
| Узбеки                    | 506         | 0,09 %                           |
| Евреи                     | 450         | 0,08 %                           |
| Марийцы                   | 415         | 0,07 %                           |
| другие национальности     | 3419        | 0,58 %                           |
| национальность не указана | 49 807      | x                                |

## Экономика и промышленность
Основа экономики города — это предприятия автомобилестроения, моторостроения, авиастроения, приборостроения, машиностроения и металлообработки, развиты также электроэнергетика, розничная торговля и капитальное строительство. Затем следуют банковская сфера, сфера услуг, туризм, пищевая и лёгкая промышленности.
Объём отгруженных товаров собственного производства, выполнено работ и услуг собственными силами обрабатывающие производства за 2010 год — 65,54 млрд рублей.
В отрасли промышленного производства города наибольшие объёмы отгруженной продукции имеют:
- производство готовых металлических изделий, машин и электрооборудования, транспортных средств — 69,5 %;
- производство пищевых продуктов, включая напитки — 18,7 %;
- производство строительных материалов — 2,5 %;
- производство мягкой и корпусной мебели.

В числе значимых промышленных предприятий города:
- Ульяновский патронный завод,
- Ульяновский механический завод,
- Кондитерская фабрика «Волжанка»,
- Ульяновский автомобильный завод,
- Завод «Авиастар».

### Торговля
- В городе действуют такие федеральные торговые сети: гипермаркет «Мetro», «Сарай», «Ашан», «Лента», «Пятёрочка», «Магнит», «Перекрёсток», «М.Видео», «585», «Эльдорадо», «Рубль Бум», «Связной», «Телефон.Ру», «Позитроника», «Гота», «Спортмастер», «Триал-Спорт», «Bon Joli», «Столплит», «Ангстрем», «Mr.Doors», «Комус», «Московский ювелирный завод», «Алмаз-Холдинг», «Л'Этуаль», «Иль де Боте», «Bonamore», DNS, Леруа Мерлен, Декатлон, Ситилинк.
- Рестораны: Вкусно — и точка, Baskin-Robbins, Burger King, KFC, Papa John’s, «Додо Пицца».
- Среди локальных торговых сетей действуют такие супермаркеты, как «Гулливер» и «Победа».
- Локальные рестораны: «Соренто», «Городок», рестораны «Алазани», «Барселона», Rich, «Венеция», кафе «Роза Ветров», бар «Before», ресторан «Matrёshki», ресторан «Мируки», суши-бар «YOKO», Records pub, Steambar, ресторан «Хмели Сунели», «Русский самовар».
- Автомобильные магазины, автозапчасти: «Механик», «Автокомплект», «Би-Би»; Дилерский центр «ТИМЕР» (сельхозтехника и оборудование).
- Производство промышленных газов: Линде Газ Рус, Спектр газов[145].

## Транспорт
Ульяновск — важный узел Куйбышевской железной дороги (с 1949 г.), имеет один главный — Ульяновск-Центральный и второстепенные станции: Ульяновск-I, Ульяновск-II, Ульяновск III, Студенческая, Верхняя Терраса, Заволжский, Белый Ключ, Анненковский лес.
Рядом с городом расположены два международных аэропорта: Ульяновск-Центральный (ULV) и аэропорт Ульяновск-Восточный (ULY).
На правом берегу Волги в Железнодорожном районе находится Ульяновский речной порт (открыт в 1965 году).
Два берега Волги связаны между собой двумя мостами, которые являются стратегическими объектами, движение пешеходов по ним запрещено.
- Старый железнодорожный мост официально открыт 5 октября 1916 г, названный в начале строительства «Императорским Его величества Николая II», в 1917 г. он был переименован в мост «Свободы», с 2009 года опять стал называться «Императорским». В связи с образованием Куйбышевского водохранилища в 1953—1958 гг. опоры моста были расширены и наращены, открыто автомобильное движение. Вся реконструкция моста производилась без прекращения движения поездов. До открытия в Ульяновске второго моста через Волгу на подъездах к Императорскому мосту часто возникали многокилометровые пробки[147]. Из-за этого на движение по нему периодически вводились различные ограничения, в частности реверсивное движение в часы пик[148]. Когда мост перекрывали на ремонт дорожного полотна, то попасть на другую сторону можно было только на поезде, который курсировал между берегами по расписанию[149]. Мост является стратегическим объектом, а посему пешеходное движение по нему запрещено!
- Новый мост (называемый также «Президентским») введён в эксплуатацию 26 ноября 2009, до этого момента мост открывался дважды: для работы в тестовом режиме и в пятницу, 13 ноября в связи со взрывом на складе боеприпасов «31-го арсенала» в Заволжском районе города (отсюда ещё одно неофициальное название моста — «Арсенальный»). Нижний ярус моста для двухполосного движения планировалось открыть в 2012 году, но, однако, дату перенесли. Верхний ярус моста предназначен в основном для движения транзитного транспорта, основное внутригородское сообщение продолжается по старому автомобильному мосту. Однако в 2010 году началось производство работ 2-й очереди строительства мостового перехода, которое предусматривает создание транспортных развязок на обоих берегах, что гармонично впишет мостовой переход в существующую улично-дорожную сеть.

Общественный транспорт и личные автомобили являются в Ульяновске основными видами транспорта. На 2020 год количество автомобилей в Ульяновске составило 290 автомобилей на тысячу жителей и продолжает расти. Городской транспорт представлен трамваем (12 маршрутов, см. Ульяновский трамвай), троллейбусом (10 маршрутов, см. Ульяновский троллейбус), автобусом (13 маршрутов, среди которых работающих без выходных и относительно часто ходящих только 3, см. Ульяновский автобус) и маршрутным такси (61 маршрут, см. Ульяновское маршрутное такси). Особенностью города является то, что трамвайные линии находятся исключительно в правобережной части города (Ленинский, Засвияжский и Железнодорожный районы), а троллейбусные — в левобережной (Заволжский район).
В городе существует один автовокзал — Центральный автовокзал и три автостанции — «Парк Победы», «Верхняя Терраса», «Новый город».
В последние годы существования СССР было запланировано сооружение в Ульяновске метрополитена. Ныне, согласно новому генеральному плану города, также из новой левобережной части города в старую правобережную и также с использованием нижнего яруса Президентского моста, предусмотрено создание в перспективе лёгкого метро с подземным участком в центре. До его создания нижний ярус моста будет временно отдан также под автомобильное движение.
Обсуждается возможность запуска городской электрички от станции «Студенческая» до станции «Верхняя Терраса» через Центральный вокзал.
От вокзала Ульяновск-Центральный ежедневно отправляются пригородные поезда в сторону Димитровграда и Инзы (через Майну и Вешкайму).
Через Ульяновск проходят автотрассы федерального значения:
- Подъезд к Ульяновску от М5 «Урал»;
- А151 Ульяновск — Цивильск;
- Р178 Саранск — Сурское — Ульяновск;
- Р241 Ульяновск — Буинск — Казань.

Историческая справка
- В 1899 году открылось регулярное железнодорожное сообщение Симбирск — Москва.
- В 1907 году в Симбирске появились первые автомобили.
- 26 сентября 1926 года открылось автобусное движение в Ульяновске.
- 5 января 1954 года в Ульяновске была открыта система трамвайного движения.
- 5 января 1974 года в Ульяновске был запущен троллейбус.

| С-З | Нижний Новгород ~ 482 км Вологда ~ 1042 км Санкт-Петербург ~ 1639 км | Чебоксары ~ 246 км Йошкар-Ола ~ 336 км Киров ~ 629 км    | Казань ~ 267 км Ижевск ~ 587 км Пермь ~ 868 км       | С-В |
| З   | Саранск ~ 230 км Москва ~ 903 км Смоленск ~ 1327 км                  | Роза ветров                                              | Димитровград ~ 85 км Уфа ~ 578 км Челябинск ~ 975 км | В   |
| Ю-З | Пенза ~ 315 км Воронеж ~ 856 км Сочи ~ 1855 км                       | Саратов ~ 446 км Астрахань ~ 1272 км Махачкала ~ 1685 км | Тольятти ~ 184 км Самара ~ 242 км Оренбург ~ 627 км  | Ю-В |

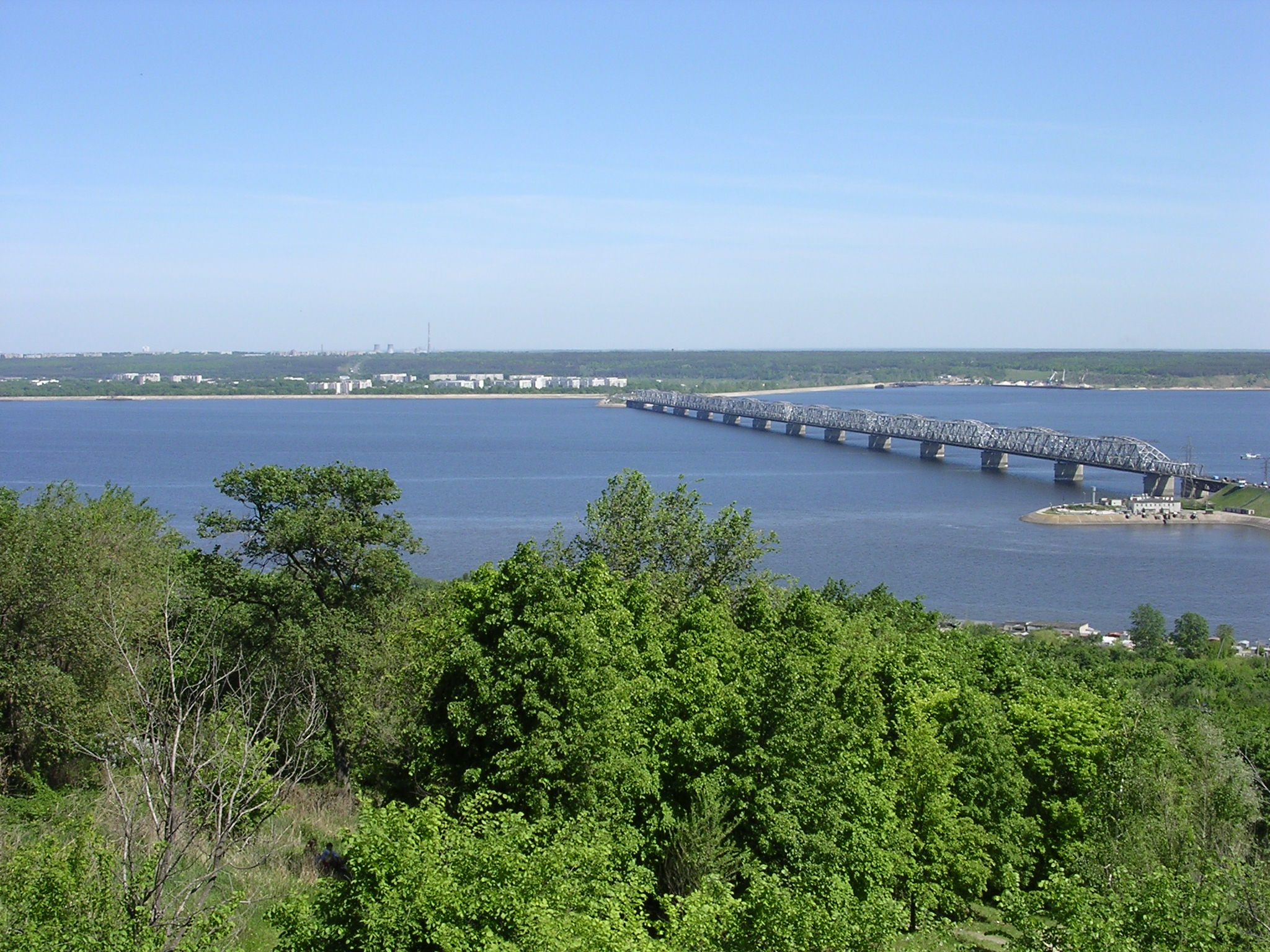
Императорский мост
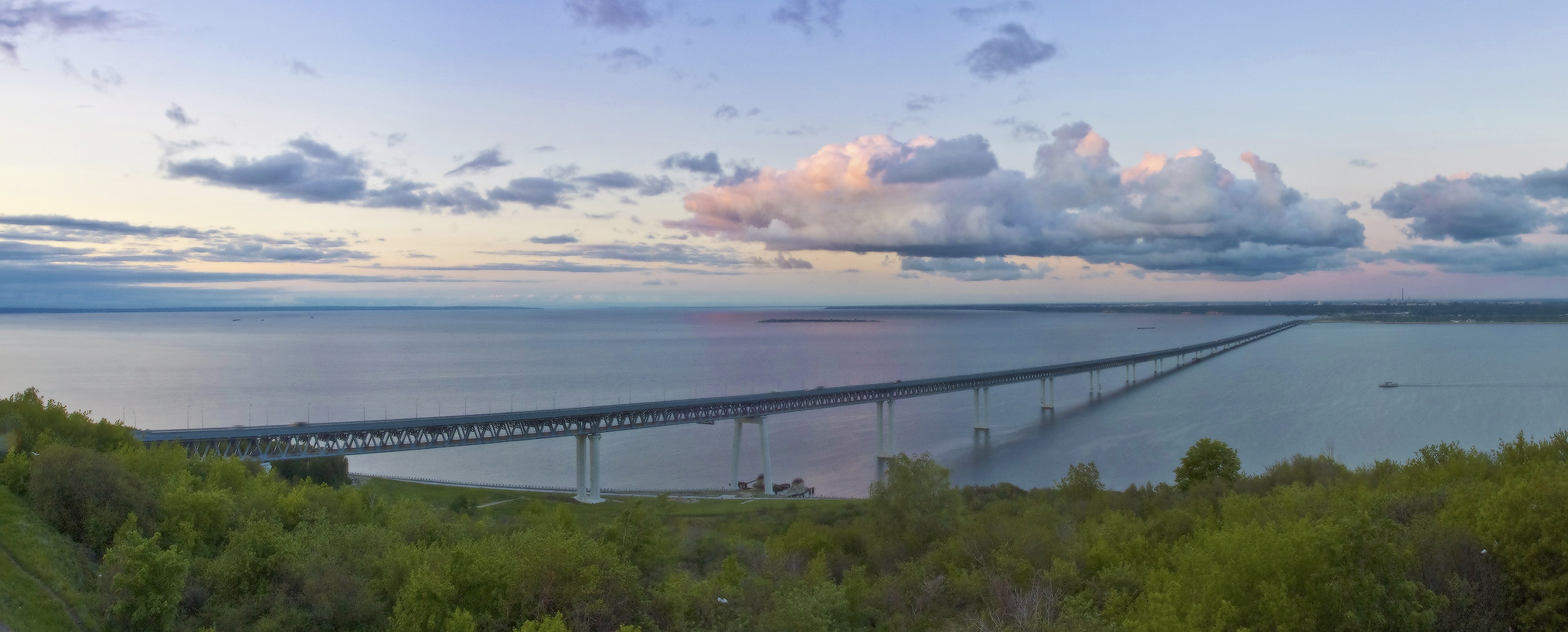
Президентский мост
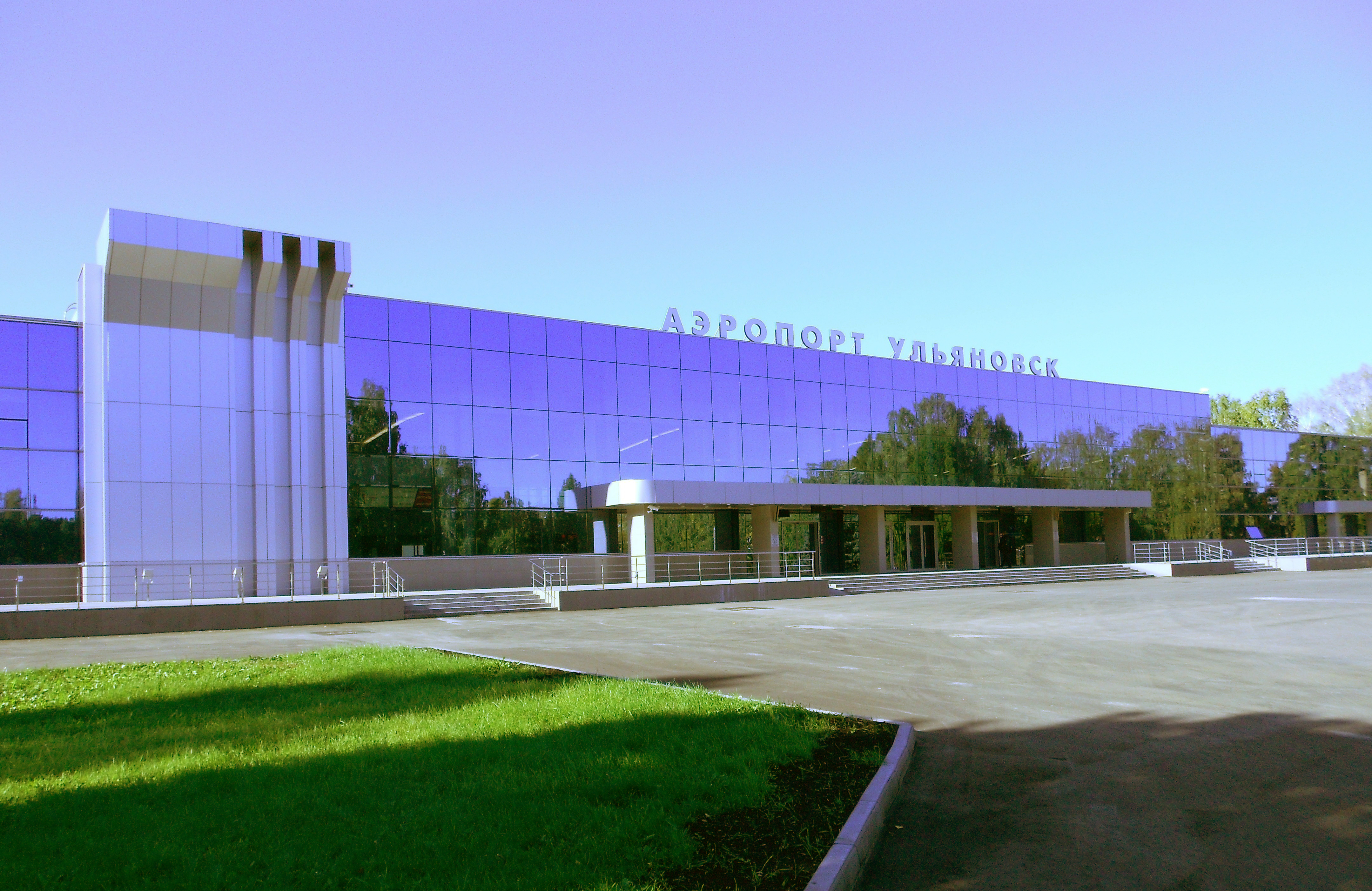
Аэропорт им. Н. М. Карамзина (класс А)
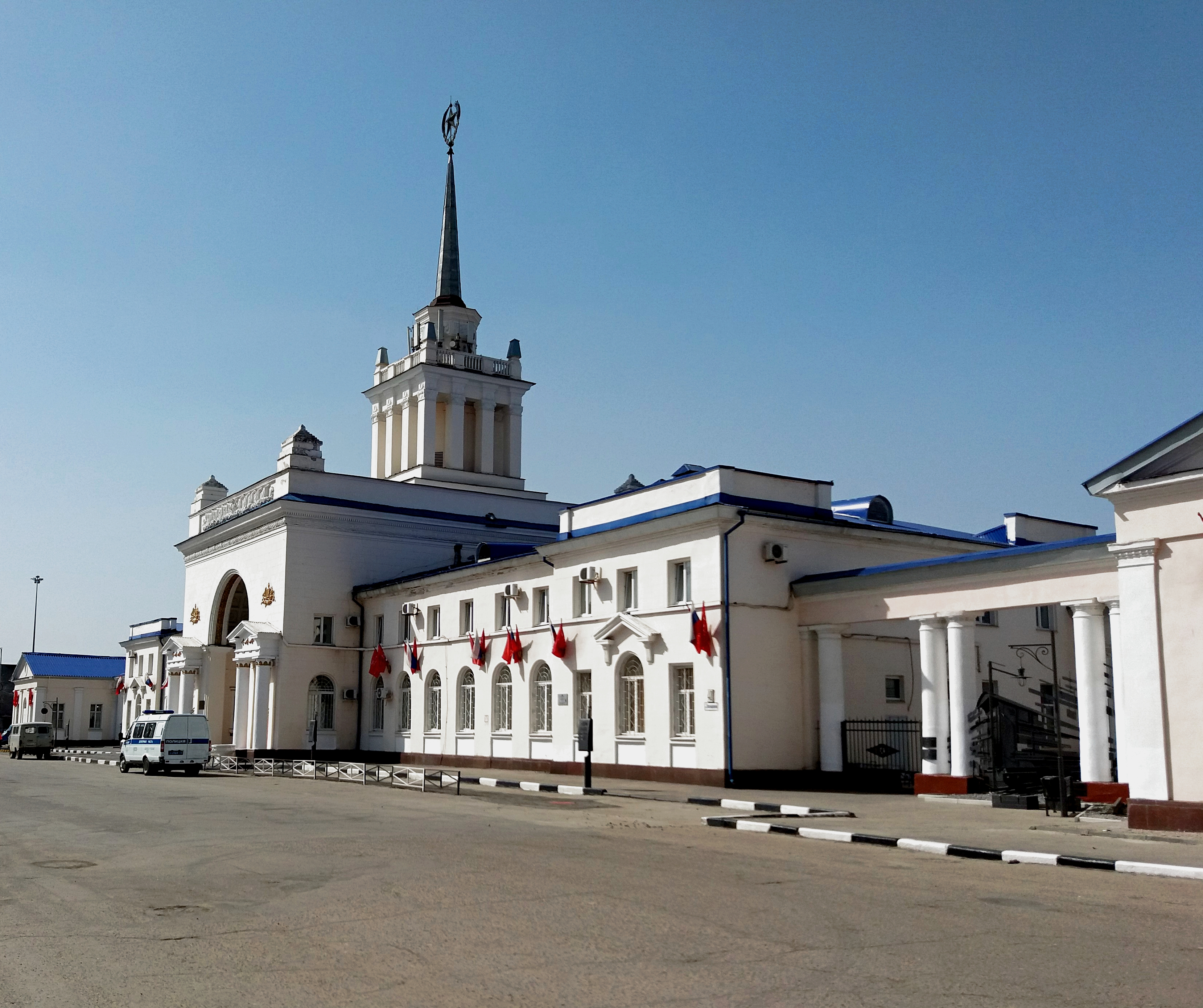
Железнодорожный вокзал «Ульяновск-1».
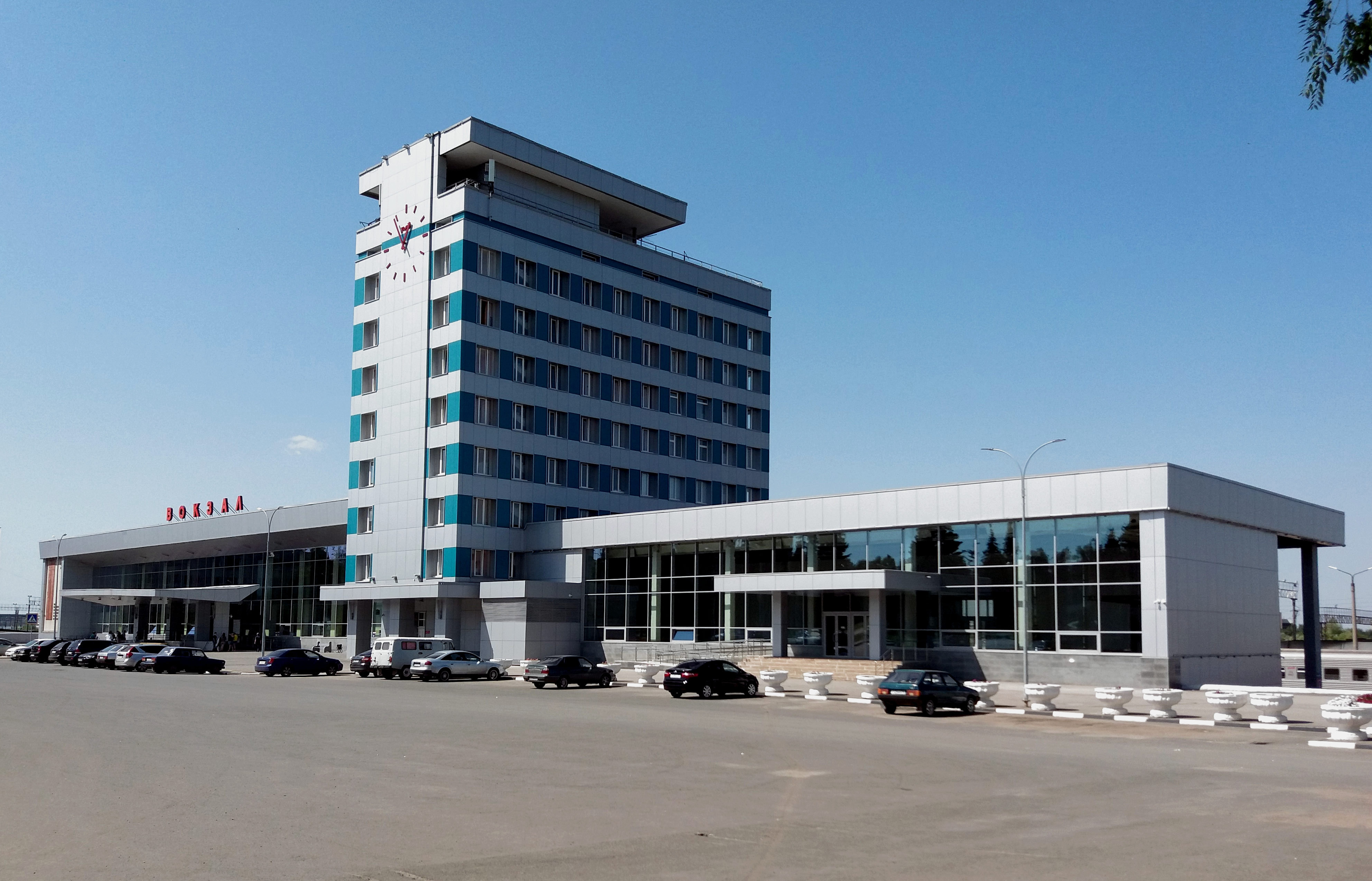
Железнодорожный вокзал «Ульяновск-Центральный».
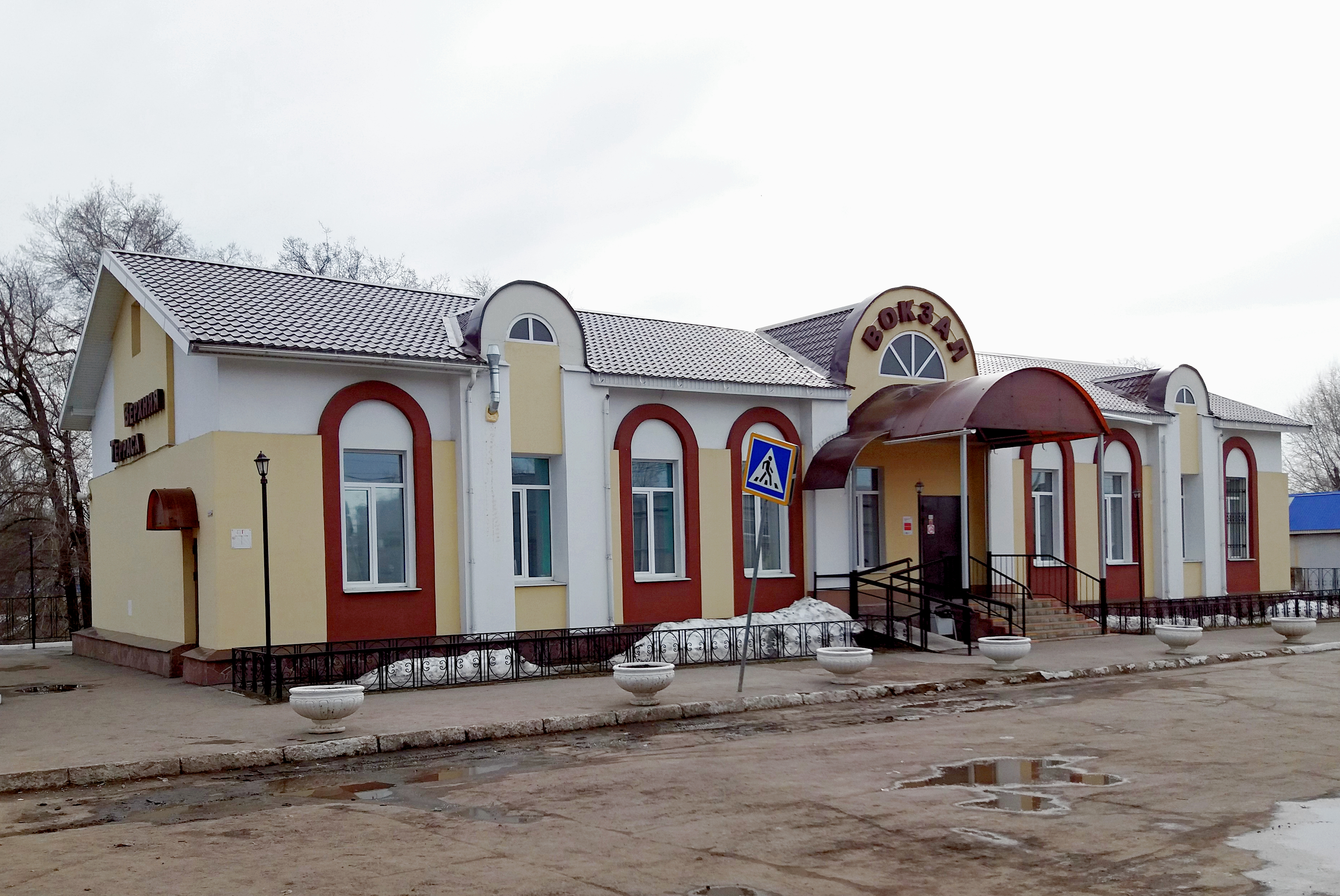
Ж-д вокзал «Верхняя Терраса».
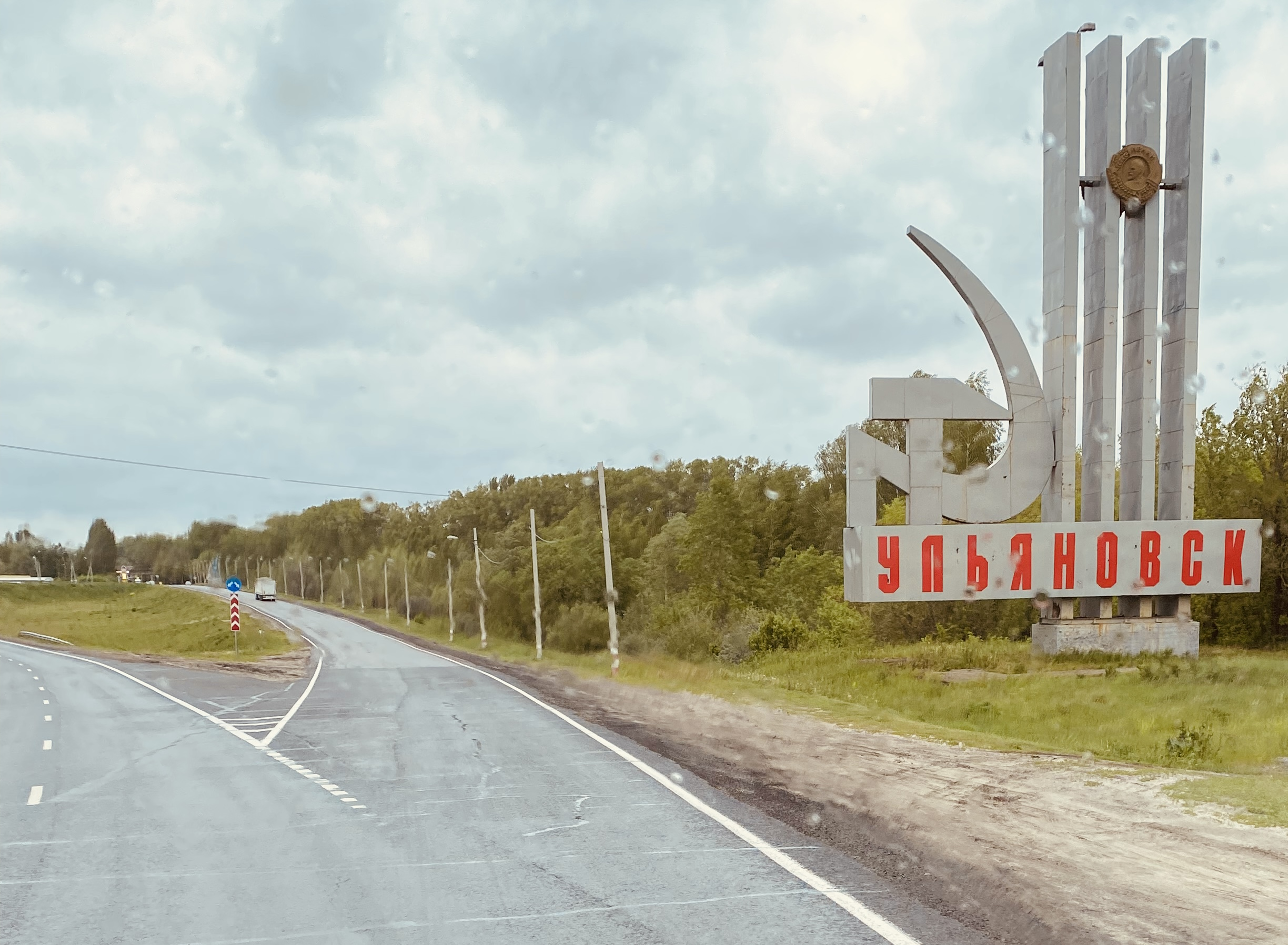
Стела при въезде в Ульяновск
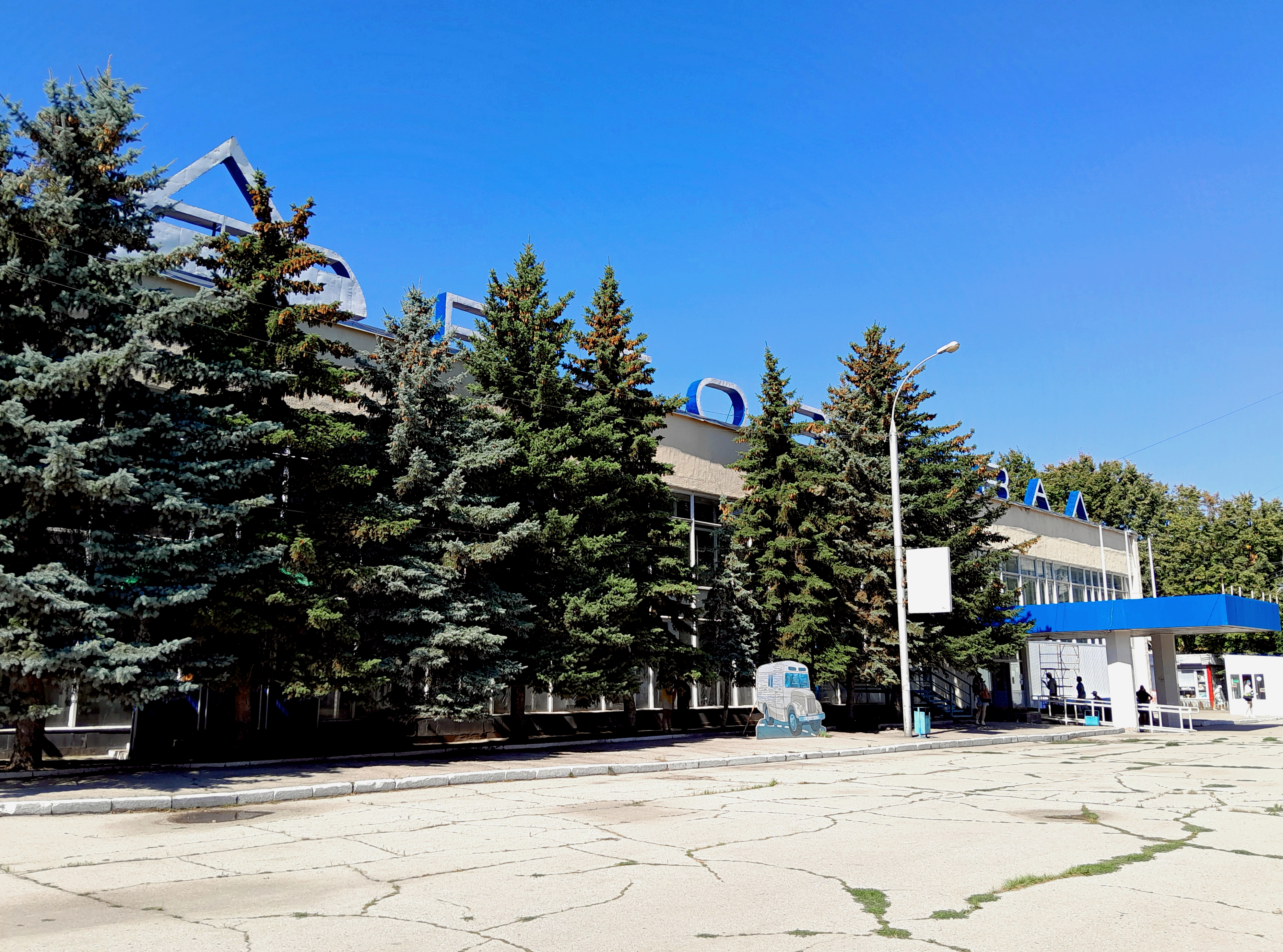
Автовокзал-Центральный.
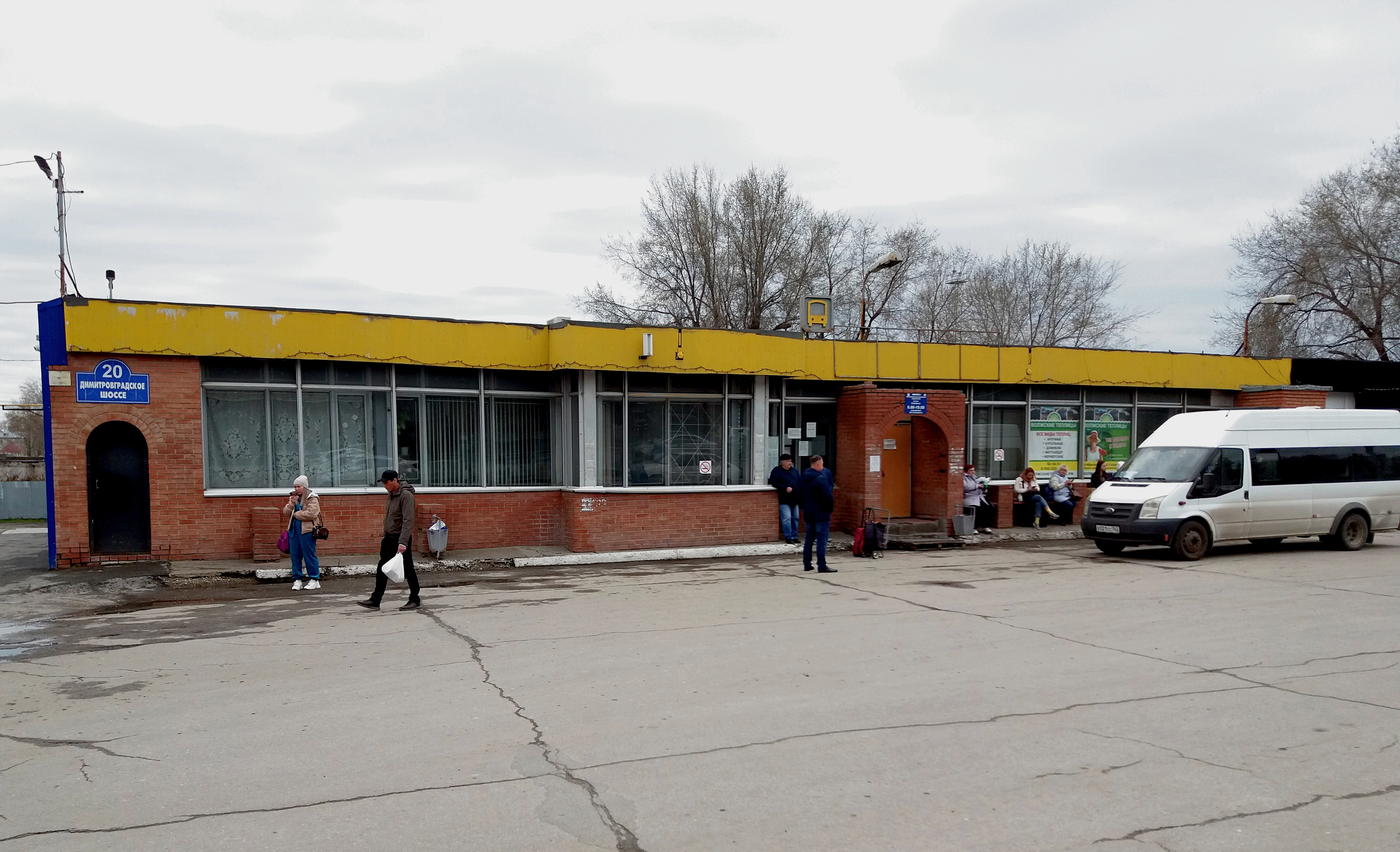
Автостанция «Верхняя Терраса».

## Образование

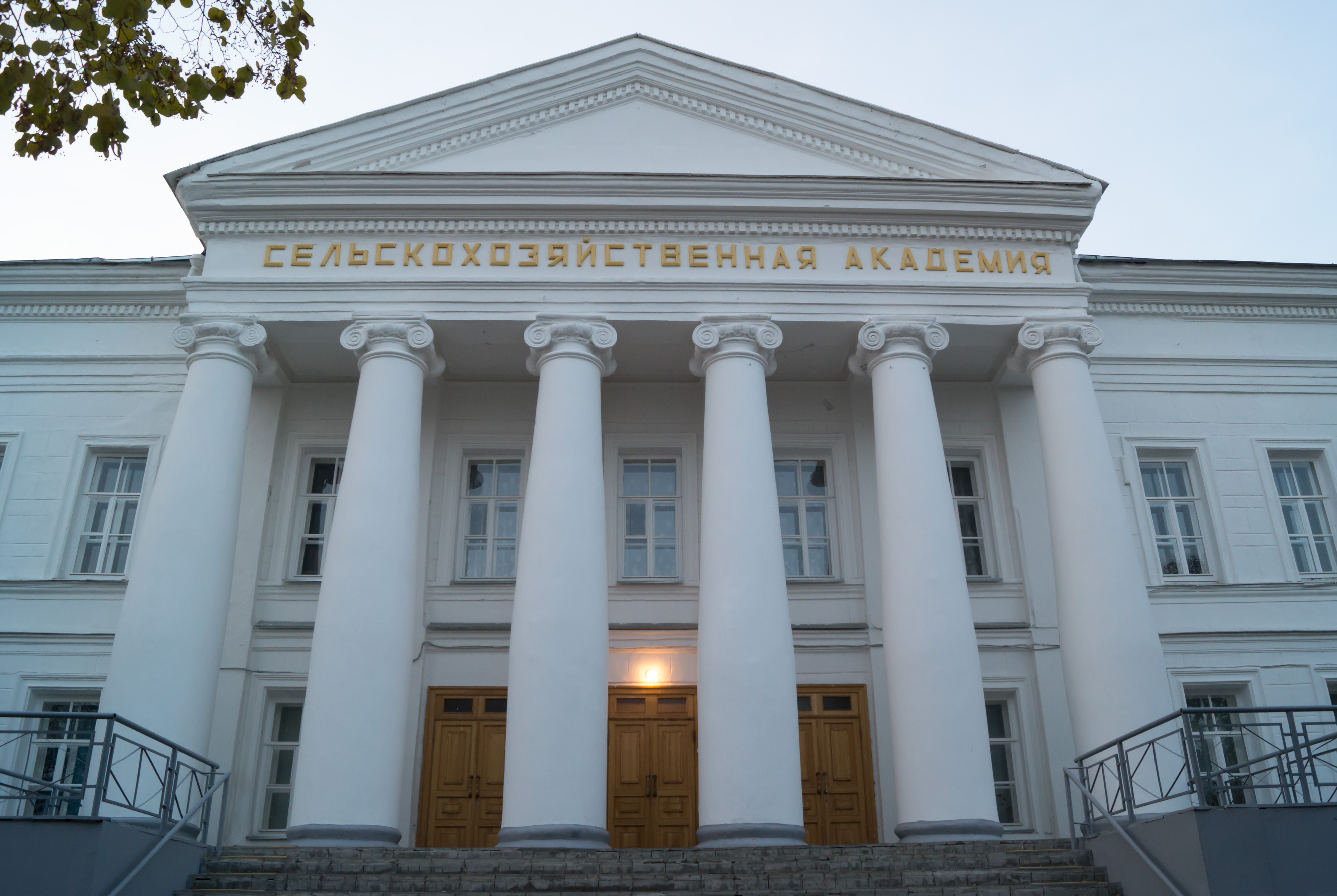
Ульяновский государственный аграрный университет

В Ульяновске расположены крупные высшие учебные заведения, среди которых: Ульяновский государственный университет, Ульяновский государственный технический университет, Ульяновский государственный педагогический университет имени И. Н. Ульянова, Ульяновский государственный аграрный университет, Ульяновский институт гражданской авиации и др.
Также в городе функционируют 17 колледжей и лицеев, Ульяновское суворовское военное училище, 84 общеобразовательных и специализированных школ, гимназий и лицеев, 14 организации дополнительного образования, 16 профессионально-технических училищ, 130 детских дошкольных учреждений, научно-исследовательские и проектные учреждения.

## Культура и искусство

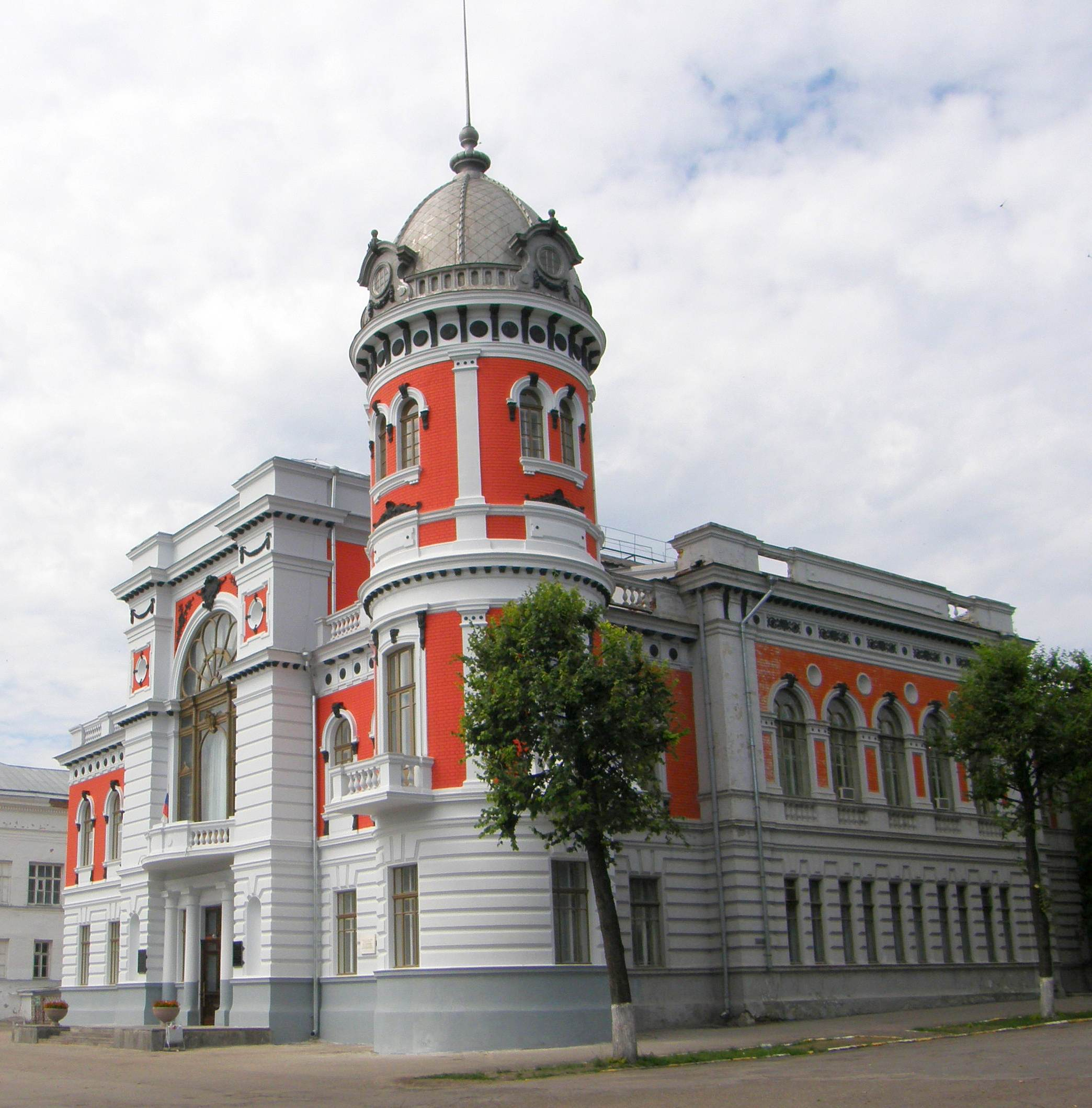
Дом-памятник Гончарову

Город ведёт активную культурную политику по повышению творческого потенциала жителей города и области, сохраняя классические достижения многих культурных деятелей, родившихся и работавших в Ульяновске, а также способствует развитию современных направлений во многих областях культуры. В городе воздвигнуто множество культурных объектов.
В июле 2012 года по инициативе губернатора Ульяновской области Сергея Морозова был учреждён фонд «Ульяновск — культурная столица». Это произошло в связи с участием и победой Ульяновска в международном проекте «Культурная столица СНГ».
В Ульяновске ежегодно проходит Гончаровский праздник, проводятся различные фестивали: в конце марта на базе УлГПУ проходит Фестиваль языков при участии Ульяновского клуба эсперанто, фестиваль кузнечного дела «Поющий металл», Международный кинофестиваль «От всей души» имени В. М. Леонтьевой, проходят Симпозиумы скульпторов России, Форум молодых писателей России, стран СНГ и зарубежья.
C 2011 года в городе ежегодно проходят Международные культурные форумы (МКФ), с 2013 года под эгидой ЮНЕСКО.
В 2015 году Ульяновск вошёл в сеть креативных городов ЮНЕСКО по направлению «Литература», став единственным российским городом в этом списке.

### Музеи
Основная статья: Список музеев Ульяновска
В городе много музеев, в том числе государственные музеи, несколько общественных и частных.
Музей-мемориал В. И. Ленина — который хранит множество артефактов со времён советского прошлого, а также принимает в своих стенах множество экспозиций современного искусства, ведёт активную выставочную, концертную деятельность и проводит ежегодный «Музейный фестиваль»
Федеральное бюджетное учреждение культуры историко-мемориальный Музей-заповедник «Родина В. И. Ленина» — уникальный градостроительно-ландшафтный комплекс, занимающий 174 га в центральной части города и объединяющим в своих границах исторические, архитектурные и мемориальные памятники Симбирска-Ульяновска в состав которого входит 17 музеев, 2 выставочных зала и детский музейный центр. Ведет научную, выставочную и экскурсионную деятельность. С 2006 года имеет статус туристического оператора.
Дом-музей В. И. Ленина.
Квартира-музей семьи Ульяновых
Ульяновский областной художественный и краеведческий музей имени И. А. Гончарова, основанный в 1895 году.
В городе действует Музей истории гражданской авиации.
В Ульяновске работают 2 частных музея: «Музей Симбирцита» и «Музей Балалайки».

### Театры
В городе расположены театры: Ульяновский областной драматический театр им. Ивана Гончарова, Ульяновский областной театр кукол им. Валентины Леонтьевой, Ульяновский театр юного зрителя «Nebolshoy Театр».
При Ульяновской областной филармонии сформированы: Ульяновский государственный академический симфонический оркестр и Ульяновский государственный оркестр народных инструментов.
В городе функционирует ОГУК «Центр Народной Культуры Ульяновской области»

### Библиотеки
На сегодняшний день в городе имеются 35 библиотек. Здесь сосредоточены крупнейшие библиотеки области, как универсальные, так и специализированные. Среди них можно выделить библиотеки, являющиеся подведомственными учреждениями правительства Ульяновской области:
- ОГБУК Дворец книги — Ульяновская областная научная библиотека им. В. И. Ленина
- Центральная городская библиотека им. И. А. Гончарова (ул. Кирова, 40)
- Ульяновская областная библиотека для детей и юношества имени С. Т. Аксакова (ул. Минаева, 48)
- Ульяновская общественная библиотека (Локомотивная ул., 9)
- Ульяновская областная специальная библиотека для слепых (Верхнеполевая ул., 11)

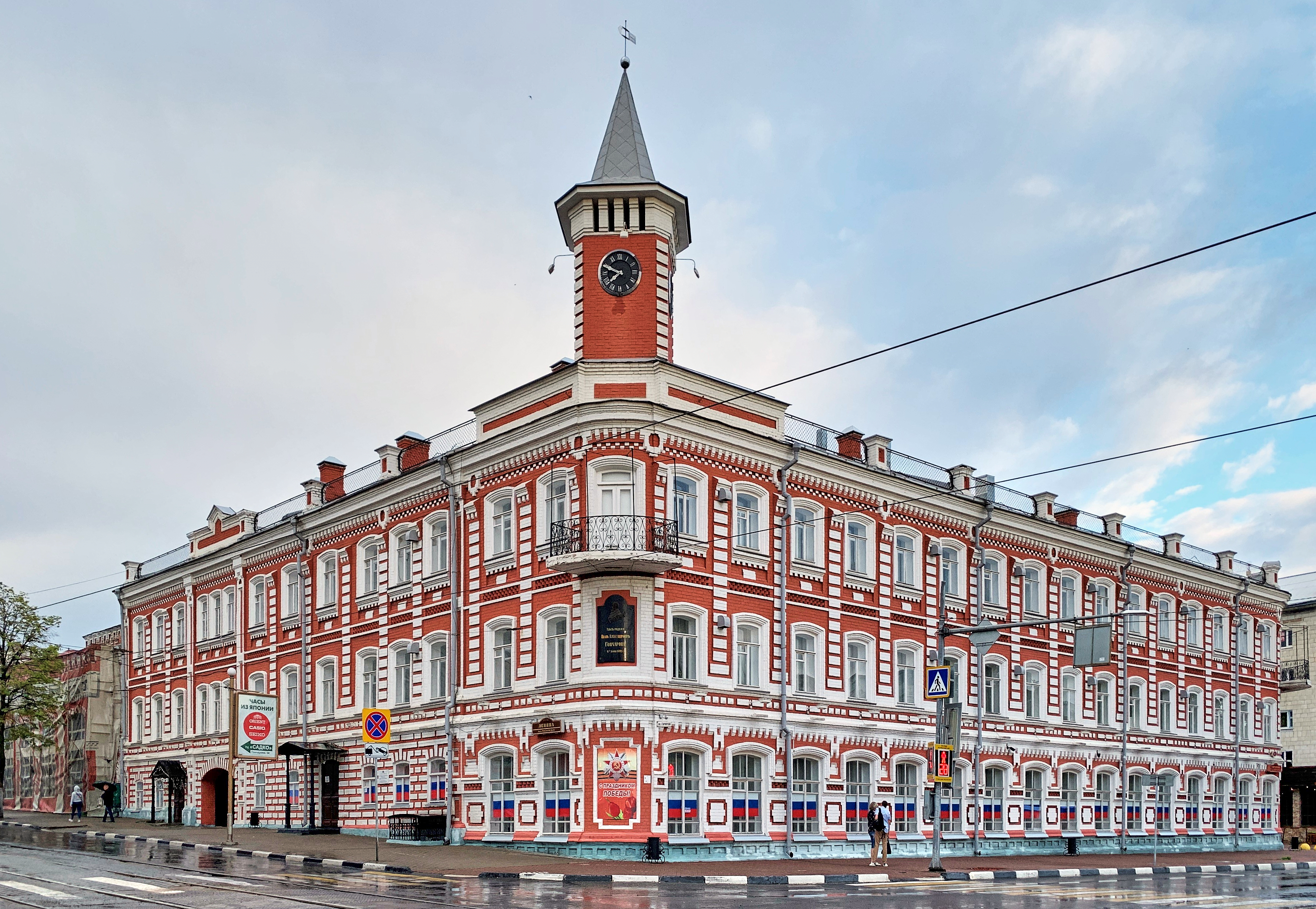
Дом Гончарова — Историко-мемориальный центр-музей И. А. Гончарова (ул. Гончарова, 20)
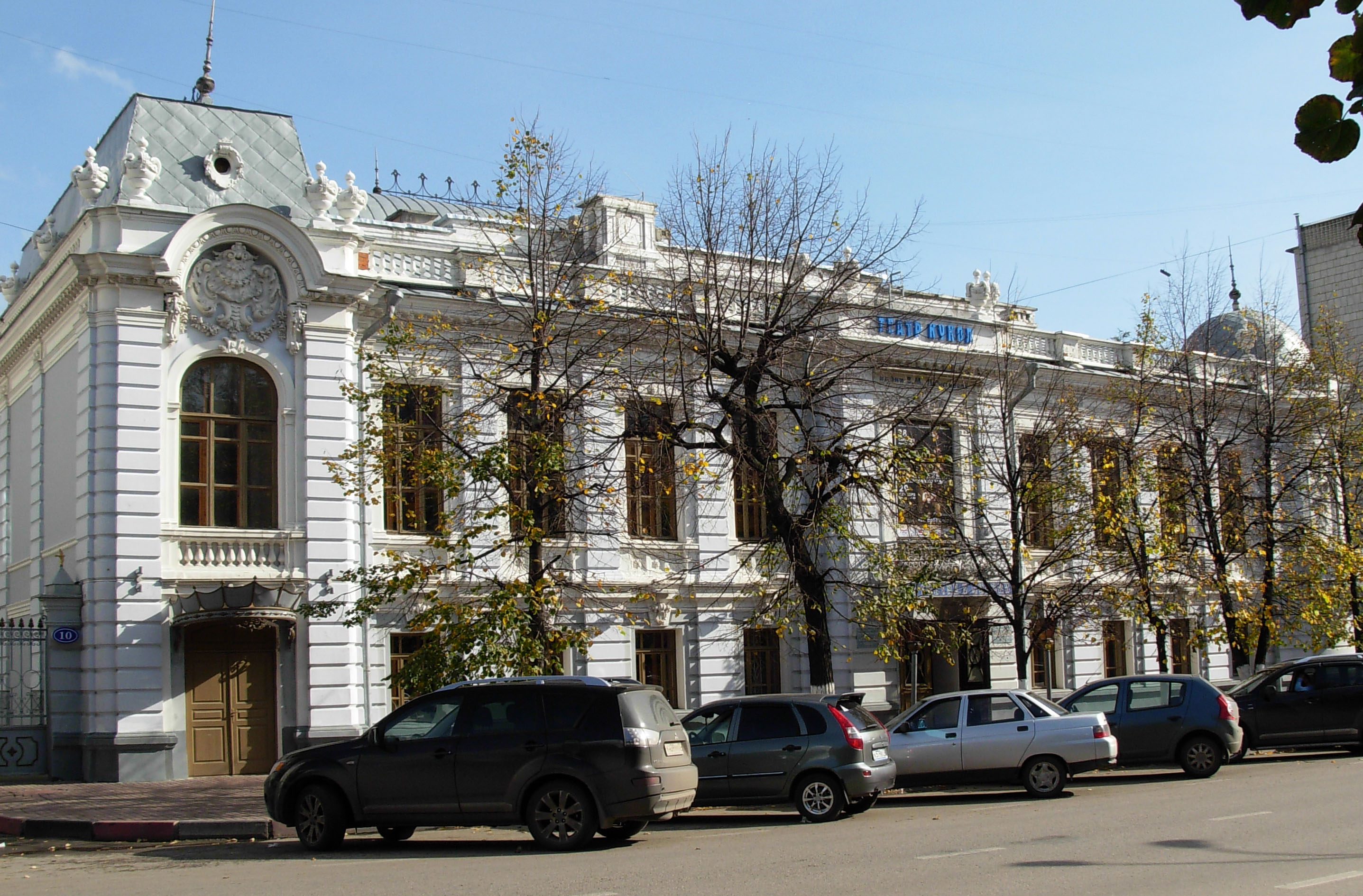
Ульяновский областной театр кукол
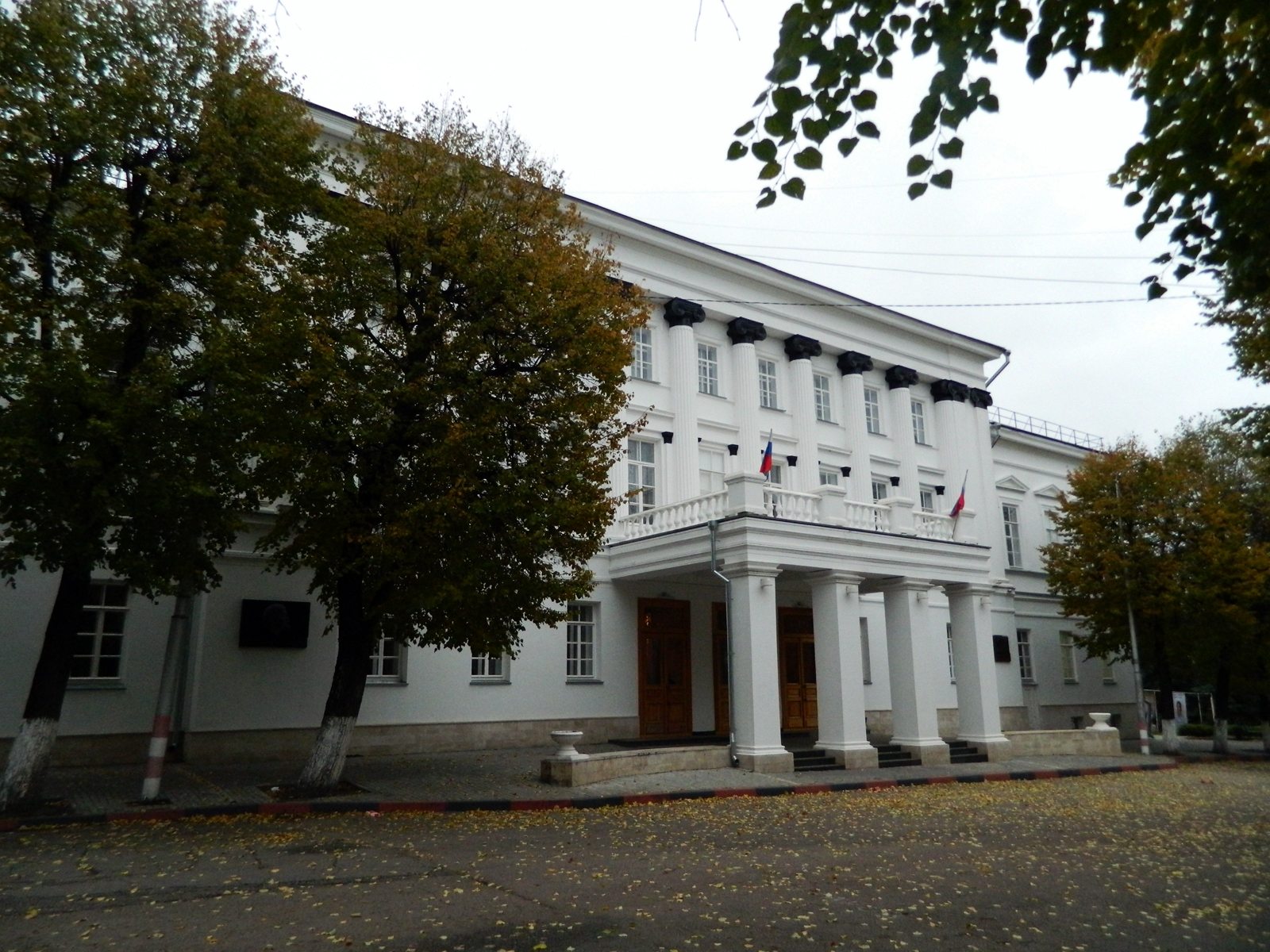
Ульяновская областная научная библиотека имени В. И. Ленина
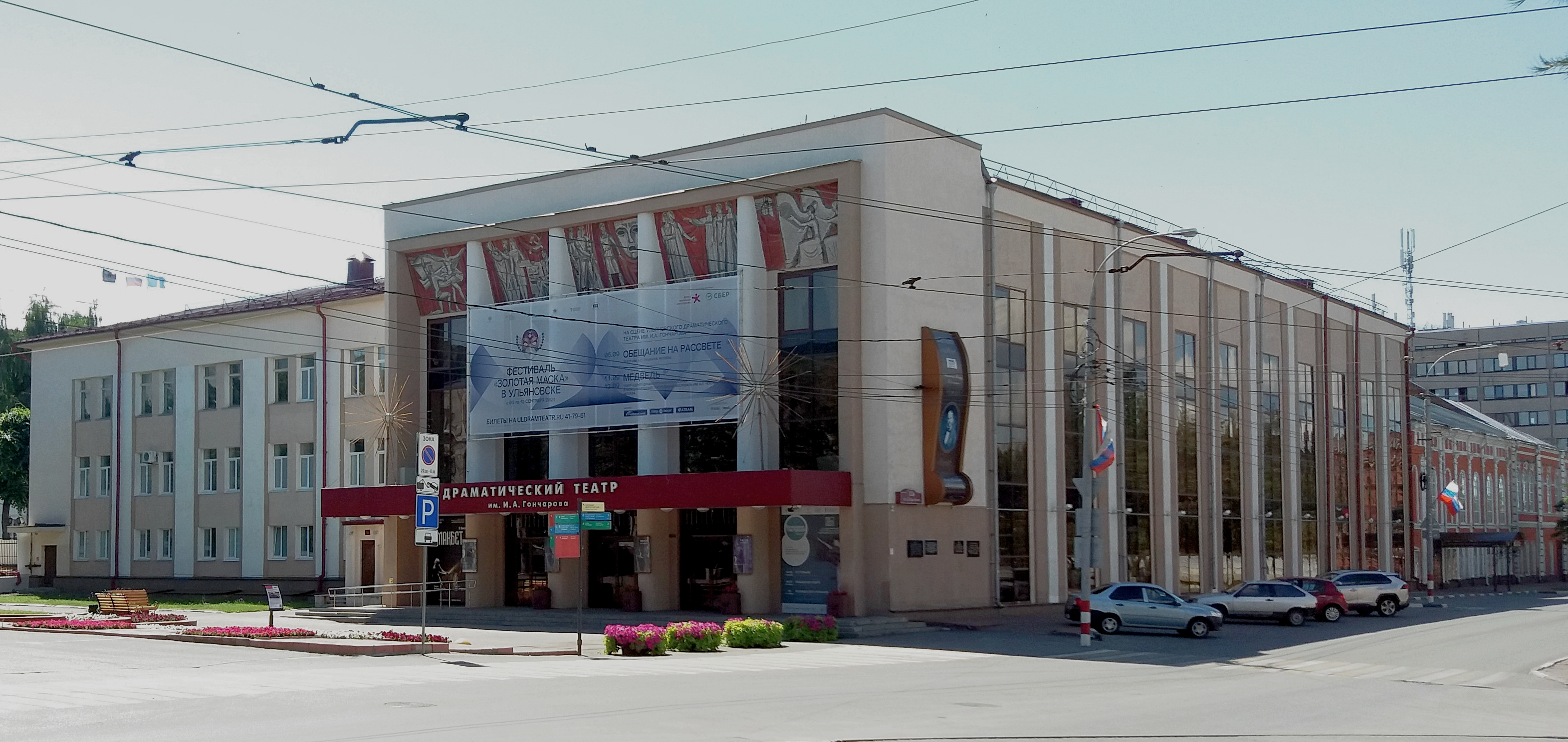
Ульяновский областной драматический театр.
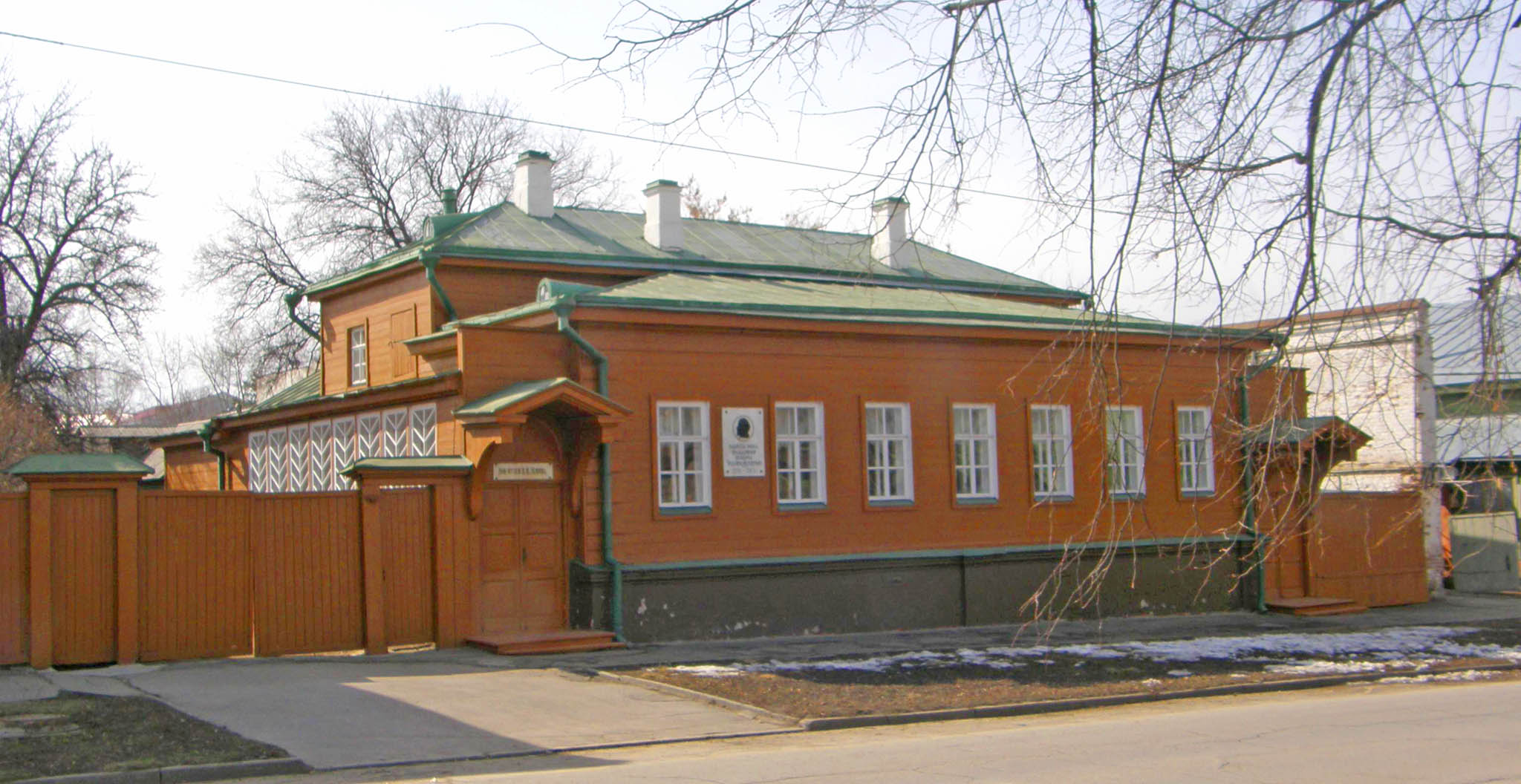
Дом-музей В. И. Ленина.
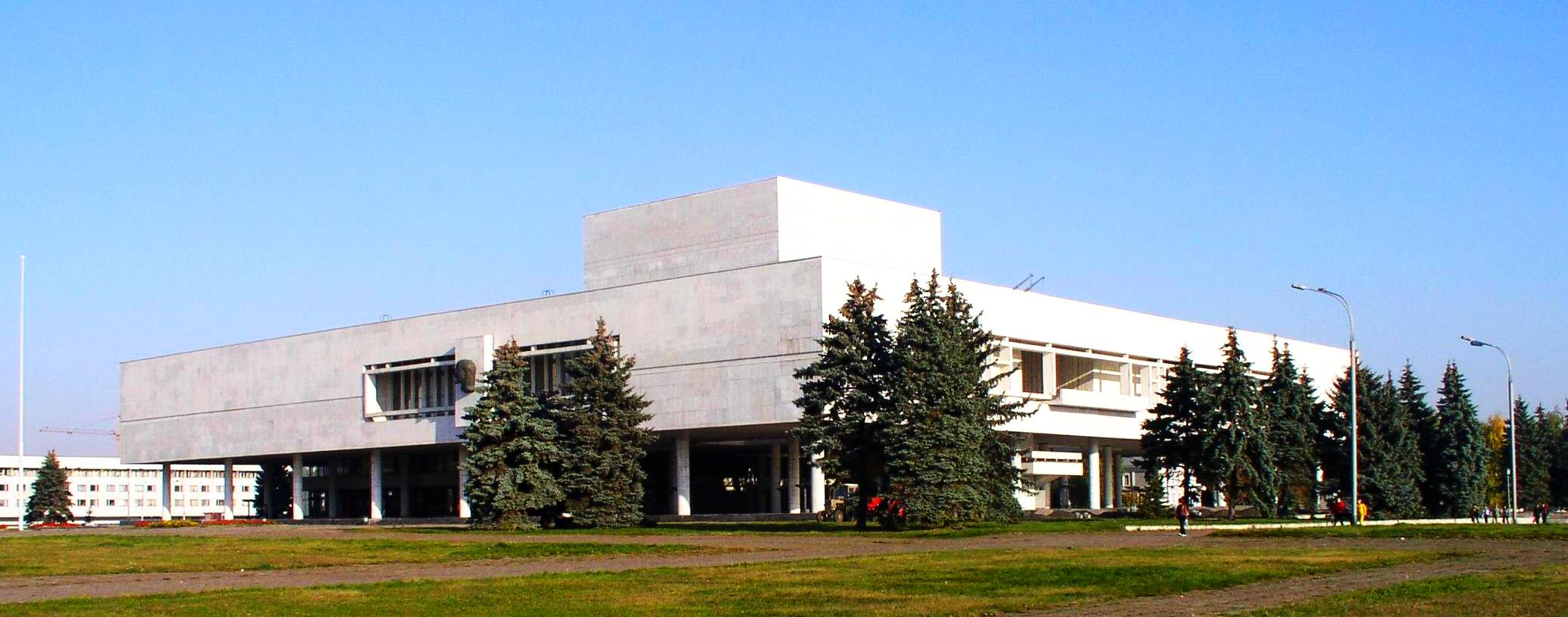
Ульяновский музей-мемориал В. И. Ленина.

## Религия

### Православие

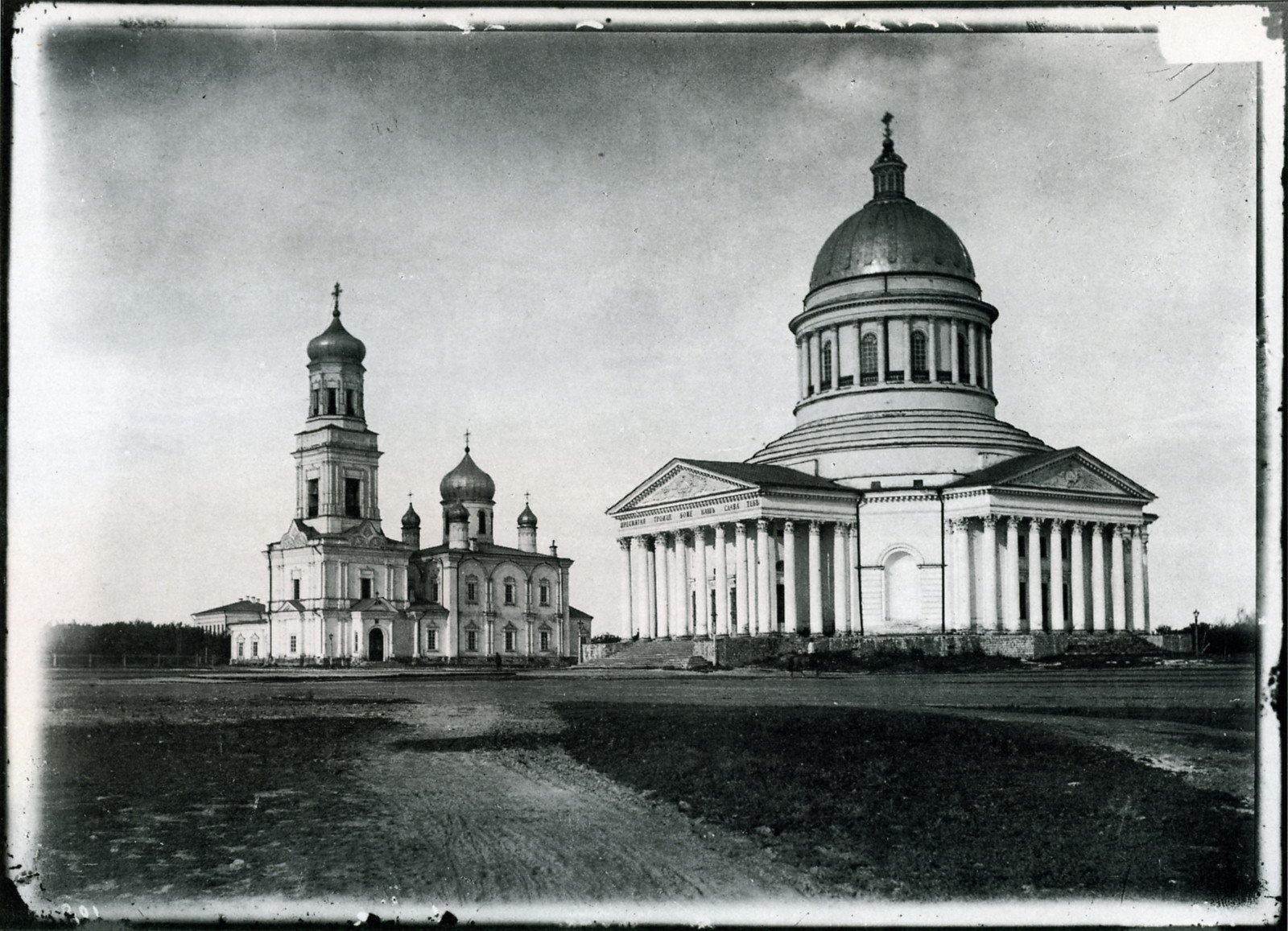
Кафедральный собор: Никольский (зимний) и Троицкий (летний) считались единым кафедральным собором. Начало XX века. Фото М. П. Дмитриева

С основания Симбирска в 1648 году были построены следующие церкви: Богоявленская церковь, Троицкая церковь, Успенский монастырь и Спасский женский монастырь. 13 августа 1864 года в Симбирске произошёл страшный пожар, который продолжался 9 дней, уничтоживший Спасский монастырь и 12 церквей. На 1900 год в Симбирске насчитывалось порядка двух десятков церквей.
В начале XX века в городе были построены ещё церкви: храм Воскресения Христова (освящена в 1911 г.), церковь Неопалимая Купина (освящена в 1912 г.).

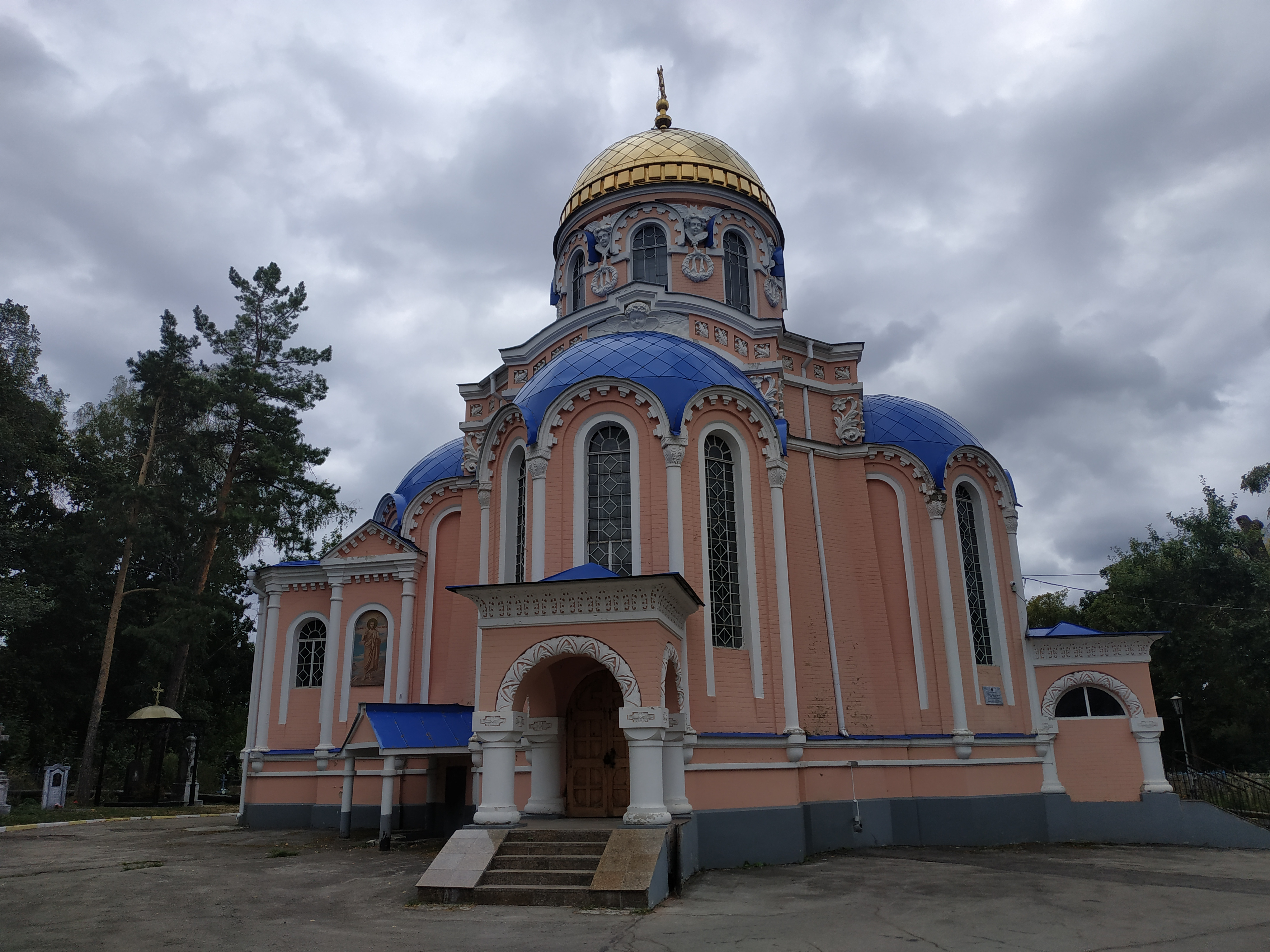
Воскресенский Храм (Храм Воскресения Христова)

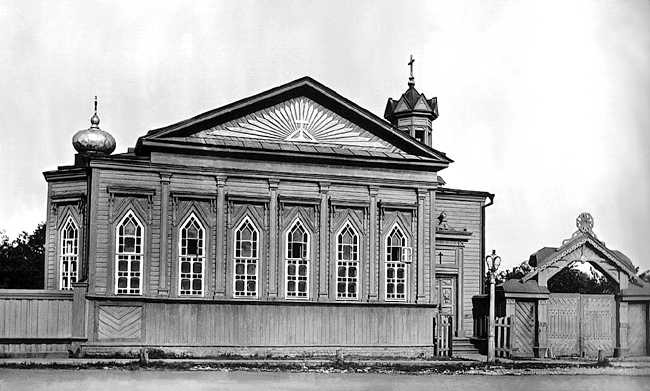
Казанский собор. В 1941—1943 годах временный Патриарший собор РПЦ.

В 1930-е годы, почти все храмы и церкви в Ульяновске были разрушены или использовались по другим назначениям, работали только две церкви — Неопалимовская и Воскресенская.
Во время Великой Отечественной войны (октябрь 1941 — август 1943) в Ульяновске в эвакуации пребывало руководство Московской Патриархии и Синод РПЦ во главе с Местоблюстителем Патриаршего престола Митрополитом Сергием. 9 ноября 1941 года здание бывшего Католического костёла было торжественно освящено в честь Казанской иконы Божьей Матери, давней покровительницы и заступницы России в годы военных лихолетий. Данный храм стал Кафедральным собором Ульяновской епархии и (до конца лета 1943 года) временным Патриаршим собором и главным православным храмом Советского Союза. В июне 1959 года, в период последних массовых гонений на Церковь в СССР, Казанский собор был закрыт и вскоре разрушен.
В настоящее время Ульяновск является епархиальным центром Симбирской митрополии и Симбирской и Новоспасской епархии. В 2020 году на территории Спасского женского монастыря завершено строительство надвратного храма в честь симбирских новомучеников, а также начато строительство xрам Спаса Нерукотворного.
Собор Симбирских святых — празднование Русской Православной Церкви в честь святых Симбирской земли.

### Ислам
Ислам на территории Ульяновской области существует со времён Волжской Булгарии, которая приняла ислам в 922 году. Первая крупная мечеть в Симбирске (Ульяновске) открылась в 1832 году на нынешней улице Федерации. В 1930-е года минарет был демонтирован, а саму мечеть переделали под другие нужды.
Вторая соборная мечеть.
Появление этой мечети была связано с повышением числа мусульман в Симбирске. В 1915 году началась стройка мечети, но закончить строительство удалось только в 1922 году, из-за Первой мировой войны. В 1930-е года мечеть переделали в универмаг, а потом под другие нужды. В 2010-е годах мечеть обрела свой первоначальный статус. Сейчас она находится на улице Дзержинского.

### Кладбища
С постройкой Симбирска в городе существовали следующие кладбища:
- Покровский некрополь[179] (открыт в 1697 г., с 1728 г. стал «Престижным», закрыт в 1923 г., в 1937 г. — ликвидирован, с 1991 г. — восстанавливается[180]);
- Спасский некрополь (открыт при Спасском женском монастыре[181], был «Престижным», закрыт в 1725 г., ликвидирован в 1960-х гг.[76]);
- Воскресенский некрополь (открыт 15.07.1874 г., закрыт в 1972 г., другие названия: «Городское», «Старое», улица Карла Маркса)[182];
- Всехсвятское кладбище (~1648—1926 гг., ликвидировано в 1960-х гг., ул. Крымова, 67 (ДК имени Чкалова)[183];
- Подгорное кладбище (в 1957 г. затоплено Куйбышевским водохранилищем);
- Кладбище Святого Духа (1648—1954 гг., затоплено Куйбышевским водохранилищем);
- Два единоверческих кладбища (с 1800—1926 гг., в 1957 г. оба кладбища затоплены Куйбышевским водохранилищем);
- Больничное кладбище (с 1800—1926, в 1957 г. затоплено Куйбышевским водохранилищем);
- Татарское (бывшее кладбище п. Куликовка, ликвидировано в 1940 гг., ныне территория УВВТУ);
- Еврейские кладбища в Ульяновске (ул. Робеспьера)[184]:

Ныне в городском округе Ульяновска существуют 25 кладбищ, среди них:
- Северное (Ишеевское) кладбище;
- Кладбище «Белый Ключ» (село Белый Ключ (ныне в черте города);
- Мусульманское кладбище (ул. Фурманова);
- Кладбище «Заволжское-1» («Майская гора») (Верхняя Терраса);
- Кладбище «Заволжское (Архангельское)» (Новый Город);
- Алексеевское кладбище (п. Ленинский (Рыбацкий) и бывших деревень Алексеевка и Юрьевка, ныне в Новом городе);

## Архитектура и градостроительство
Самый ранний из подробных планов Симбирска был составлен в 1738 году казанским чертёжником Кириллом. До наших дней дошла лишь часть карты. Также информацию о градостроительстве того времени дают: гравюра П. А. Артемьева по рисунку А. И. Свечина 1765 года, описывающая город середины XVIII века, и опорный план 1779 года.
Город был заложен на выступающем участке высокого правого берега Волги, что в дальнейшем определило планировку. Деревянный кремль имел форму четырёхугольника, по его углам и сторонам находились башни. В кремле сразу была заложена деревянная Троицкая церковь, были построены административные, военные и хозяйственные постройки. После нескольких пожаров кремль восстанавливался. С 1767 года началась разборка обветшавших стен и башен крепости. Постепенно кремль полностью утратил роль оборонительного сооружения. Одновременно с кремлём строился Спасский женский монастырь в дальнейшем ставшие ядром будущего города с примыкающим к ним посадом. Вокруг посада пытались возводить ров и вал, но их строительство в 1669 году было остановлено, так как город постоянно рос. В 1678 году в Симбирске насчитывалось 605 дворов с 1579 жителями.
Для размещения стрельцов начинается строительство казарм севернее крепости. Они образовали Стрелецкую улицу, одну из первых в городе. Дороги, расходившиеся от крепости, положили начало первым улицам, возникла Московская слобода. С 1715 года возводится мост через речку Свияга (окончательно построен в 1755 году) соединивший возникшую на другом берегу Свияги в 1708 году Конно-Подгородную Слободу. На севере улицы формировались вдоль тракта на Казань. Планировку южной части города определила открытая в 1804 году Александровская больница. На берегу Волги ещё до основания Симбирска были поселения рыбаков, они начинают формирование восточную часть — Подгорье, связанное с нагорной частью города.
На планировку влияли частые пожары. В большинстве случаев улицы восстанавливались в прежних границах, но нередко менялись, расширялись. В целом планировка была хаотичной и не носила планового характера. Большинство домов были одноэтажными и деревянными. Среди них особо выделялся дом И. С. Мясникова (Пустынникова), в котором в 1767 году останавливалась Екатерина II. Академик И. И. Лепёхин 1768—1769 годах писал: «город сей пред другими городами…, гораздо лучше выстроен. В нём есть несколько и гражданских каменных дворов». 18 июля 1863 года объявлен указ Екатерины II «О сделании всем городам, их строению и улицам специальных планов по каждой губернии особо». «Комиссия для устройства городов Санкт-Петербурга и Москвы» рассмотрела и утвердила планы 416 городов, среди которых — план Симбирска. 14 (25) марта 1780 года был утверждён первый регулярный план Симбирска. В дальнейшем план был дополнен в 1843 году, 1866 году и 1887 году.
В исторической части города сохранена регулярная планировка. В центре — Соборная площадь, Симбирская классическая гимназия (1790), Губернские присутственные места (1804; ныне здание аграрного университета), Здание Дворянского собрания (1838—1847; ныне Дворец книги).
В городе проживали архитекторы: И. А. Бенземан, М. П. Коринфский, А. А. Шодэ, Ф. О. Ливчак, В. Е. Вольсов, М. Г. Алякринский и В. Л. Ивановский, по проектам которых было создано множество зданий. См. статью: Архитектурное наследие А. А. Шодэ
С советским периодом развития города связана профессиональная деятельность архитектора Вольсова.
Здания и сооружения Ульяновска-Симбирска, представляющие историко-художественную ценность:
- Дом-музей В. И. Ленина;
- Квартира-музей семьи Ульяновых
- Дом-памятник Гончарову (1912—1915, арх. Шодэ А. А., Ливчак Ф. О.);
- Мемориальная беседка Гончарова (1912, арх-р Шодэ А. А., Винновская роща);
- Евангелическо-лютеранская кирха (арх. Шодэ А. А.);
- Дом А. А. Сачкова (1908, арх. Шодэ А. А., ныне Ульяновское епархиальное управление РПЦ, ул. Л. Толстого)[192];
- Доходный дом Зеленковой (арх. Ливчак Ф. О.) (ныне здание редакции газеты «Ульяновская правда»);
- Электротеатр «Ампир» (арх. Ливчак Ф. О.) (ныне кинотеатр «Художественный»);
- Дом архитектора Ф. О. Ливчака (ныне Дом актёра);
- Здание Симбирского поземельного банка (арх. Ливчак Ф. О.) (ныне корпус филиала МГУ на ул. Л. Толстого);
- Воскресенская церковь (1906—1911, арх. Ливчак Ф. О.)
- Книжный магазин Юргенса;
- Симбирская классическая гимназия;
- Симбирская губернская земская управа (1903—1905, арх. А. И. Дмитриев, ныне Главпочтамт Ульяновска);
- Здание губернского правления (1804, арх. А. Захаров[193]) (ныне, здание УСХИ);
- Дом В. М. Карамзина — старшего брата Н. М. Карамзина, — является старейшим зданием города[193] (1780-е гг., ул. Рылеева, 33 а);
- Дворянское собрание;
- Ленинский мемориал (А);
- Ульяновский музей гражданской авиации — один из крупнейших авиационных музеев России;
- Дом Гончарова;
- Венец (гостиница) — архитектурный символ города. В 1970-е годы была самой высокой гостиницей в СССР.
- «Теремок» — дом купца С. Бокоунина — образец сказочно-неорусского стиля (арх. Ливчак Ф. О.) (ул. Радищева, 4; ныне кафе);
- Дом, в котором размещён музей архитектуры модерна (ул. Льва Толстого, 43);

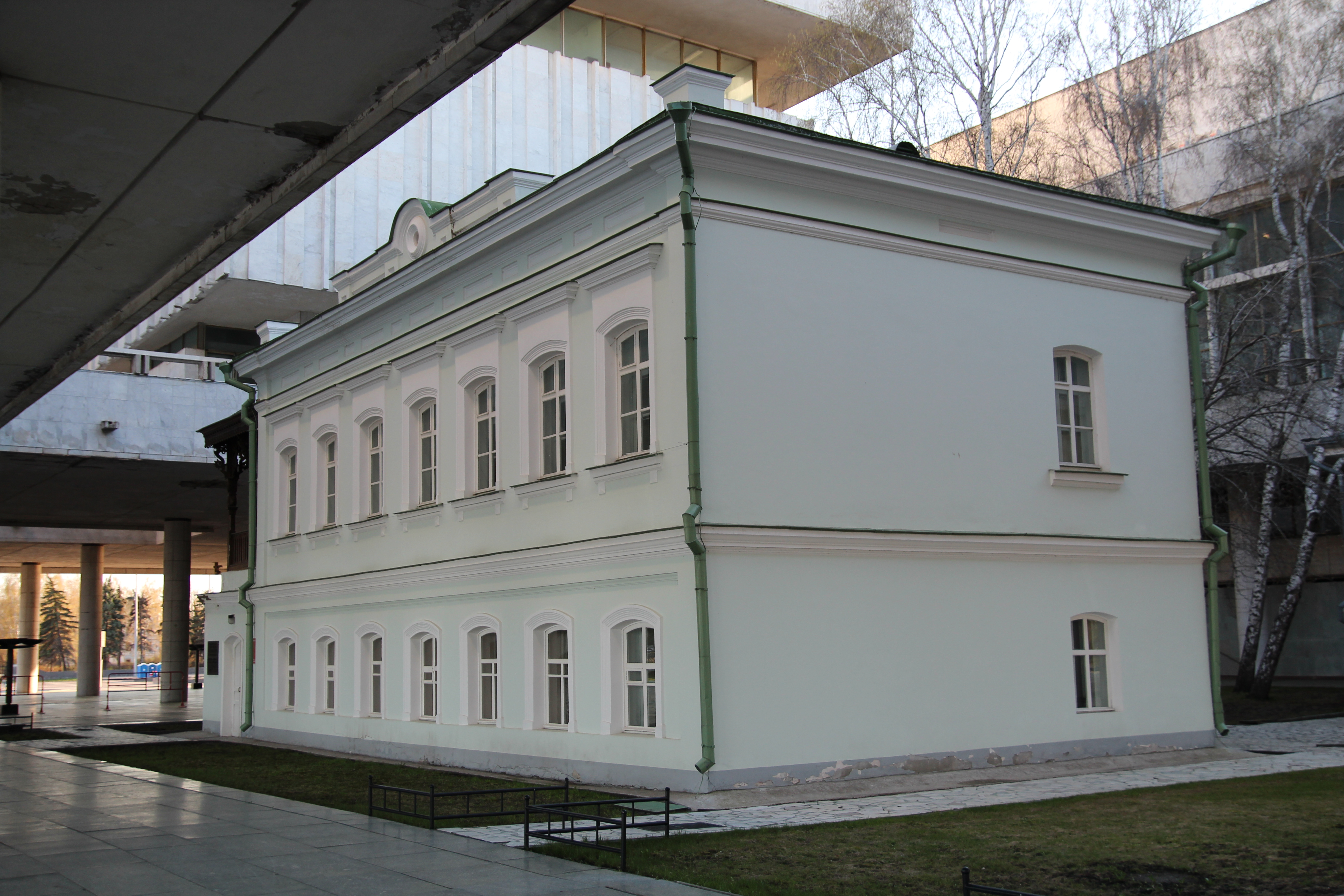
Дом Прибыловской
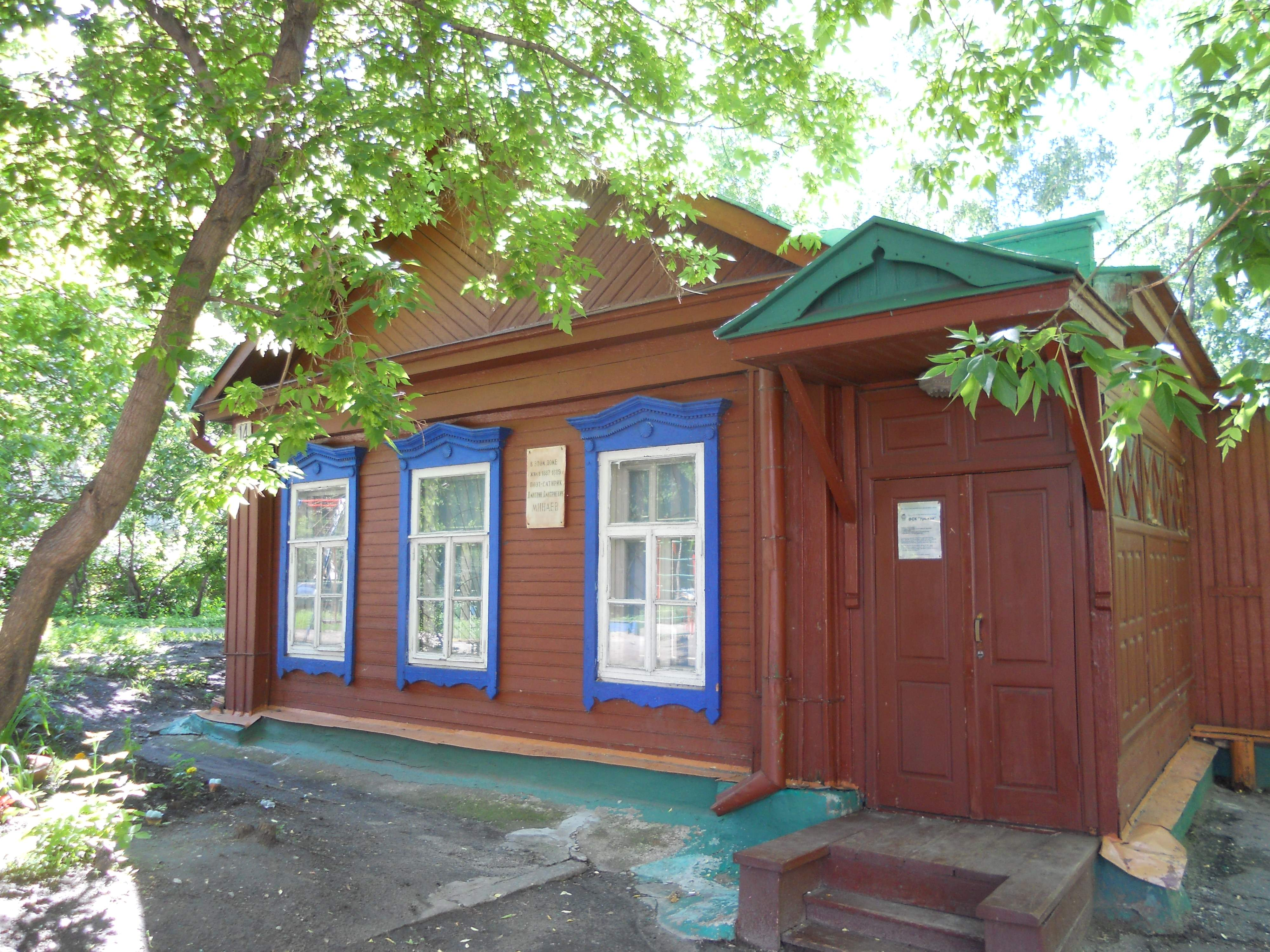
Дом Минаева
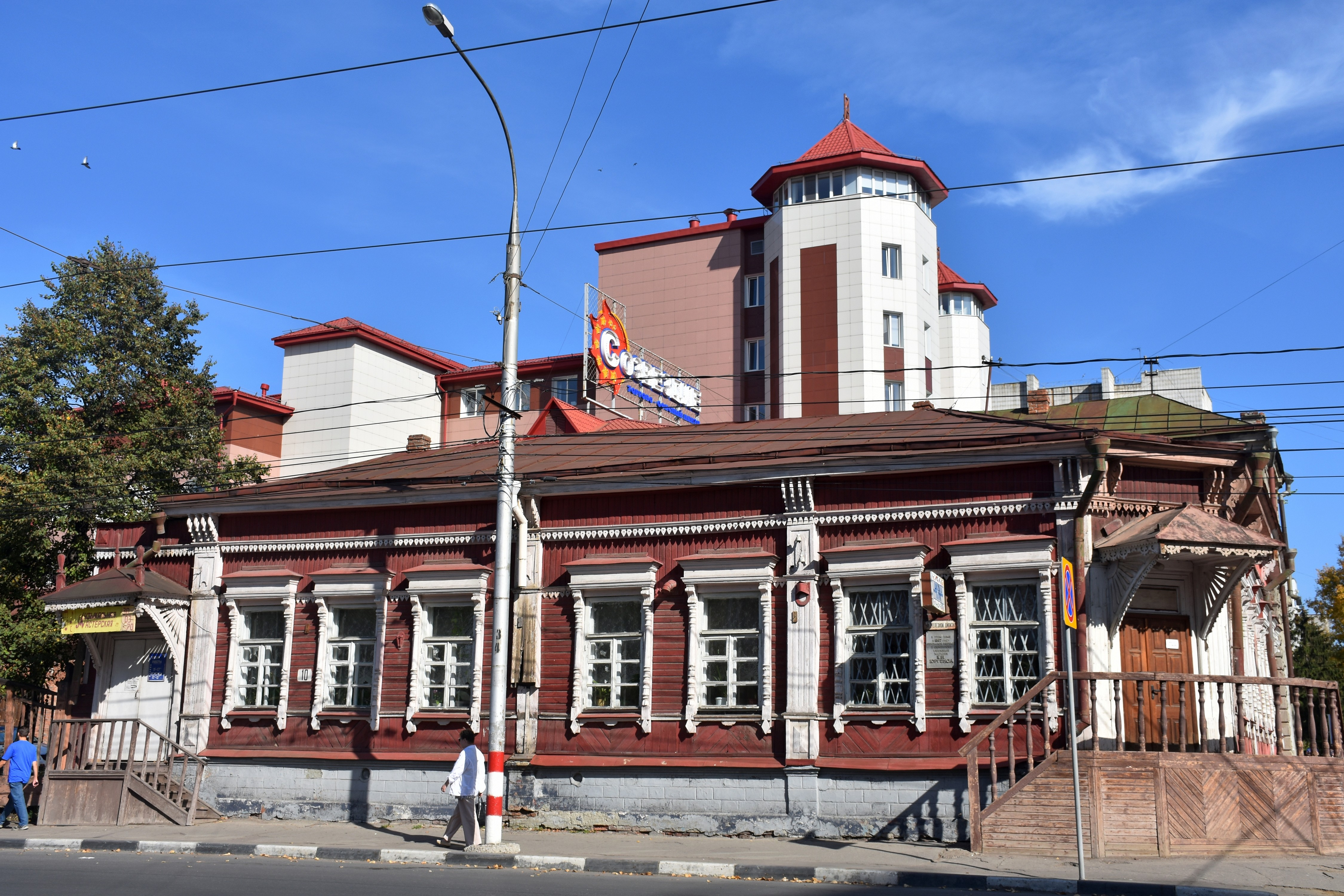
Книжный магазин Юргенса
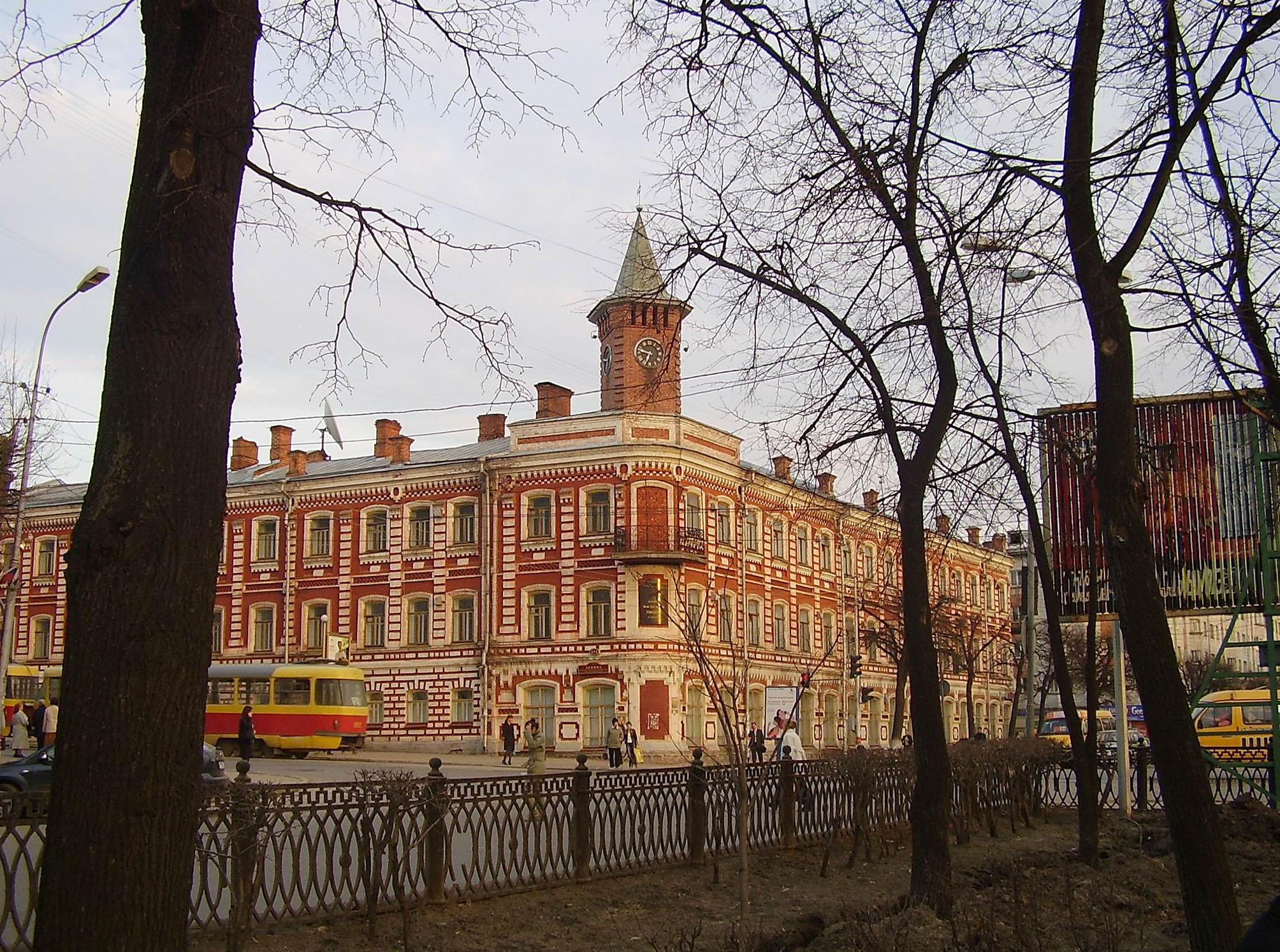
Дом Гончарова
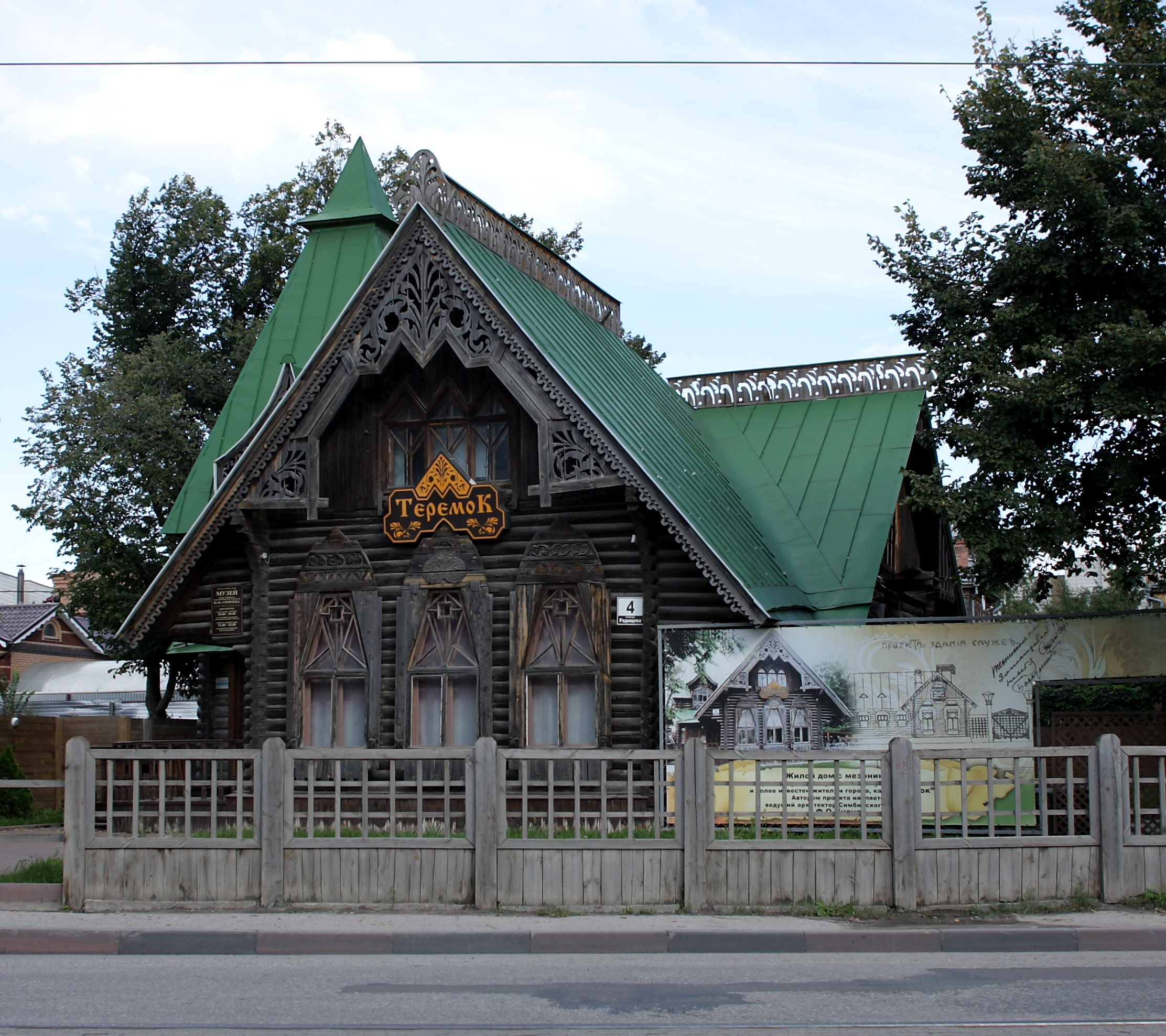
«Теремок» — дом купца Сергея Бокоунина
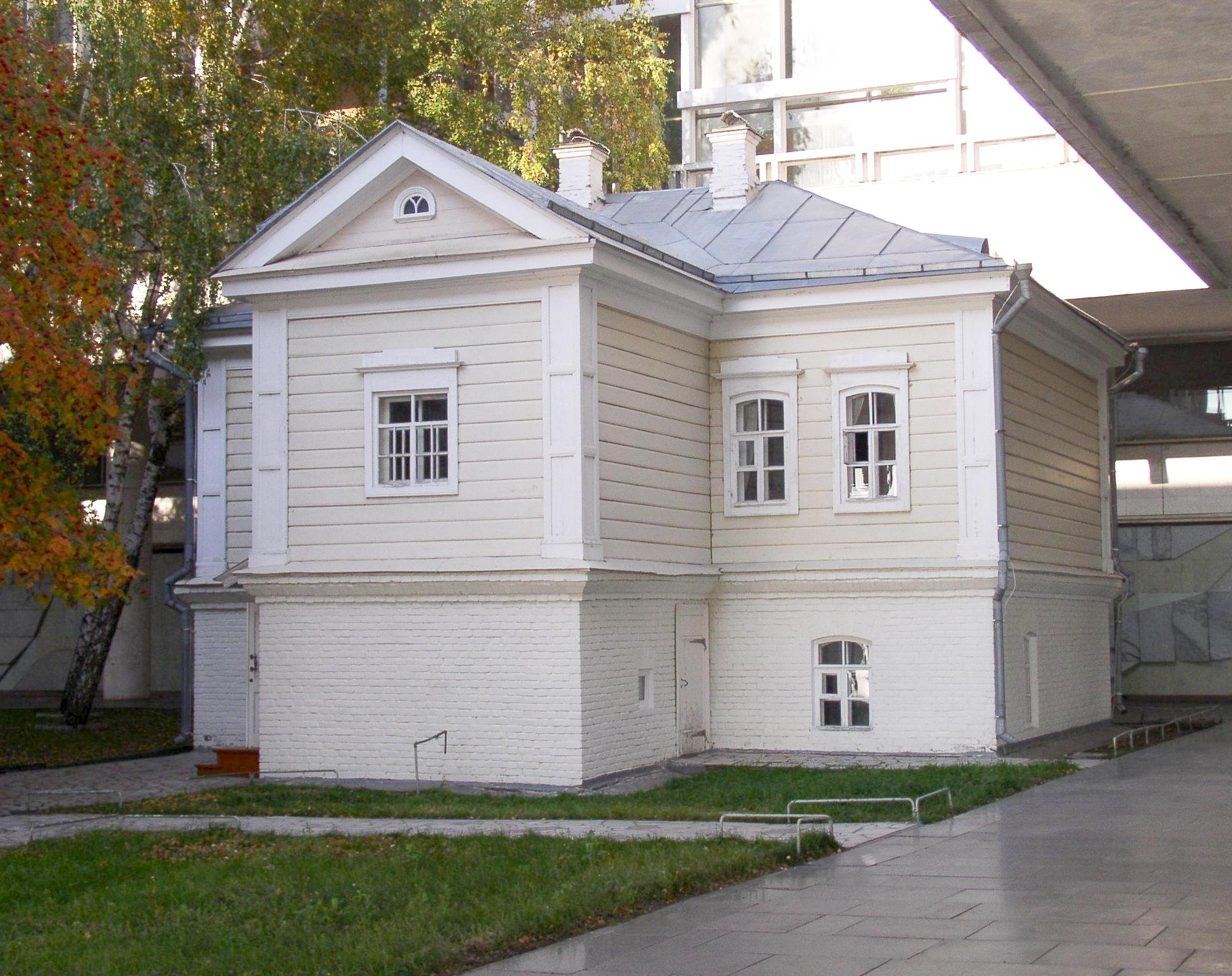
Флигель дома Прибыловской, где родился В.И. Ульянов-Ленин.

В Заволжском районе Ульяновска находится Храм равноапостольного князя Владимира, который является первым храмовым комплексом в России, построенным после времён Российской Империи.

### Памятники
См. статью: Памятники Ульяновска

### Парки и скверы
См. статью: Парки и скверы Ульяновска

### Памятники природы
- Маришка — памятник природы ООПТ № 090;
- Пальцинский остров — памятник природы ООПТ № 064;
- Чёрное озеро — памятник природы ООПТ № 055;
- Винновская роща — памятник природы ООПТ № 002;
- Карамзинский сквер — памятник природы ООПТ № 082;
- Ульяновский дендропарк — памятник природы ООПТ № 083;
- Разрез Милановского — памятник природы; в 2018 году статус памятника был снят.

## Средства массовой информации

### Телевидение
4 ноября 1959 года введён в строй Ульяновский радиотелецентр РТРС (в начале — Телевизионный Центр (ТЦ)), и провёл первую передачу, показал фильм «Ленин в 1918 году». 3 декабря 1959 года состоялась первая студийная передача ульяновского телевидения, посвящённая творчеству ульяновских художников с ведущим диктором Элеонорой Денисовой. К началу 1960 года на ульяновском телевидении были созданы две главные редакции — общественно-политическая и литературно-драматическая..
В 1963 году ТЦ начал показывать первую программу Центрального телевидения, а в 1967 году смонтирован второй телепередатчик, который позволил перейти на двухпрограммное вещание. В 1979 году — начало местных цветных телепередач с помощью передвижной телестанции (ПТС).
В 1983 году — установлено стационарное оборудование «Перспектива-ТЦ», которое дало возможность на полный перевод ТЦ на цветное вещание.
В 2019 году было отключено аналоговое телевещание, его полностью заменило цифровое телевидение (20 общедоступных телеканалов).

### Радиостанции
В 1929 году начала работать первая эфирная радиостанция.
15 марта 1943 года начала вещать первая радиопередача из Ульяновска (в дальнейшем ГТРК «Волга»), вышел первый выпуск «Областных известий».
В городе вещают 2 радиостанции в диапазоне УКВ и 21 радиостанций в диапазоне FM. В Железнодорожном, Ленинском и Заволжском районах возможен приём радиостанций из Тольятти и Димитровграда.

### Пресса
1 января 1838 году по указу император Николая I в Симбирске вышла первая газета «Симбирские губернские ведомости». Газета печаталась на толстенной, грубой бумаге самых разных цветов и оттенков. «Ведомости» печатали распоряжения губернского начальства и разного рода казённые объявления. В 1865 году «Ведомости» стали печататься на газетной бумаге и выходить три раза в неделю. При публикации существовала цензура, надзор за содержанием «Ведомостей» осуществлял лично вице-губернатор.

## Связь

### Стационарная связь
В 1780 году, в связи с учреждением Симбирского наместничества, в городе была открыта почтовая контора.
1 сентября 1860 года открыто телеграфное сообщение в Симбирске и в уездных городах губернии — Сызрани, Алатыре и Буинске.
Первый телефон в Симбирске зазвонил в 1889 году. Первый выход в Интернет (протокол TCP/IP) в Ульяновске состоялся в 1992 году на узле тогда сети Релком в компании «Симтел» (Simtel) под руководством Владимира Бармина.

## Спорт
В Ульяновске весьма развит как любительский, так и профессиональный спорт. С городом связаны ряд известных спортсменов, а также несколько олимпийских чемпионов. Первым ульяновским олимпийским чемпионом стал борец Виталий Константинов, в 1976 году в Монреале он завоевал золотую медаль. На Олимпиаде 1988 года в Сеуле обладателем золота стал Владимир Крылов в составе спринтерской эстафетной четвёрки. Двукратная олимпийская чемпионка по фигурному катанию Людмила Белоусова родилась в Ульяновске.
В 2016 году город принял Чемпионат мира по хоккею с мячом.
В городе расположено много спортивных сооружений, в том числе стадионы с трибунами, крытые спортивные залы и манежи, плавательные бассейны, картинговая трасса. Функционируют детско-юношеские школы олимпийского резерва.
Крупнейшие спортивные сооружения города:
- Центральный стадион «Труд» — построен в 1963 году.
- Дворец спорта «Волга-Спорт-Арена» — открылся в 2014 году и стал пятым в России крытым стадионом для хоккея с мячом.
- Спортивный парк «Симбирский» — специализированная трасса для технических видов спорта (картинг, мотоциклетные гонки).

Так же городе действуют и другие стадионы и Дворцы спорта: стадион «Волга», ФОК «Лидер», ФОК «Олимп», ФОК «Фаворит», СК «Заря», стадион «Старт», ФОК «Орион», л/а манеж «Спартак», манеж УГПУ, Дворец единоборств, стадион «Симбирск», «Локомотив», «Автомобилист», ФОК «Спартак», Ульяновский ипподром, аэродром ДОСААФ «Белый Ключ»;
Ульяновск имеет профессиональные спортивные клубы по нескольким видам спорта. В городе действует спортивные клубы: Волга (клуб по хоккею с мячом), Волга (клуб по хоккею на траве), Волга (футбольный клуб), Динамо (клуб по хоккею с мячом), Силуэт (клуб по хоккею с мячом), Энергия (футбольный клуб).
В городе развиты спортивные секции: лёгкая атлетика, тяжёлая атлетика, греко-римская борьба (классическая борьба), вольная борьба, водно-моторный спорт, бокс, яхтсмен, альпинизм, дельтапланеризм, горнолыжный спорт, байдарочники, парусный спорт, парашютизм, мотокросс, биатлон, велоспорт, плавание, конный спорт, художественная гимнастика, волейбол, водное поло и другие виды спорта.
В городе есть спортивные школы: ДЮСШ-1, ДЮСШ Засвияжского района, ДЮСШ «Заволжье», ДЮСШ «Рингстар», школа РОСТО (быв. ДОСААФ).

## Люди, связанные с городом
См. Почётные граждане Ульяновска
См. Родившиеся в Ульяновске
См. Умершие в Ульяновске
В Ульяновске родилось или работало немало людей, вписавших своё имя в мировую и российскую историю. В науке прежде всего известны популяризатор в области воздухоплавания, авиации и космонавтики Николай Рынин, получивший образование в Симбирской классической гимназии, а также выдающийся изобретатель-самоучка Ефим Горин, работавший в Симбирске в небольших мастерских, а затем открывший своё фотоателье. В Ульяновском государственном педагогическом институте на должности заведующего кафедрой зоологии работал биолог и энтомолог Александр Любищев.
Здесь родился писатель Иван Гончаров, учился и жил историк Николай Карамзин, крупнейший русский литератор эпохи сентиментализма, прозванный «русским Стерном», создатель «Истории государства Российского». В искусстве большую славу приобрели поэты Николай Языков, Дмитрий Садовников, Аполлон Коринфский, Дмитрий Минаев, Николай Благов, актёр Владимир Кустарников, художники Дмитрий Архангельский, Аркадий Пластов.
В Симбирске родился, жил и учился российский революционер Владимир Ильич Ленин, главный организатор и руководитель Октябрьской революции 1917 года в России, создатель первого в мировой истории социалистического государства. Вместе с Владимиром Ульяновым Симбирскую классическую гимназию в 1887 году окончил Александр Николаевич Наумов — член Государственного Совета по выборам, министр земледелия в 1915—1916 гг. Министр-председатель Временного правительства (1917) Александр Фёдорович Керенский также родился в Симбирске.

## Названные в честь города
За всю историю города, в честь него было названо много объектов, в том числе:
- гекбот Симбирск (1723),
- гекбот Симбирск (1729),
- пароход «Симбирскъ» (1909), переименован в 1923 году в пароход «Ленин».

| Корабли                                                                                  | Корабли |
| НАЗВАНИЕ                                                                                 |         |
| ---------------------------------------------------------------------------------------- | ------- |
| Ульяновск (авианосец)                                                                    |         |
| Ульяновск (атомная подводная лодка проекта 885), серии «Ясень-М», заложенная в 2017 г.); |         |
| Симбирск (подводная лодка)                                                               |         |
| Ульяновский комсомолец (подводная лодка, КБФ, заложена 3.04.1970 г.)                     |         |
| Ульяновск (рыболовный траулер, построен в 1971 г. в ГДР, приписан к г. Калининград)      |         |
| «Синбирскъ» — галера, участвовала в известном путешествие Екатерины II по Волге          |         |

| Города        | Города |
| НАЗВАНИЕ      |        |
| ------------- | ------ |
| Новоульяновск |        |

| Посёлки                            | Посёлки |
| НАЗВАНИЕ                           |         |
| ---------------------------------- | ------- |
| Ульяновское (Калмыкия)             |         |
| Ульяновское (Кабардино-Балкария)   |         |
| Ульяновское (Костанайская область) |         |
| Ульяновское (Донецкая область)     |         |
| Симбирский (Кугарчинский район)    |         |

| Районы                                  | Районы |
| НАЗВАНИЕ См. статью: Ульяновский район  |        |
| --------------------------------------- | ------ |
| Ульяновский район (Ульяновская область) |        |
| Ульяновский район (Калужская область)   |        |
| Ульяновский район (Московская область)  |        |

| Проспекты, улицы, переулки                                              | Проспекты, улицы, переулки |
| НАЗВАНИЕ См. статью: Ульяновский проспект См. статью: Ульяновская улица |                            |
| ----------------------------------------------------------------------- | -------------------------- |
| Ульяновское шоссе (Сызрань)                                             |                            |
| Ульяновский проспект (Ульяновск)                                        |                            |
| 1-й, 2-й, 3-й, 4-й Ульяновский переулок (Базарный Сызган)               |                            |
| 1-й, 2-й, 3-й, 4-й Ульяновский переулок (Солдатская Ташла)              |                            |
| Симбирская улица (Санкт-Петербург)                                      |                            |
| Симбирская улица (Ульяновск)                                            |                            |
| Симбирская улица (Карсун)                                               |                            |
| Симбирская улица (Алатырь)                                              |                            |
| Симбирская улица (Октябрьский)                                          |                            |
| Симбирская улица (Балашов)                                              |                            |
| Симбирская улица (Кузоватово)                                           |                            |
| Симбирская улица (Большое Нагаткино)                                    |                            |
| Симбирская улица (Цильна)                                               |                            |
| Симбирская улица (Нурлат)                                               |                            |

| Реки                         | Реки |
| НАЗВАНИЕ                     |      |
| ---------------------------- | ---- |
| Симбирка — река в Ульяновске |      |

| Другое                                                                                                | Другое |
| НАЗВАНИЕ                                                                                              |        |
| --- | ------ |
| Симбирцит — название минерала                                                                         |        |
| УАЗ Симбир — одна из моделей автомобиля                                                               |        |
| «Старый Симбирск» — гостиница в Ульяновске                                                            |        |
| «АРТ-Ульяновск» — гостиница в Ульяновске                                                              |        |
| «Ibis Ulyanovsk» — отель в Ульяновске                                                                 |        |
| «Симбирск» — банк в Ульяновске                                                                        |        |
| «Симбирский» — спортивный парк (Засвияжский район)                                                    |        |
| «Лада-Симбирск» — прежнее название футбольного клуба «Академия», Тольятти                             |        |
| «Симбирское телевидение» (СТВ) — Ульяновский телеканал                                                |        |
| Симбирский станкостроительный завод — Ульяновский станкостроительный завод                            |        |
| «Симбирский» — торговый центр в Ульяновске (п-т Тюленева, Заволжский район)                           |        |
| «Ульяновская» — шахта в Кемеровской области                                                           |        |
| «Родина Ильича» — название эскадрильи в ВОВ, созданной из самолётов, построенных на деньги ульяновцев |        |
| «Ульяновский маньяк» — название серийного убийцы                                                      |        |
| «Ульяновец» — в 1978 году существовал туристический поезд                                             |        |
| «Ульяновский» — совхоз в Уральской области                                                            |        |
| Симбирский 24-й пехотный полк — полк Российской империи                                               |        |
| 24-я Симбирская Железная дивизия — дивизия ВС СССР                                                    |        |

## Ульяновск в филателии
Благодаря всемирно известному уроженцу Симбирска-Ульяновска Владимиру Ильичу Ульянову (Ленину), который родился и прожил в городе 17 лет, филателия в СССР много внимания уделила ему и городу, а филателисты посвятили отдельную тему названная Лениниана.

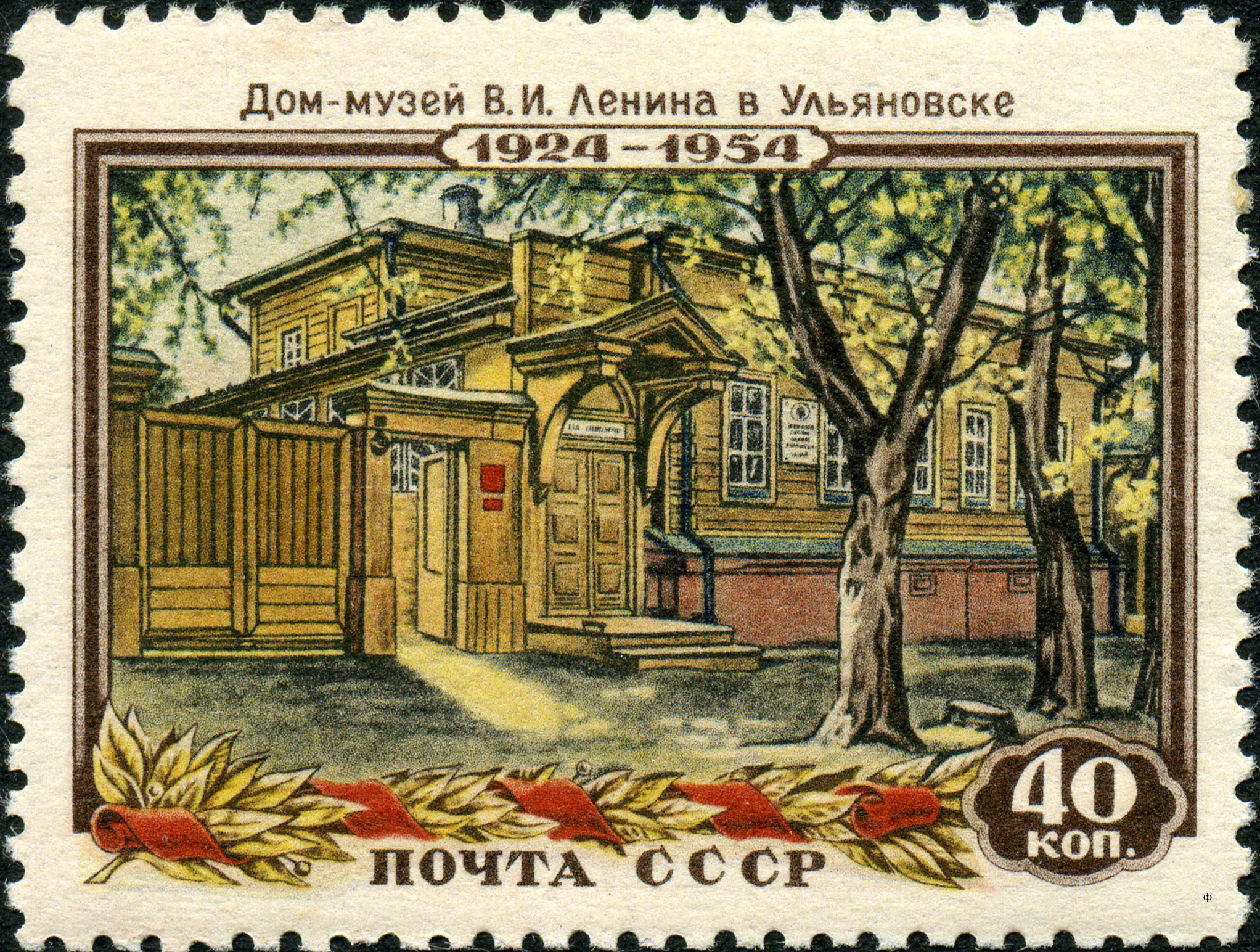
Почта СССР 1954 г. Дом-музей В. И. Ленина в Ульяновске.
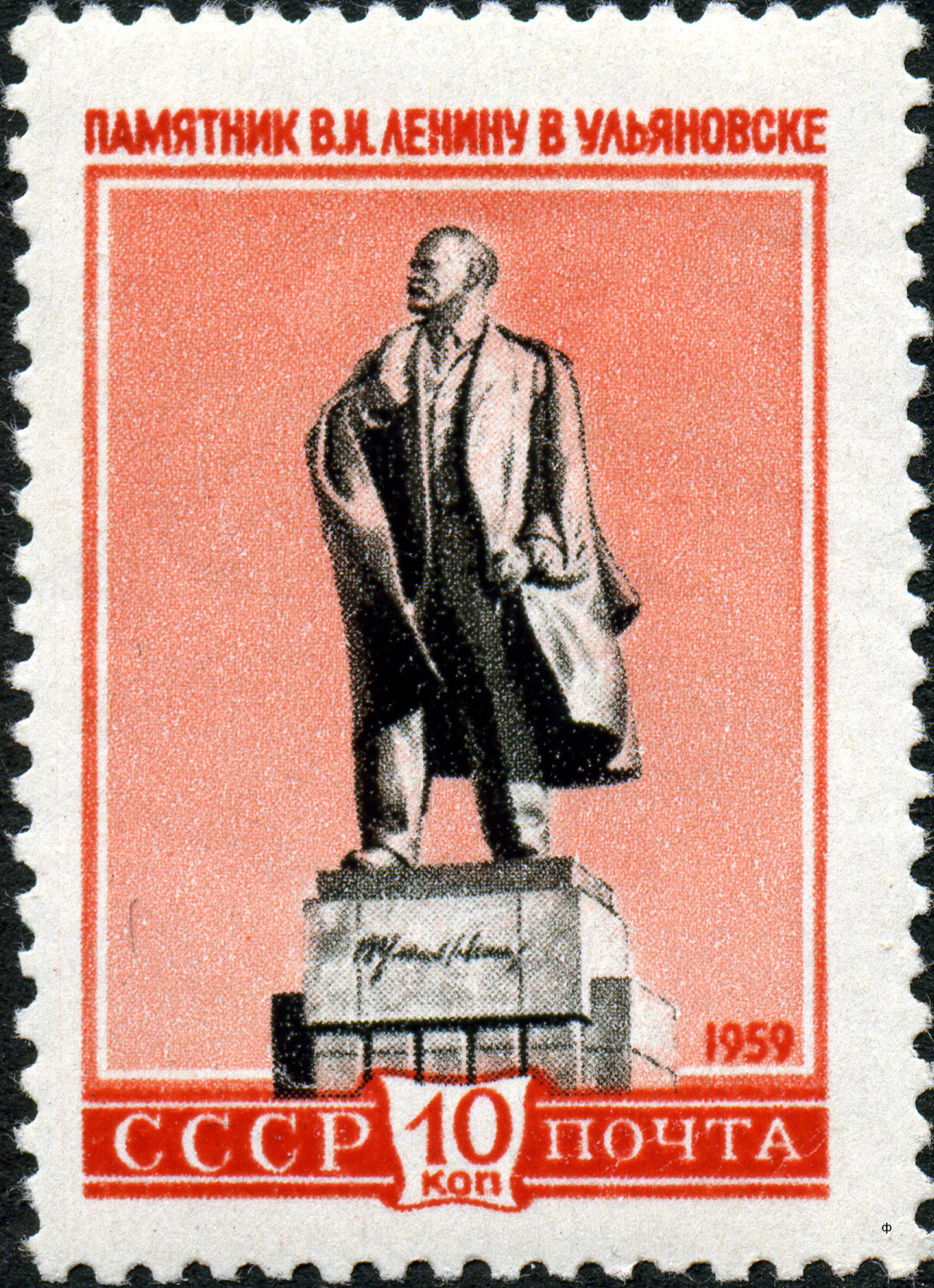
Почта СССР, 1959 г. Памятник В. И. Ленину в Ульяновске (скульптор М. Манизер, арх. В. Витман). Открыт в 1940 г.
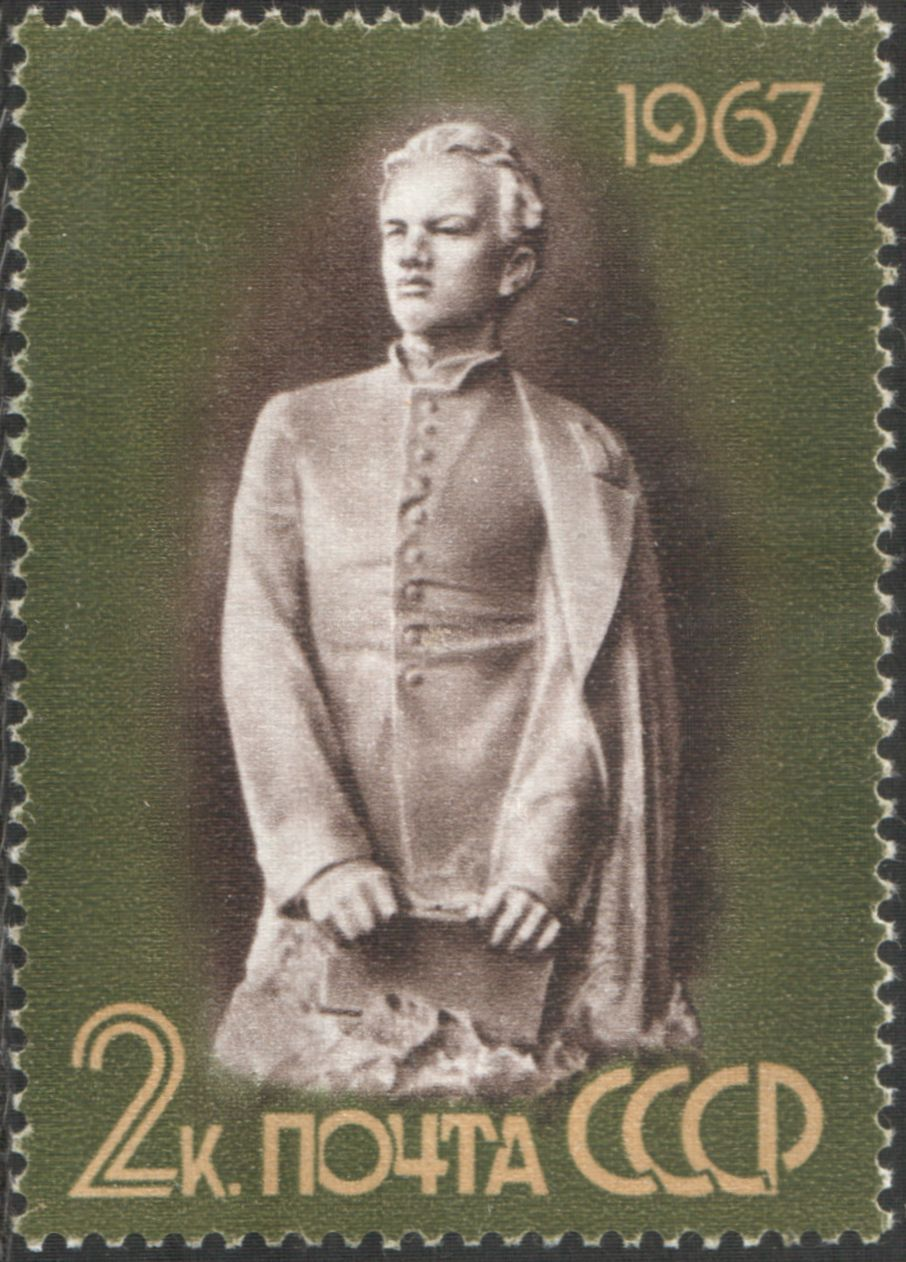
Почта СССР, 1967 г. «Ленин-гимназист» (скульптор В. Цигаль, 1949).
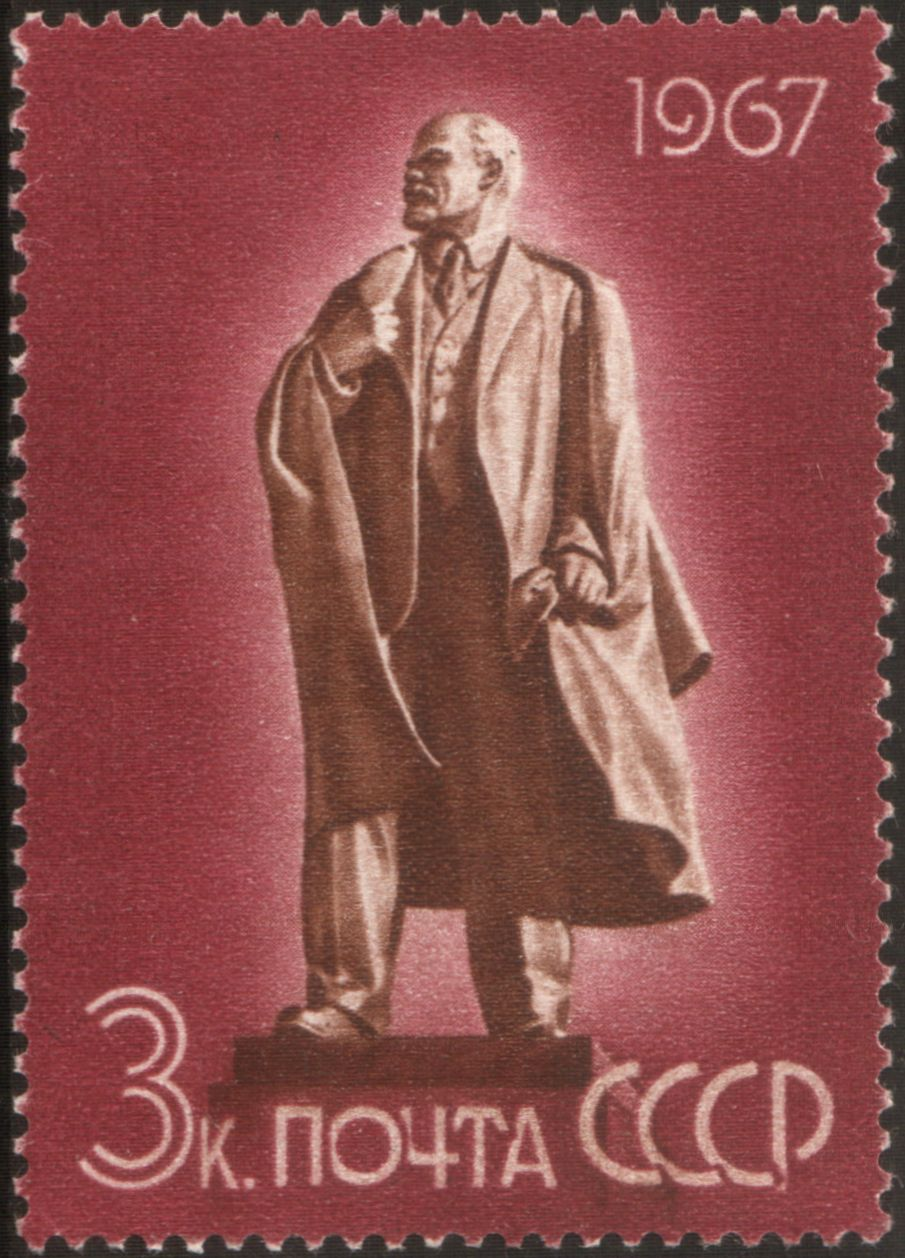
Почта СССР, 1967 г. Памятник В. И. Ленину в Ульяновске (скульптор М. Манизер, арх. В. Витман).
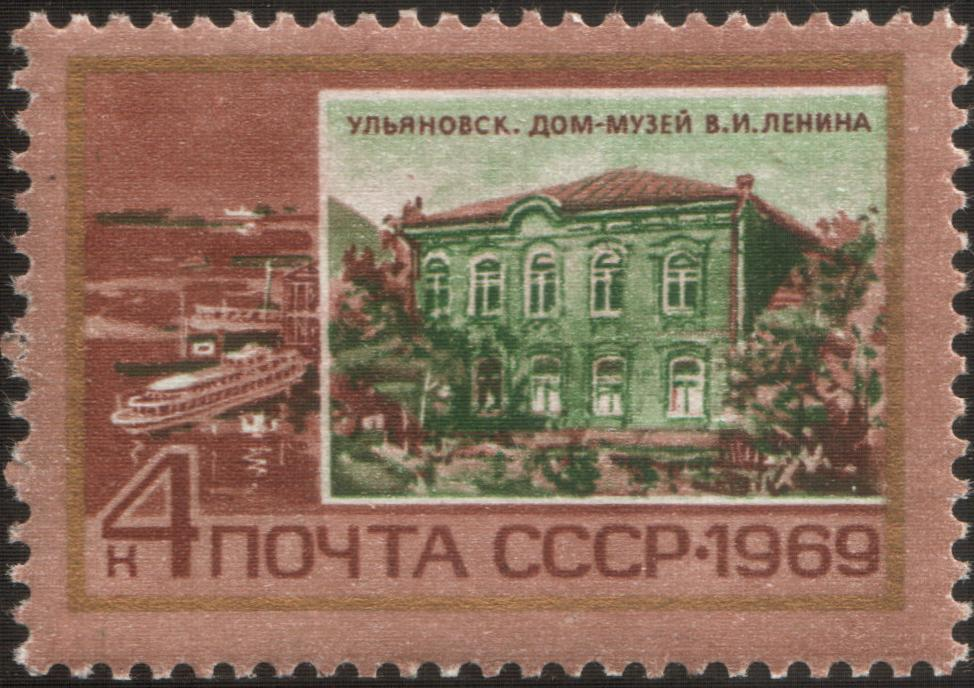
Марка СССР, 1969 г. № 3735 ЦФА. Ульяновск. Дом, где Ленин жил в детстве.
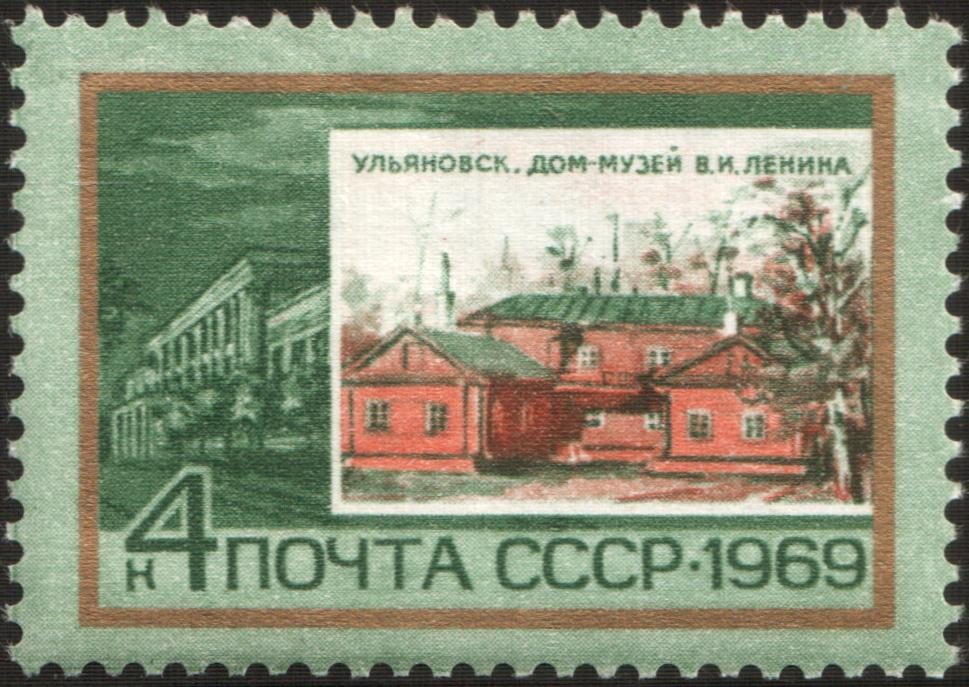
Марка СССР, 1969 г. № 3736 ЦФА. Ульяновск. Дом-музей Ленина.
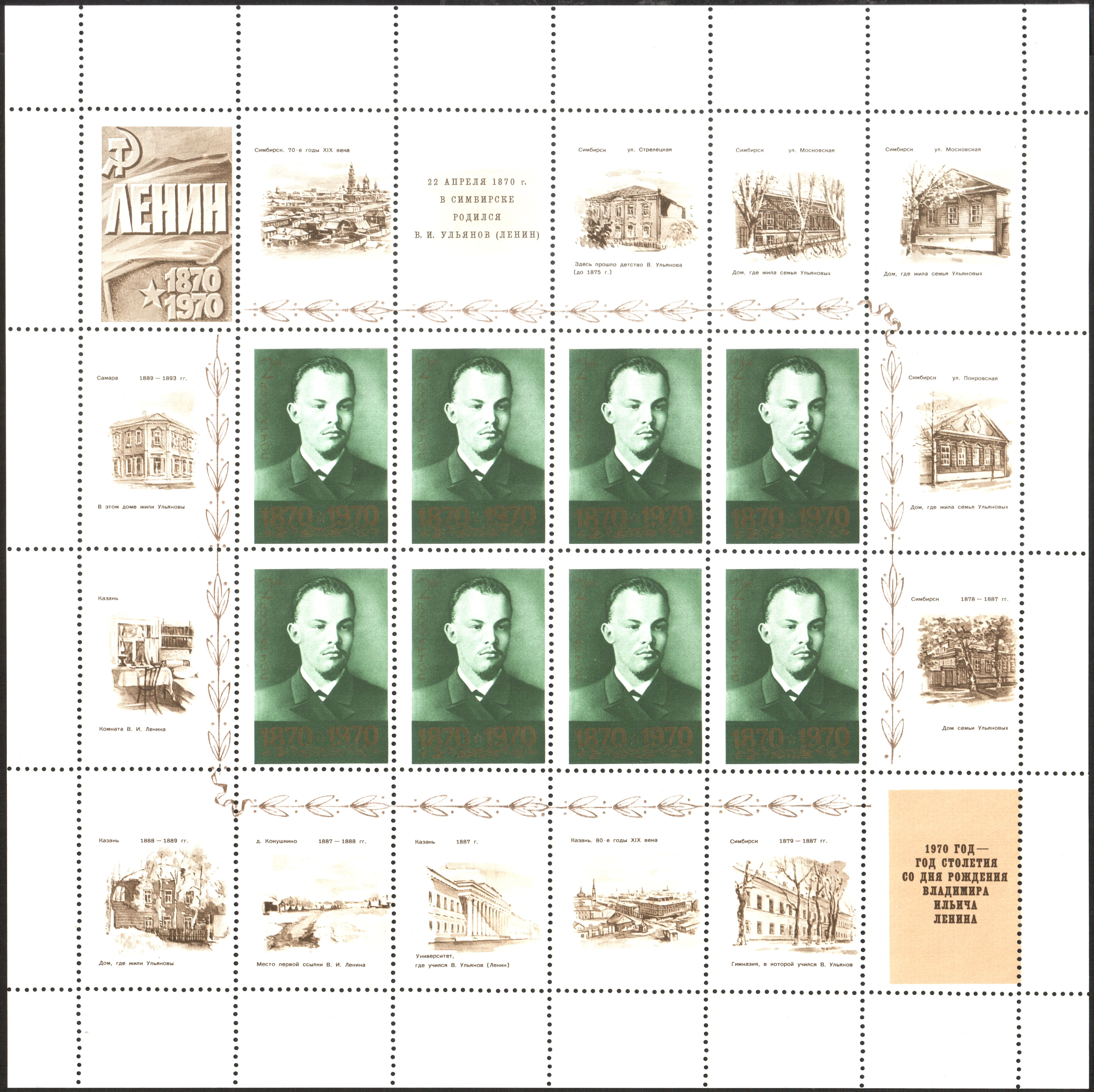
Малый лист. Почта СССР, 1970 г. На купонах — Дома-музеи В. И. Ленина (Симбирск).
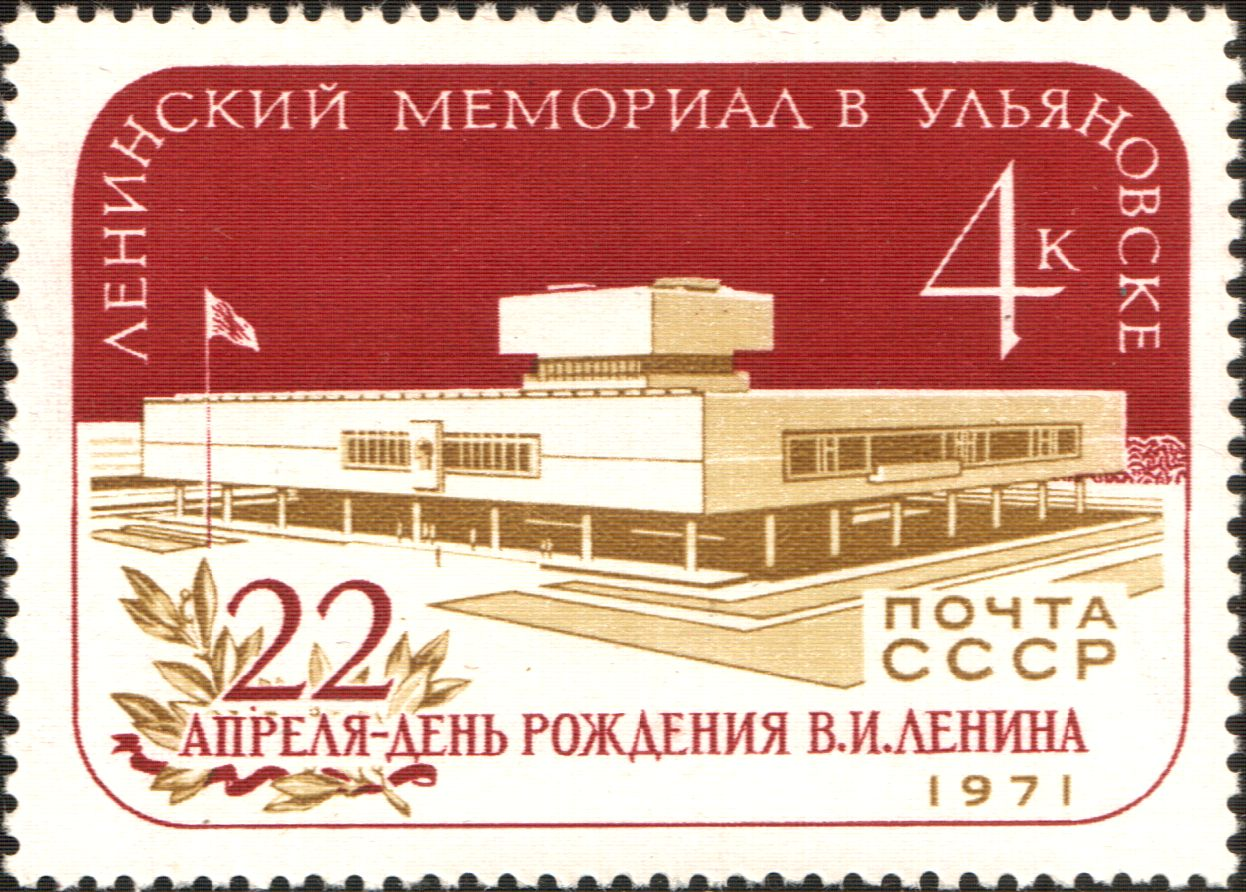
Почта СССР. 1971 г. Ленинский мемориал в Ульяновске.
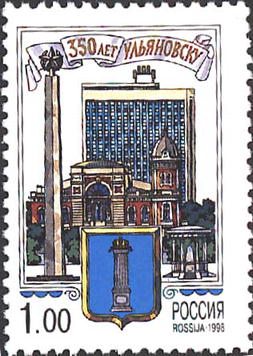
Почта России. 1998 г. 350 лет Ульяновску.
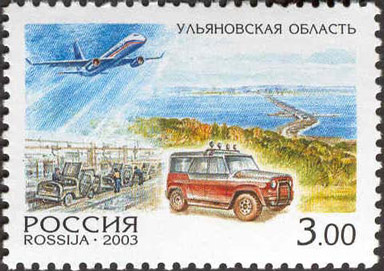
Почта России, 2003 г. Конвейер УАЗа. Императорский мост. Самолёт Ту-204, который выпускает Авиастар-СП.
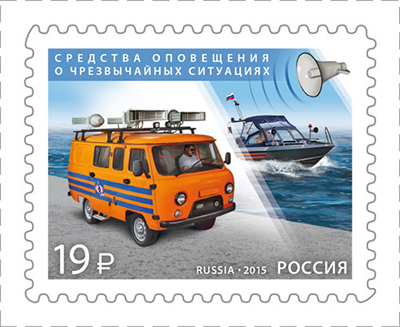
Почта России, 2015 г. УАЗ-452.
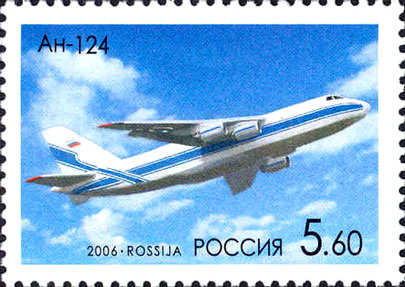
Марка России 2006 г № 1067. Самолёт Ан-124 "Руслан". Выпускает Авиастар.

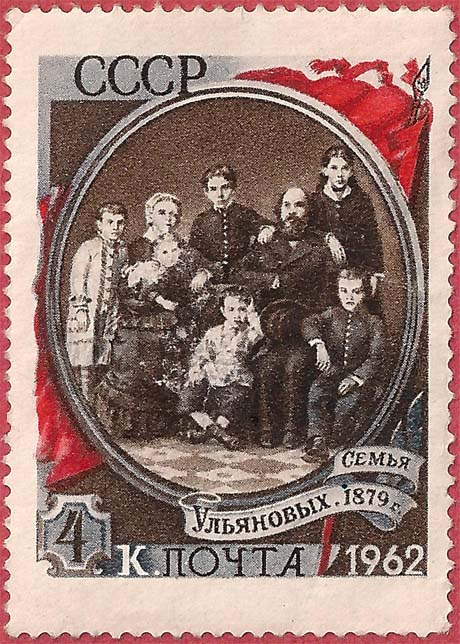
Почтовая марка СССР 1962 г. «Семья Ульяновых» (1879)
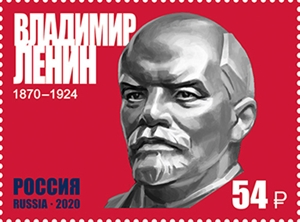
Почта России, 2020 г. 150 лет со дня рождения В. И. Ленина
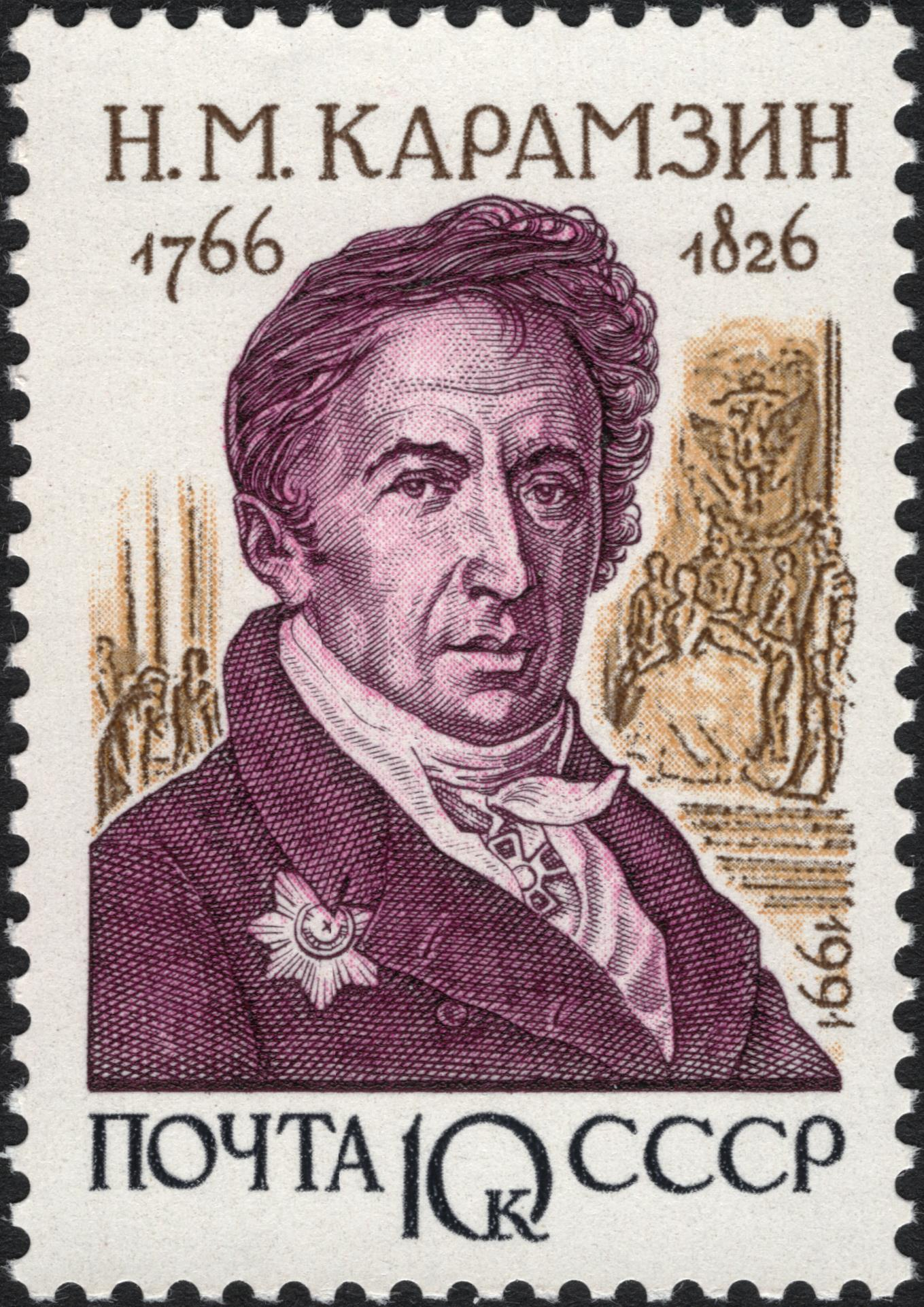
Почтовая марка СССР, 1991 (ЦФА 6378, Скотт 6053): Н. М. Карамзин
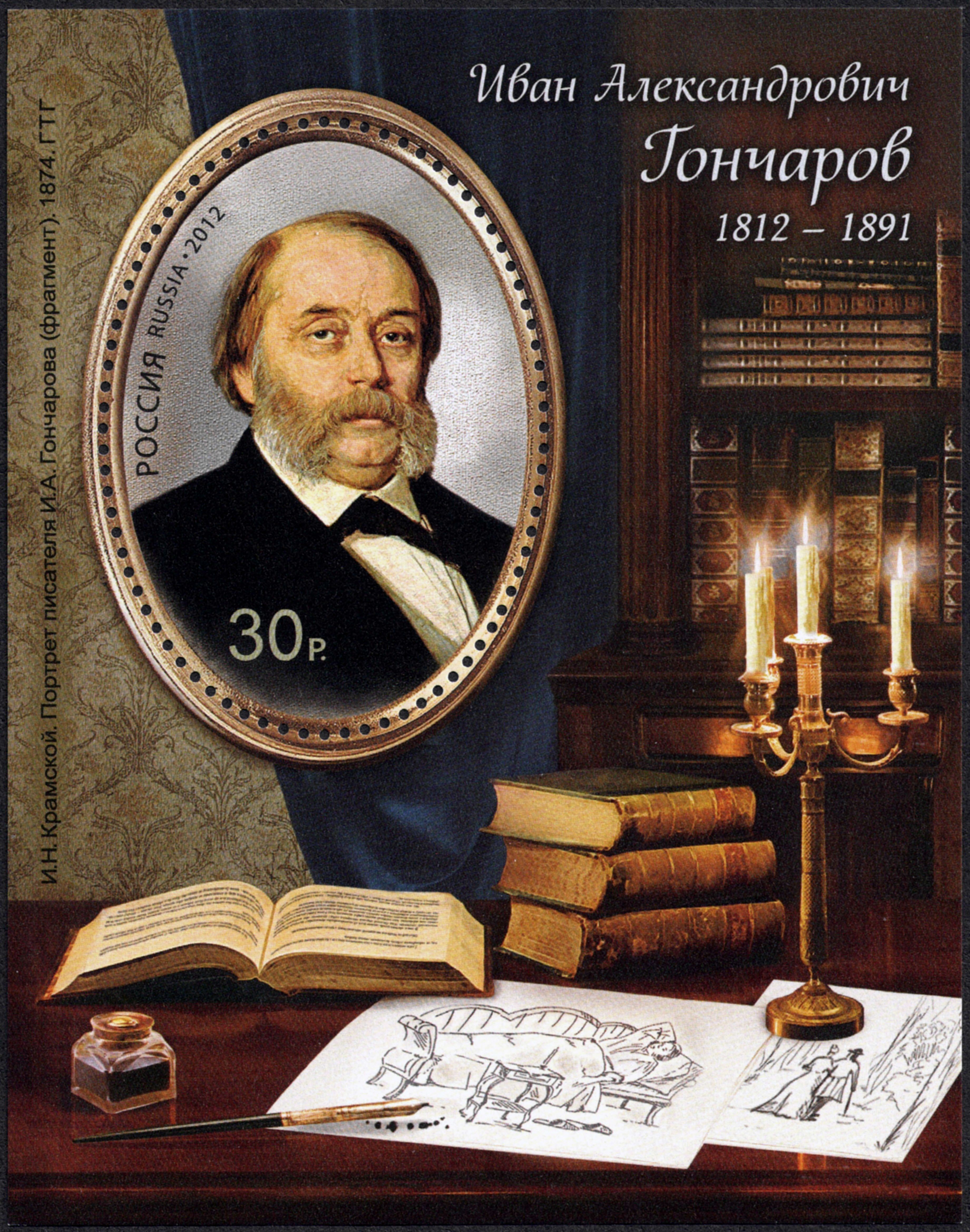
Почтовый блок России 2012 г. к 200-летию со дня рождения писателя И. А. Гончарова (1812—1891)
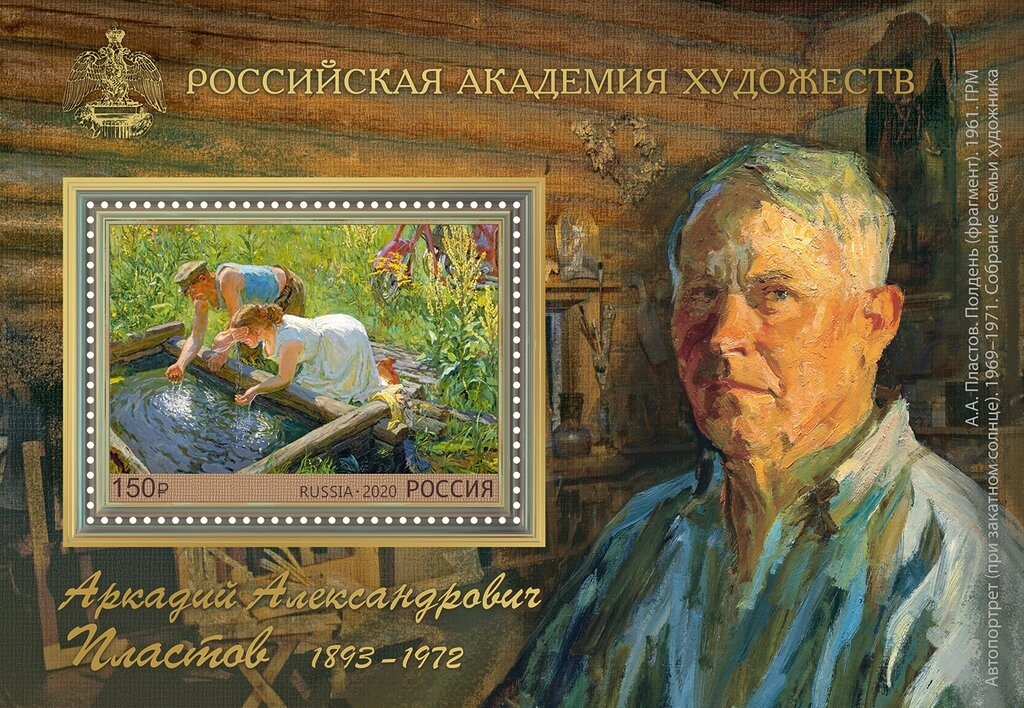
Блок «Аркадий Александрович Пластов. 1893—1972». Почта России, 2020 г.
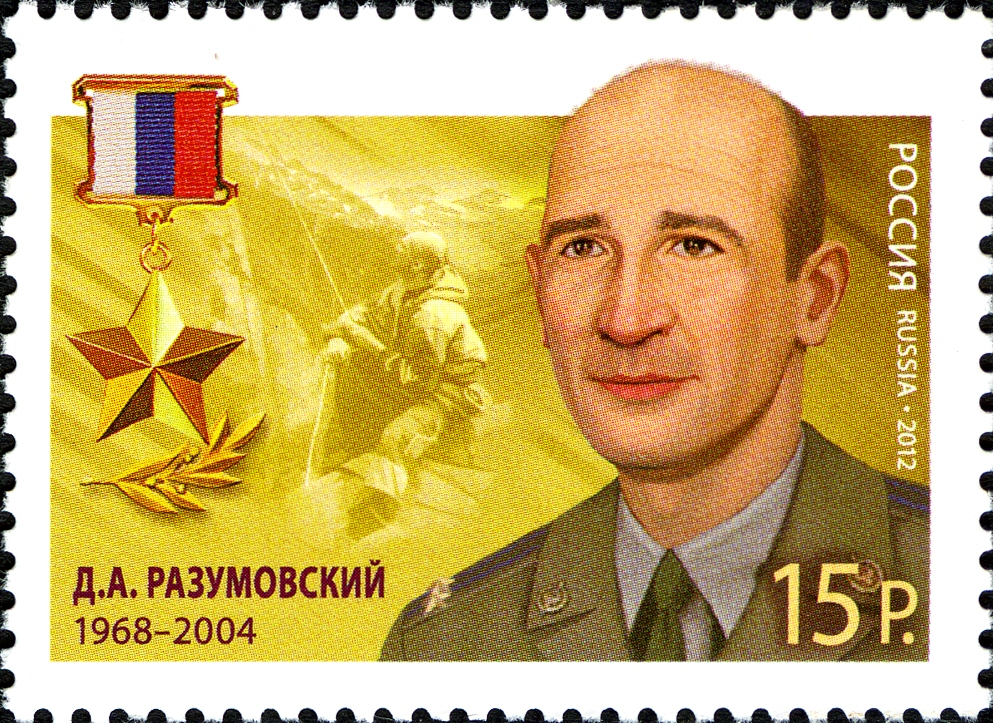
Почтовая марка России 2012 г. из серии «Герои Российской Федерации»: Д. А. Разумовский

## Ульяновск в фильмах
- В 1912 году на Новом Венце режиссёр и художник Чеслав Сабинский снимал фильм «Гроза» по А. Н. Островскому[206].
- «Невероятные приключения итальянцев в России», 1973 г. Киностудия «Мосфильм». Один из эпизодов снят в аэропорту «Ульяновск-Центральный»[207][208].
- В 1929 году в Ульяновске снимались эпизоды полнометражного художественного звукового фильма режиссёра Владимира Петрова «Гроза». Картина вышла на экраны в 1934 году и была удостоена приза 2-го Венецианского кинофестиваля[209].
- В 1977 году в Ульяновске был снят фильм «Пыль под солнцем» режиссёра Марионаса Гедриса. Картина рассказывает о мятеже в Симбирске, поднятом в июле 1918 года, и о попытках его подавления[206].
- «Ширли-мырли», 1995 г. Киностудия «Мосфильм». Один из эпизодов снят в аэропорту «Ульяновск-Восточный»[210];
- В 2010 году член Союза кинематографистов РФ, режиссёр с ульяновскими корнями Владимир Потапов работал в городе над драмой о секретах супружеской пары «Тайна для двоих», а в 2012 году в городе снял фильм — «Эмергены»[211].
- В 2011 году ульяновский режиссёр-постановщик Борис Куломзин дебютировал с игровым полнометражным художественным фильмом «901-й километр»[211].
- В 2015 году режиссёры Яна Поляруш, Тамара Цоцория и Константин Кутуев снимали в Ульяновском речном порту и на борту теплохода «Герой Юрий Эм» фильм «Со дна вершины»[211].
- В июле 2017 года кинокомпания «Гамма-продакшн» работала в Ульяновске над новым сезоном сериала по заказу НТВ «Морские дьяволы»[211].
- В 2018 году в Ульяновске и области кинокомпания «Воронцово поле» снимала полнометражный художественный фильм «Дикие предки»[211].
- С 10 августа 2018-го группа компаний «Приор» в Ульяновске работала над 4-серийной мелодрамой «Одна ложь на двоих»[211].
- В сентябре 2018 года в Ульяновск прибыла съёмочная команда студии «Энерджи фильм» для работы над криминальной мелодрамой «Выстрел в спину»[211].
- В октябре 2018 года в Ульяновске режиссёр Карен Захаров, по заказу ТВЦ, снимал двухсерийный детектив «Реставратор»[211].
- В августе 2019 года в Ульяновске, режиссёром Андрем Силкиным, был полностью снят новый двухсерийный кинофильм «Правда»[211].
- В 2020 году на канале «НТВ» шёл показ т/с «Пять минут тишины. Новые горизонты», эпизоды которого снимались в Ульяновске и его окрестностях, в том числе, съёмки проходили на Президенстском мосту и других местах города[211].
- В 2021 году вышел 1-й сезон сериала «Пять минут тишины. Симбирские морозы» для т/к НТВ, съёмки которого проходили в Ульяновске[211].

## Города-побратимы и партнёры
Побратимами Ульяновска являются:
- Крефельд, Северный Рейн-Вестфалия, Германия (с 1991 года)[212],
- Мейкон, Джорджия, США (с 14.05.2006)[213]
- Жуковский[источник не указан 2828 дней]
- Феодосия, Россия/Украина[214], (с 29.03.2014)[215],
- Цзиньчэн, (с 16.05.2019)[216].

Также Ульяновск имеет соглашения о сотрудничестве со следующими городами:
- Казань, Россия (с 1998 года)[217],
- Шэньчжэнь, КНР (с 30.05.2005)[213],
- Гомель, Белоруссия (с 8.09.2012)[218],
- Чебоксары, Россия (с 10.09.2017)[219],
- Саранск, Россия (с 30.11.2018).